# Szlovákia történelme
Szlovákia történelme a mai Szlovák Köztársaság területének történelmét tárgyalja, részben kiegészítve Kárpátalja az első Csehszlovák Köztársaság alatti történelmével. A szlovák nép és a szlovákiai kisebbségek történetét külön szócikkek taglalják. Ezen terület egy része a honfoglalást követő államalapítástól, majd a késő középkor folyamán fokozatosan az egésze a Magyar Királysághoz tartozott (kivéve egy időszakban az elzálogosított városokat), ezért a téma a Kárpát-medence történelmének és a magyar történelemnek is szorosabban vett része. Történelmét Kelet-Közép-Európa tágabb összefüggéseibe ágyazva is követni kell. A kitekintések az első világháborút lezáró versailles-i békeszerződéssel sem érhetnek véget (a bécsi döntések, Csehszlovákia és az Európai Unióba való belépés miatt sem), hiszen ez a terület a tágabb értelemben vett régió szerves részét képezi.

## Őskor

### A paleolitikum és mezolitikum időszaka
Szlovákia területén az ember jelenlétére utaló legrégebbi nyomokat a őskőkorszakból ismerjük. Ezen időszak még felöleli az utolsó jégkorszak korát is. A nagy állatok vándorlásával jelenhettek meg az első vadászó-gyűjtögető csoportok ezen a vidéken. Ilyen legkorábbi ismert lelőhely a szepesbélai Hučivá diera nevű barlang a magdaléni kultúra idejéből (lásd: magdaléni iskola. A jégtakaró (alpi és skandináv) visszahúzódásával azután hosszabb időre is megtelepedhettek bizonyos helyeken. Ilyenek például a Moraván környéki vadásztelepek. Az archeozoológiai leleteken kívül (például Barsbese, Pozsony-állatkert, Vágsellye) jelentősek még a kőeszközgyűjtemények, amelyek nagy részét azonban nem tervásatáson, rétegekben találták, hanem terepbejárás alkalmával, így „csupán” tipológiai alapon lehet őket besorolni. A legkorábbi kőeszközleleteket az olduvai kultúra korára teszik, míg a középső kőkorszak időszakára például az alsószerdahelyi, feketenyéki, hidaskürti, nagymácsédi, sopornya-kövecsesi, szered-mácsédi dombok, tallósi pattintott kőeszközöket.

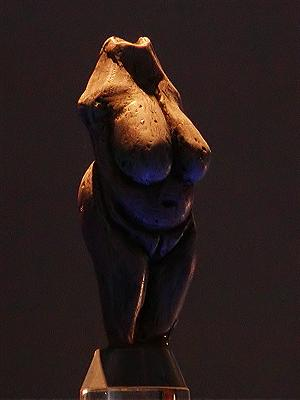
A moraváni vénusz (szk. Moravany nad Váhom)

A leghíresebb leletek közé tartoznak az 1926-ban talált gánóci koponya öntvény (Gánóc-Hrádok lelőhely), a két vágsellyei neandervölgyi ember koponyatöredékei, a mocsai koponyalelet, illetve ezen időszak művészetéből a moraváni vénusz. Sajnos a korszak kutatását a szakemberhiányon kívül a leletek eltűnése is nehezíti. Ilyen esetre példa az 1936-ban előkerült és azóta elveszett, ezért sokat vitatott szepesváraljai csontváz. A csehszlovák időkben kiemelkedő kutatói voltak a régió korszakának Ladislav Bánesz (főként Kelet-Szlovákia), Juraj Bárta (főként Nyugat-Szlovákia, 1965-ben jelent meg a Slovensko v staršej a strednej dobe kamennej című monográfiája) és Stanislav Šiška (főként Kelet-Szlovákia és a neolitikum időszaka). Szlovákia első modern átfogó régészeti áttekintését Jan Eisner (Slovensko v pravěku. Bratislava 1933) adta. Ma kifejezetten ezen korszakkal a régészek közül főként Ľubomíra Kaminská (Kelet-Szlovákia) foglalkozik.

### Neolitikum és rézkor
Az újkőkorszak és a rézkor időszakában fokozatosan délről a Kárpát-medence ezen részén is elterjedtek a neolitikus forradalom vívmányai (csiszolt kőeszközök, földművelési technikák, növénytermesztés, háziasítás, kerámiakészítés stb.), valamikor i. e. 5500 után. Szlovákia területe azonban a szlovákiai régészetben használt felosztás szerint egészen a rézkor középső szakaszáig (badeni kultúra) legalább két területi egységre tagozódik: Nyugat- és Kelet-Szlovákiára.
Míg Nyugat-Szlovákiában a neolitikum időszakát a vonaldíszes kerámia kultúrája nyitja, majd azt a zselízi kultúra váltja és a lengyeli kultúra egyes fázisai követik, addig Kelet-Szlovákiában az alföldi vonaldíszes kerámia kisebb helyi csoportjai alakulnak ki, melyeket a bükki kultúra rétegez felül, majd kisebb hiátust követően a polgári komplexum kezdeti csoportjai telepednek meg.
A rézkor időszakában Nyugat-Szlovákiában folytatódik a lengyeli kultúra, ami befejeződvén a Bajč-Retz-csoportba megy át. Ezt követően jelenik meg a két területi egységet először egységesítő badeni kultúra, amely a fiatalabb rézkor fázisában területi egységeire esik szét, helyet adva kisebb csoportoknak (zsinegdíszes kerámia kultúrája, Makó–Kosihy–Čaka-kultúra, Somogyvár–Vinkovci-kultúra, Strachotín-Držovice típus, csepeli csoport) illetve hatásoknak, melyeknek végül feltehetőleg a harangedényes kultúra inváziója vet véget. Ez már az új technológiák megjelenése miatt átmenetet képez a bronzkor felé. Kelet-Szlovákiában szintén folytatódik a korábbi polgári fejlődés, majd a badeni kultúra következik, végül a Nyírség–Zétény-csoport (szk. Nyírség–Zatín) és a kelet-szlovákiai halomsíros kultúra jelenik meg. 2024-ben a Jamnaja-kultúrához tartozó sírt tártak fel a Gatályon.
Kiemelkedő régészkutatók: Jan Lichardus, Klára Marková, Juraj Pavúk, Jozef Vladár és mások.

### Bronz- és vaskor
A bronz használatának elterjedésével az újonnan preferált alapanyag után új kort különítünk el. Ennek hossza és felosztása nemcsak területfüggő, de a kutatás állásával párhuzamosan is folyamatosan eltolódott. A mai elfogadott nézetek szerint Szlovákián a bronzkorszak kb. Kr. e. 2300-750 közé tehető. Ezen tág kor tagolására a szlovákiai régészeti kutatás a négyes (kora- Kr. e. 2300-1500, közép- Kr. e. 1500-1300, fiatalabb- Kr. e. 1300-1000 és késő bronzkor Kr. e. 1000-750) felosztást alkalmazza. A bronz használata is délről terjedt át ezen területre, így előzményeit a délebben fekvő kultúrákban is megfigyelhetjük.
Szlovákia területe ezen korban nem volt egységes, hanem egyes területei nagyobb kulturális egységek részét képezte. A Szepesség, Kelet-, és dél Közép-Szlovákia a Tisza vidékének, a Vág-mente és Észak-Szlovákia a tőle északra (Kis-Lengyelország) és északnyugatra (Észak-Morvaország) eső területek, míg Nyugat-Szlovákia a Dunántúl, Dél-Morvaország és Ausztria kulturális fejlődéséhez kapcsolódott szorosabban. Az egyes területek benépesítésében elsődleges szerepe volt az éghajlati viszonyoknak és az ebből származó föld minőségének. A temetkezések alapján nagyon leegyszerűsítve elmondható hogy a halomsíros kultúrákat az urnamezős kultúrák váltották fel.
Ebből az időszakból ismertek a következő régészeti kultúrák és csoportok, melyek közül azonban nem mind itt alakult, illetve kristályosodott ki, Nyugat-Szlovákiában: csepeli csoport (szk. csepelská skupina), chłopice-vígvári- (szk. skupina Chłopice–Veselé), nyitrai csoport (szk. Nitrianska skupina), Úněticei- (szk. Únětická kultúra), gátai- (szk. Wieselburská), hatvani-, hévmagyarádi kultúra (szk. Maďarovská), mészbetétes edények népe (szk. Severopanónska inkrustovaná kultúra), halomsíros- (szk. Mohylová), lausitzi- (szk. Lužická), velaticei- (szk. Velatická), csekei- (szk. Čakanská, korábban Čačianska), podolí-i kultúra (szk. Podolská), hetényi csoport (szk. Chotínska), Leitha-csoport (szk. skupina Leitha); Kelet-Szlovákiában: csontosfalvai csoport (szk. Koštianska), ottományi- (szk. Otomanská), pilinyi kultúra (szk. Pilinská), felsőszőcsi csoport (szk. kultúra Suciu de Sus), gávai- (szk. Gávska), kiétei kultúra (szk. Kyjatická).
A kora vaskor (hallstatti kultúra) időszakában Nyugat-Szlovákiában a Kalenderberg-kultúra terjedt el, amelynek valószínűleg a szkíták (Vekerzug-kultúra) térhódítása vetett véget, míg Közép- és Észak-Szlovákiában a lausitzi kultúra élt tovább, annak is az árvai csoportja, valamint Kelet-Szlovákián a kustánfalvai kultúra jelenik meg. A vas használatának elterjedését összekapcsolják a 8. században feltűnő kimmerekként azonosított csoportokkal.
A késő vaskort (La Tène-korszak) az 5. század végétől, a kelták megjelenésétől számítjuk, akik fokozatosan előbb nyugaton (például Hetény, Gellér, Kéménd, Komárom, Ógyalla, Tornóc, Udvard temetők), majd keleten is (például Szepesjánosfalva) megtelepednek. Jelenlétük egyik leghíresebb bizonyítéka a pozsonyi oppidumban vert pénz, melyre a „biatec" megjelölés került (ezen pénzlelet volt látható a szlovák 5 koronás hátoldalán is). További oppidumok kerültek részleges feltárásra és így szakmailag igazoltak például: Bosác, illetve Szentmáriai-víztározó-Havránok, de más lelőhelyeken is feltételezhetőek. A dákok Kr. e. 2. század végén való megjelenésével a két eltérő kultúra katonai konfliktusba kerül, amelyből körülbelül Kr. e. 44 körül a dákok kerülnek ki győztesen. Nyugaton Nyitra, keleten Zemplén vált jelentős dák központtá, míg nyugaton és északon a két kultúra és a helyi elemek (akiket gotinoknak vélnek) keveredése is megfigyelhető. Ebből alakul ki a puhói kultúra (szk. púchovská kultúra).
Kiemelkedő régészkutatók: Jozef Bátora, Blažej Beňadik, Václav Furmánek, Klára Marková, Mária Novotná, Jozef Paulík, Ladislav Veliačik, Jozef Vladár, Jozef Bujna, Karol Pieta és mások.

## Ókor

### Római kor (császárkor)
Az ókort Szlovákia területén a rómaiak megjelenésétől számíthatjuk, ami feltételezések szerint Kr. e. 6-ban a Marbod elleni „hadjárat" során történhetett meg. Közvetlenül mégsem ők voltak e terület történelmének fő alakítói (eltekintve az oszd meg és uralkodj elvének alkalmazásától), hanem az 1. században északnyugat felől beözönlő germán törzsek.
A Maroboduus vezette törzsszövetség előbb Csehország területén telepedett le, majd fokozatosan elsősorban a szvébek törzsei, a markomannok és a kvádok egészen Nyugat-Szlovákia területéig nyomultak. Maroboduus bukása után ezen a területen jött létre Kr. u. 21 körül Vannius királysága (regnum Vannianum) mint kliens állam. A királyság elhelyezkedésére Tacitus szolgál adatokkal (Danuvium ultra inter flumina Marum et Cusum), ám a határfolyók pontos azonosításáról viták folynak. Ezen a területen keresztül haladhatott a borostyánút egyik ága, így az amúgy a keltáktól visszalépést jelentő germán leletanyagba római áruk kerültek. Királyságát unokaöccsei Vangio és Sido Kr. u. 50 körül megdöntötték.
A germánokkal, illetve a dákokkal a Római Birodalom többször összetűzésbe került, ám kevés az olyan adat ami egyértelműen Szlovákia területén élő germánokra vonatkozhat. A római hegemónia megtartására közvetett bizonyítékként értelmezhető Antoninus Pius érméje, melyen a „Rex qvadis datvs" felirat olvasható. Uralkodása alatt a germánokkal békét tartott, ami miatt a korabeli források nagyrészt nem érintik őket. A helyzet Marcus Aurelius uralkodása alatt változott meg gyökeresen, amely a markomann háborúk (166–180) kitöréséhez vezetett.

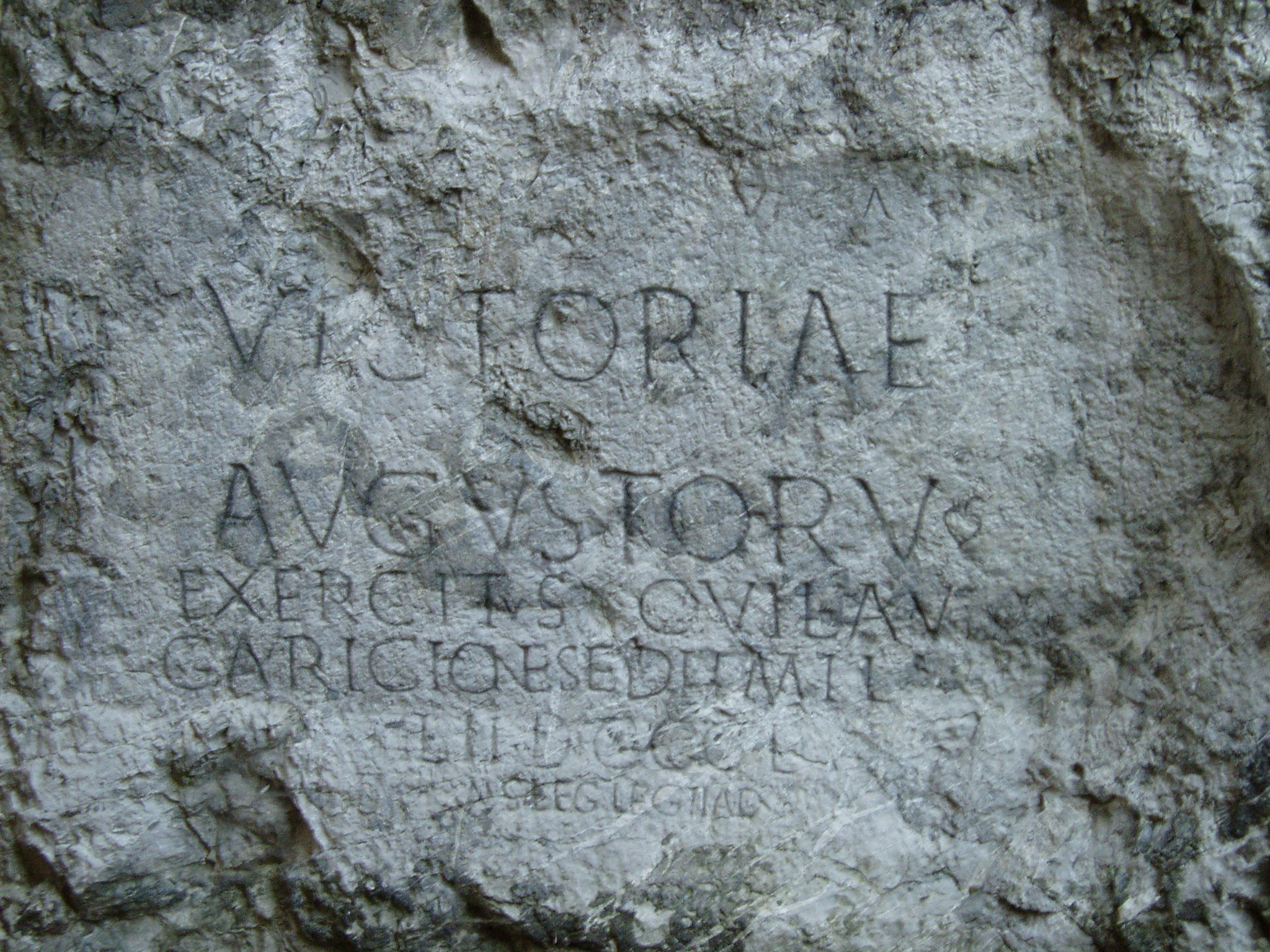
Trencséni felirat

A 2. század első felében a gót vándorlás okozta népmozgások elérték a limes-menti törzseket is, akiknek ezen nyomás elől nem volt hova menekülniük. Mivel a császár keleten hadakozott, a megváltozott helyzetet előbb diplomáciai úton próbálták halogatni. Felmerült a Dunától északra élő barbárok provincializálása is, melynek érdekében 2 új légiót is felállítottak. Brigetio környékét 166–167-ben hirtelen nagy támadás érte, amelyet a rómaiak sikeresen visszavertek. Ezután Ballomar vezetésével 11 nép követe érkezett Carnuntumba, hogy Róma segítségét kérje, ez azonban eredménytelen maradt. A háború előbb sorozatos római vereségeket hozott, majd a helyzet normalizálása után Marcus ellentámadásba ment át. Ennek eredményeként 172-ben előbb a kvádokat, 173-ban a markomannokat, majd 175-ben a szarmatákat rendszabályozta meg, akikkel különbékéket kötött. A szerződések azonban nem hozták meg a várt eredményt és 177-ben kiújultak a harcok, aminek következménye a kvádok területének katonai megszállása lett 179-ben. Marcus Aurelius Elmélkedéseinek egy részét ezen megszállás alatt írhatta, valahol a Garam mentén. A térségre csak Commodus uralkodása hozott békét. Ekkor a limest is átépítették és megerősítették. Caracalla idején a római külpolitikának köszönhetően a germán törzsek egymással harcoltak, valamint „szövetségi” rendszerbe kényszerítették őket. A következő századokban azonban a limesre gyakorolt nyomás egyre erősödött és betörések száma is megszaporodott, mely végül a limes és egyes provinciák feladásához és egy kor lezárultához vezetett.

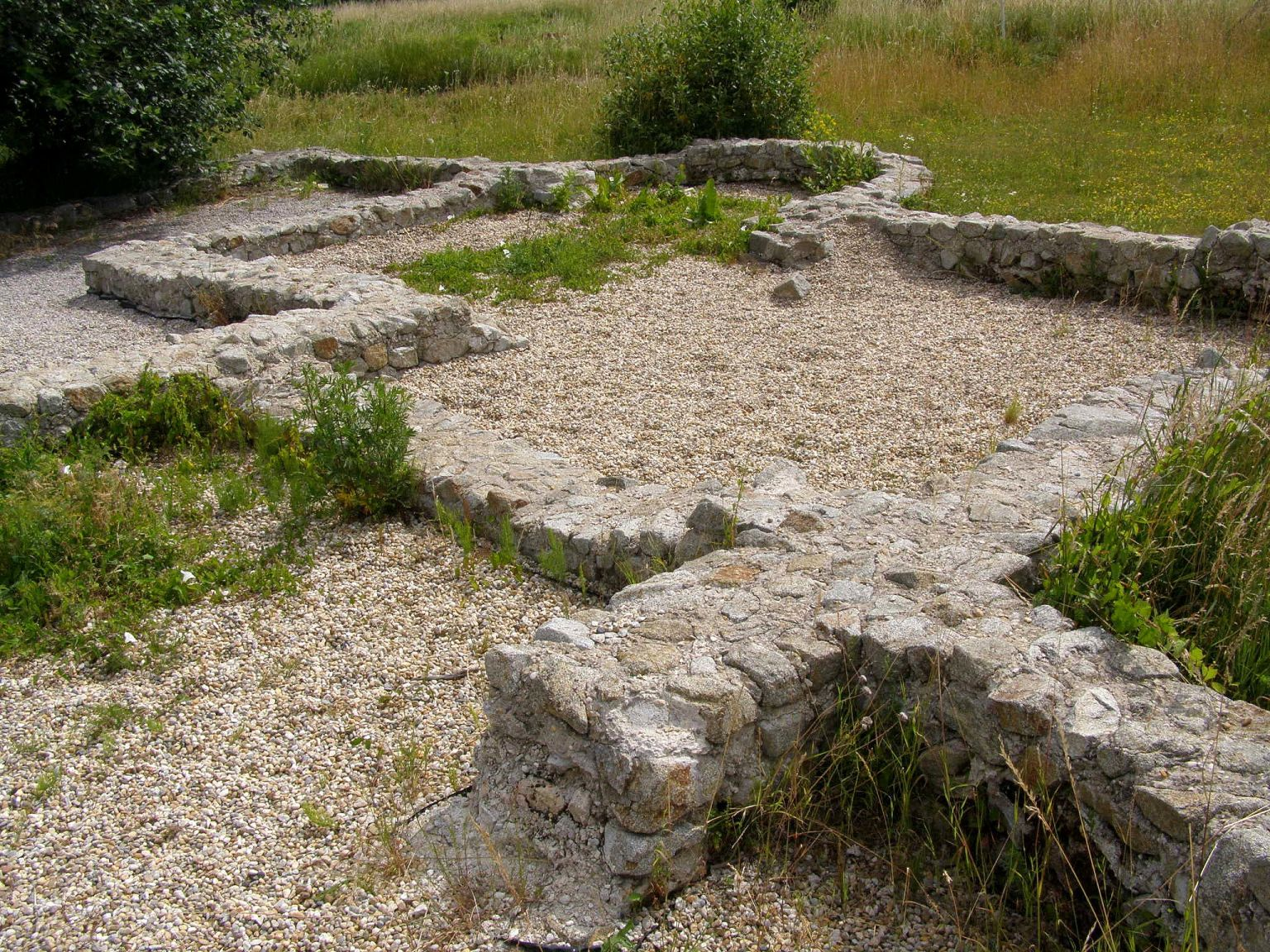
Pozsonyhidegkút

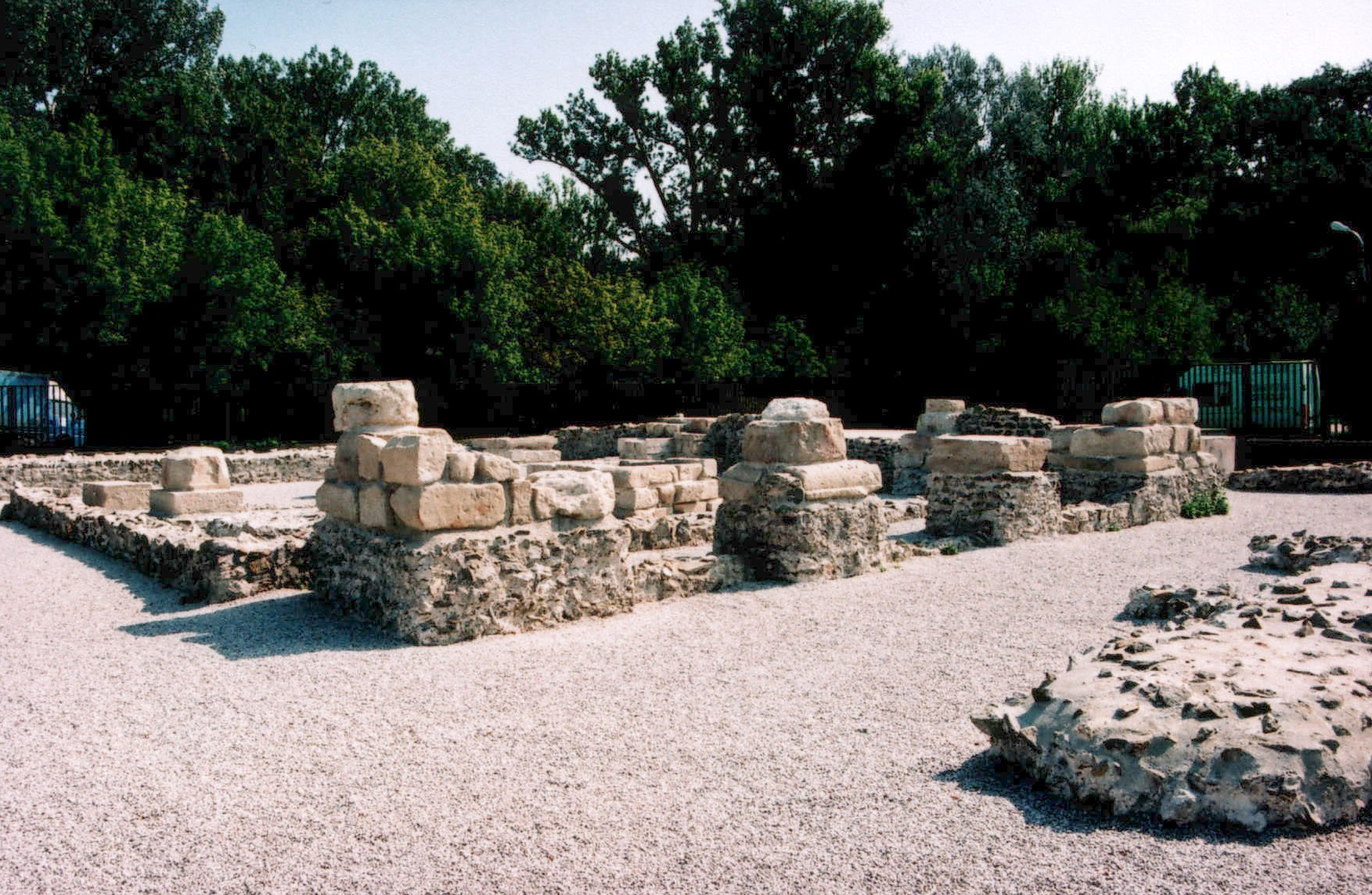
Gerulata

A római jelenlét nyomát főként a Duna vonala menti határsávban, illetve Oroszvár (Gerulata) térségében figyelhetjük meg. A rómaiak a Dunától délre építették ki erődrendszerüket, amelyet limesnek nevezünk. Háborúk esetén azonban a „barbaricumban" is létrehoztak állomásokat, illetve ideiglenes táborokat, melyek főként az átkelőhelyek közelében mint kiindulópontok szolgáltak a hadsereg számára. A leghíresebb ilyen emlék talán a trencséni felirat, amelyet a Laugaricio melletti táborban Marcus Valerius Maximianus vezette 178–179-ben itt telelő hadtest állított. Ezen kívül hosszú ideje kutatott Izsa-Leányvár tábora (a 20. század elején Tóth-Kurucz János kutatta), ahol 2021-ben igazolták a dunai híd létezését a római korban, valamint Stomfa (kutatását még Gond Ignác kezdte el) és Nyitranagykér határában talált állomások is. Szintén a római jelenlét jelentős emléke lehet a markomann háborúk idején Verebély-Földvár lelőhely is. Hasonló korszakra keltezhető a 2024-ben Zselíz közelében megtalált római tábor is. A pati Szent Vendel-templom falában is római kőemlékeket sikerült dokumentálni. A 2009-es pozsonyi várban folyó ásatások újabb eredményekkel szolgálnak, melyek későbbi kiértékelése átértékelheti a főváros kelta és római korból ismert képét.
A germánok jelenlétére utaló legismertebb leletek a temetőkből, illetve fejedelmi sírokból származnak. Kevésbé jelentősek a telepekről előkerült leletek (Csicsó, Kécspuszta, Megyercs, Tany, Nagymegyer-Vámostelek). Ilyen nagyobb temetőket ismerünk Ábrahám, Diószeg, Egyházfa, Ocskó és Pobedény határából. Kormeghatározásuk nagyban támaszkodik a római importárukra. Fejedelmi sírokból származó leletek is ismertek, amelyek közül nevezetesebbek Csácsó, Nagymagasfalu, Vágőr és Zohor határában, illetve legújabban Pozsony környékén kerültek elő. Ezek megkerült kiemelkedő darabjai ma a kincstár kiállításán tekinthetőek meg.
A korszak régészeti kutatásának kiemelkedő személyei, többek között Vojtech Ondrouch, Ľudmila Kraskovská és Titus Kolník.

### Népvándorláskor

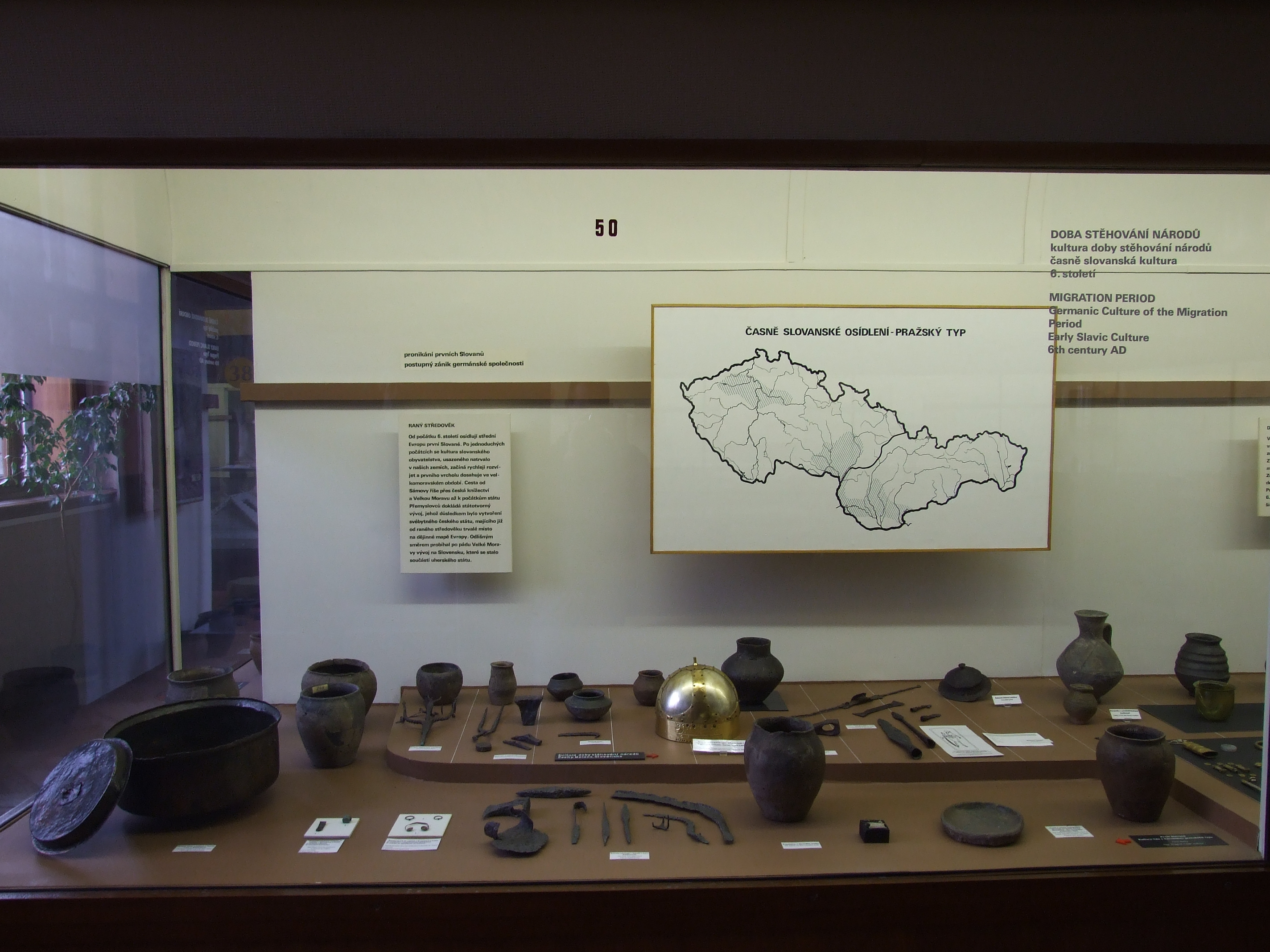
Az alsószemerédi sisak rekonstrukciója több más tárgy társaságában a prágai Cseh Nemzeti Múzeumban

A népvándorláskor idején Európa történelmének fontos alakítói és meghatározó szereplői a hunok voltak. Szlovákia területén valószínűleg az előlük menekülő, illetve az ő ellenőrzésük alatt álló néptöredékek élhettek. A hun hatalom közép-európai összeomlása után az osztrogótok kerültek előtérbe, majd a gepidák és herulok, illetve a longobárdok, akiknek a Kárpát-medencéből való 568-as kivonulásával lezárult e mozgalmas korszak.
A longobárdok tartós megtelepedésére ezen a területen kevés mérvadó bizonyíték van. Ezek közé tartoznak a gányi, a pozsonyhidegkúti és a somorjai temetők. Fontos germán lelőhely még Taszármalonya-Gočol.
Híresebb leletek közé sorolhatóak a bényi kincs 108 bizánci solidusa, a vandálokhoz köthető osztrópataki vandál királysírok (1790, 1865), a cékei lelet illetve a mateóci kamrasír (2005–2006). Szintén germán népcsoport a longobárdok, akik nyugat felől előbb az Erdőháti-alföldön jelentek meg, majd innen továbbvonultak a Dunántúlra. Feltárt régészeti hagyatékuk elsősorban a hátrahagyott temetők, melyeket Gajar, Gány, Pozsony-Devínske jazero és Zohor határában sikerült feltárni. Híresebb 6. századi lelet még az alsószemerédi sisak.

## Középkor

### A szláv betelepülés és az Avar Kaganátus időszaka
Egyes kutatók szerint a szlávok megjelenésével Szlovákia területén már az 5. század végén számolnunk kell, a kutatók többsége azonban csak a 6. században való megtelepedést valószínűsíti. A régészeti leletek alapján egyelőre nehezen megfogható e korai korszak (a leletanyag keltezési problémáiba ütközik) és az elszórt írott források sem adnak egyértelmű útbaigazítást e tekintetben. A szlávok ezen időben a hamvasztásos temetkezési rítust követték.
A korai avarkorban Szlovákia területét az avar hatalom csupán kis mértékben érinthette, főként a komáromi átkelő közelében. Ezen időszakból egyelőre nagyobb számú avar lelettel nem rendelkezünk. Az írott források szerint ekkor jöhetett létre egy új elsősorban szláv államalakulat, amelyet vezetője után, aki talán frank kereskedő lehetett, Szamo birodalmának vagy fejedelemségének nevezünk. Pontos kiterjedése és elhelyezkedése vita tárgya, annál is inkább mivel ezen állam csak tiszavirág életű volt, hiszen Szamo halála után szétesett.
A középavarkorban az avar szállásterület az újabb keletről érkező csoportok Kárpát-medencébe való bevándorlásának és azok katonai erejének köszönhetően kiszélesedett. Ennek eredménye az avarok nyomon követhető nagyobb számú megjelenése a Dunán való átkelőhelyek körzetében és a Dunától északra, főként a folyók mentén Nyugat-Szlovákiában, a Kelet-szlovákiai-alföldön, illetve elsősorban a Kassai-medencében.
Az avar uralom meggyengülése, Nagy Károly hadjáratai és a bolgár kán támadásai ahhoz vezettek, hogy az Avar Kaganátus felbomlott és mint államalakulat megszűnt létezni. Ez egyben az ezen a területen élő szlávok hatalmi függetlenedését jelentette. Ennek következtében kisebb területi egységek (kisfejedelemségek), jöttek létre. Ezeket egyesítve jött létre azután a Nyitrai Fejedelemség, majd a Nagymorva Birodalom.

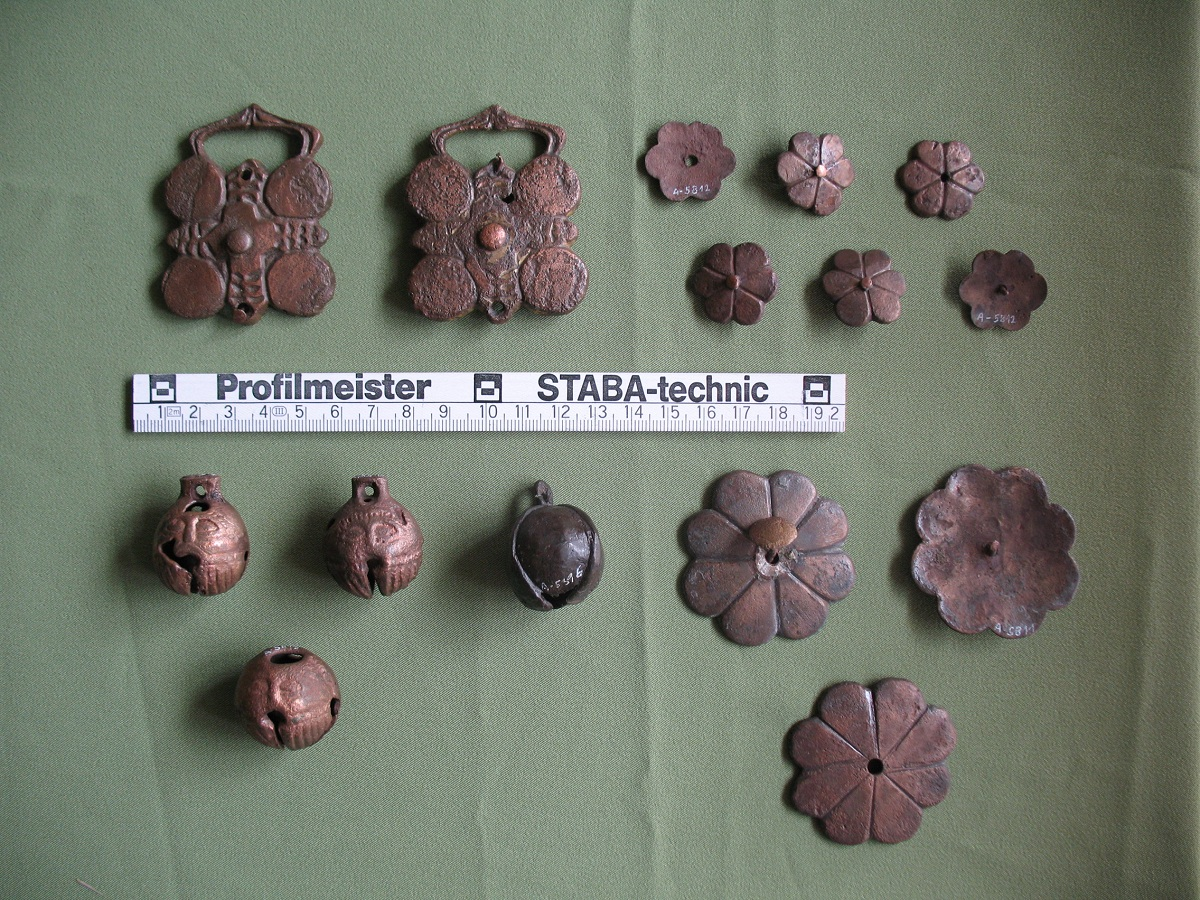
Néhány lószerszám díszveret és tartozék a hajógyári temetőből

Az avar leletanyag Szlovákián is elsősorban a feltárt temetőkből származik. Legjelentősebb temetőik, arról árulkodnak hogy a későavar katonai arisztokrácia stratégiailag fontos helyeken telepedett le, így például Dévényújfalu (Morva kapu, Jan Eisner ásatásai, lásd: Dévényújfalui avar kori temető) közelében, a mai Komárom területén (átkelő a Dunán, lásd: Komárom-hajógyári avar kori temető, Trugly Sándor ásatása), Dunaradvány, Párkány és Zsebes környékén (Kassai-medence, Vojtech Budinský-Krička és Anton Točík kutatásai). További fontosabb lelőhelyek az ország területén: Pozsonypüspöki, Alsógellér, Érsekújvár, Dunaradvány, Párkány, Zsély. Az utóbbi időben már egyértelműen az avaroknak tulajdonítható telephelyeket is sikerült találni, így például Érsekújvár és Komárom területén. A kincsleletek közül kiemelendő a Nemesvarbókon előkerült ékszerek, étkészlet és bizánci érmek együttese. Ezen időszakból több mint 180 avarokhoz (is) köthető lelőhelyet ismerünk Szlovákia területéről, melyek ezen a területen részben a szlávokkal való együttélést dokumentálják. A mai Szlovákia területén folyó bányászat korai megjelenésére utalhatnak a rézötvözetből készült avar leletek modern anyagvizsgálatai. A kaganátus bukása után az avaroknak tulajdonított tárgyi kultúra emlékei, illetve azok továbbfejlesztett változatai a Morva vidéken bukkannak fel szórványosan.
A korszak kiemelkedő szlovák régész-kutatói Darina Bialeková, Zlata Čilinská, Gabriel Fusek, illetve Jozef Zábojník. A cseh régészek közül meg kell még említeni Josef Poulíkot, aki a mikulčicei ásatásokat vezette, így nagyban hozzájárult mind a leletanyag azonosításához és leírásához, mind a csehszlovák történelemfelfogáshoz és a cseh és szlovák nemzet önmagáról alkotott képéhez.

### Nyitrai fejedelemség és a Nagymorva birodalom időszaka

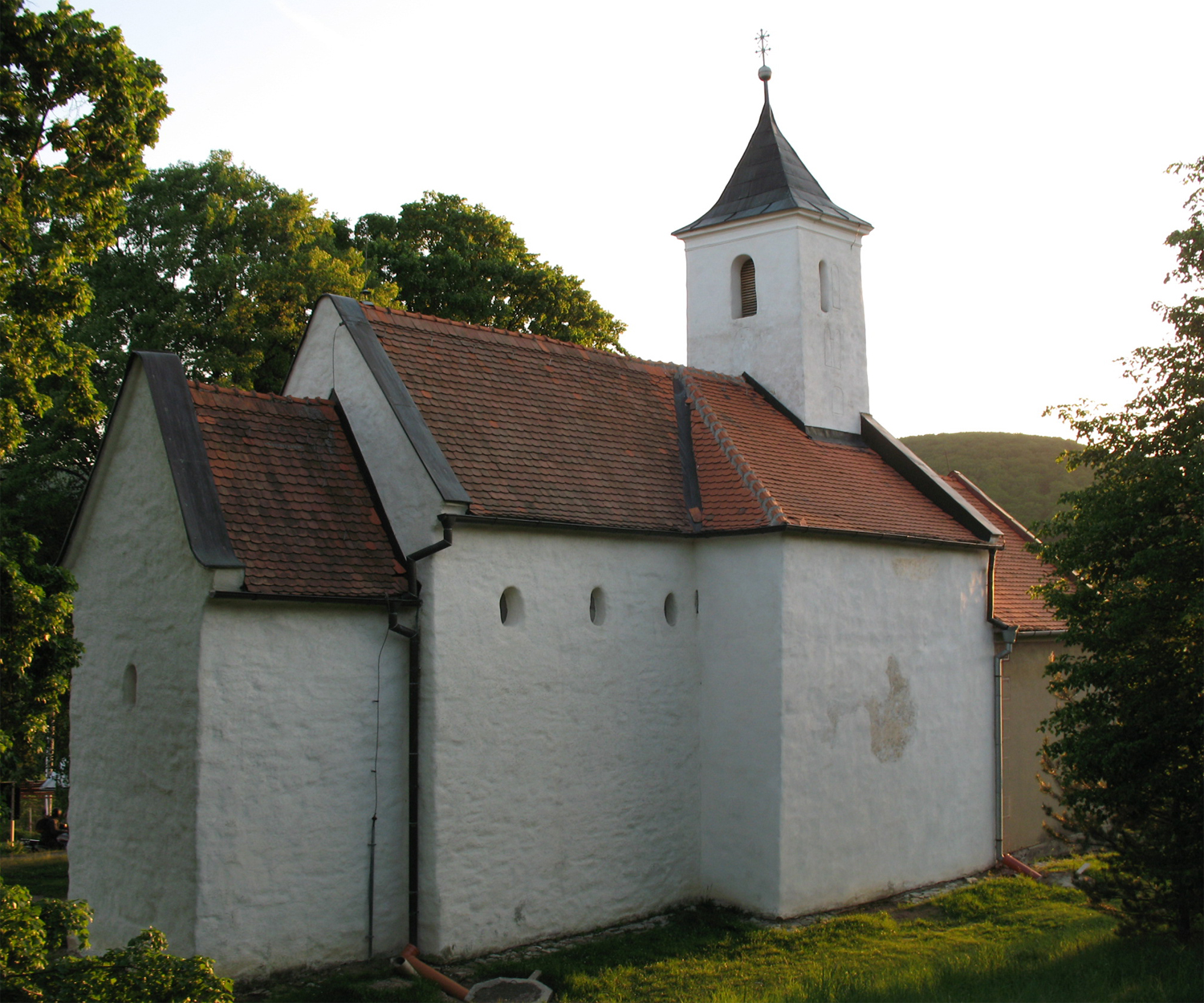
A gímeskosztolányi Szent György-templom, a legújabb vizsgálatok alapján a legkorábbi, ismert, álló szakrális építmény Szlovákia területén
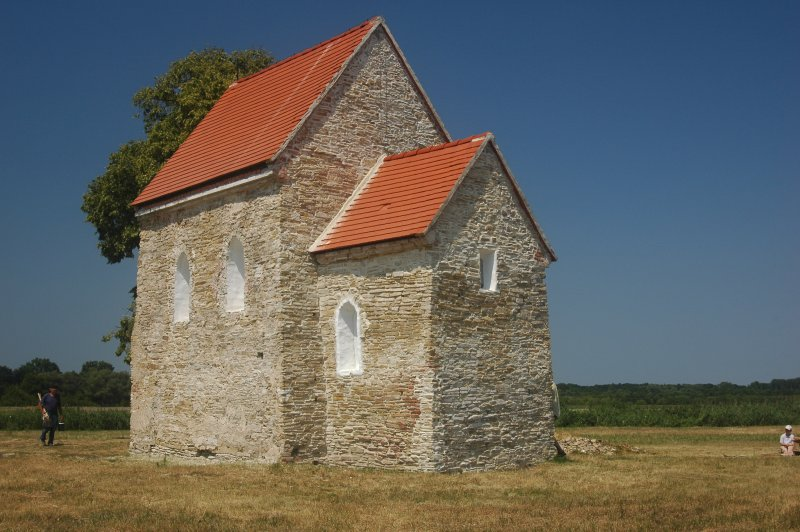
A kopcsányi Antiokheiai Szent Margit-templom
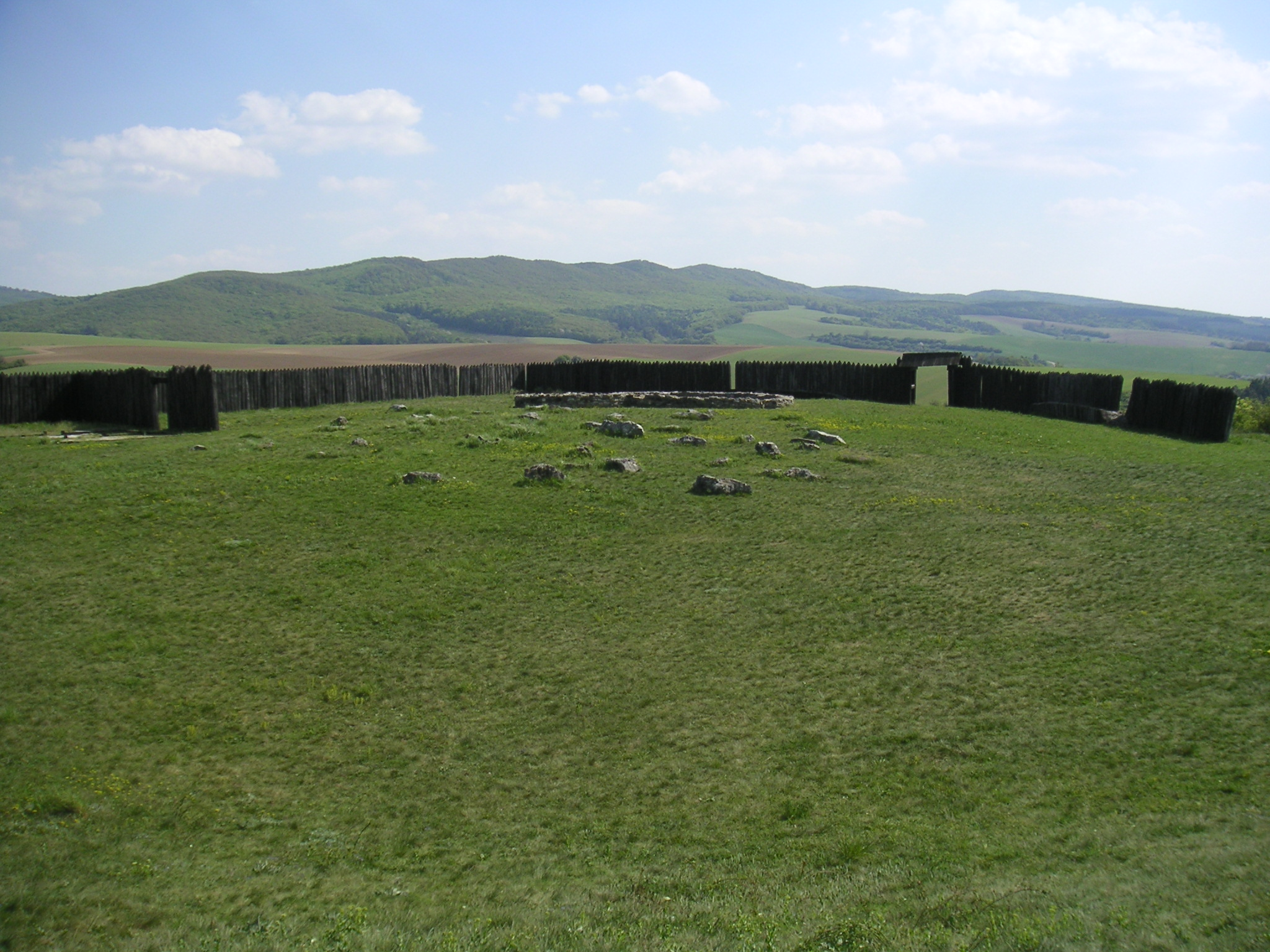
Ducó-Kostolec palánk rekonstrukció és a körtemplom (rotunda) konzervált alapjai
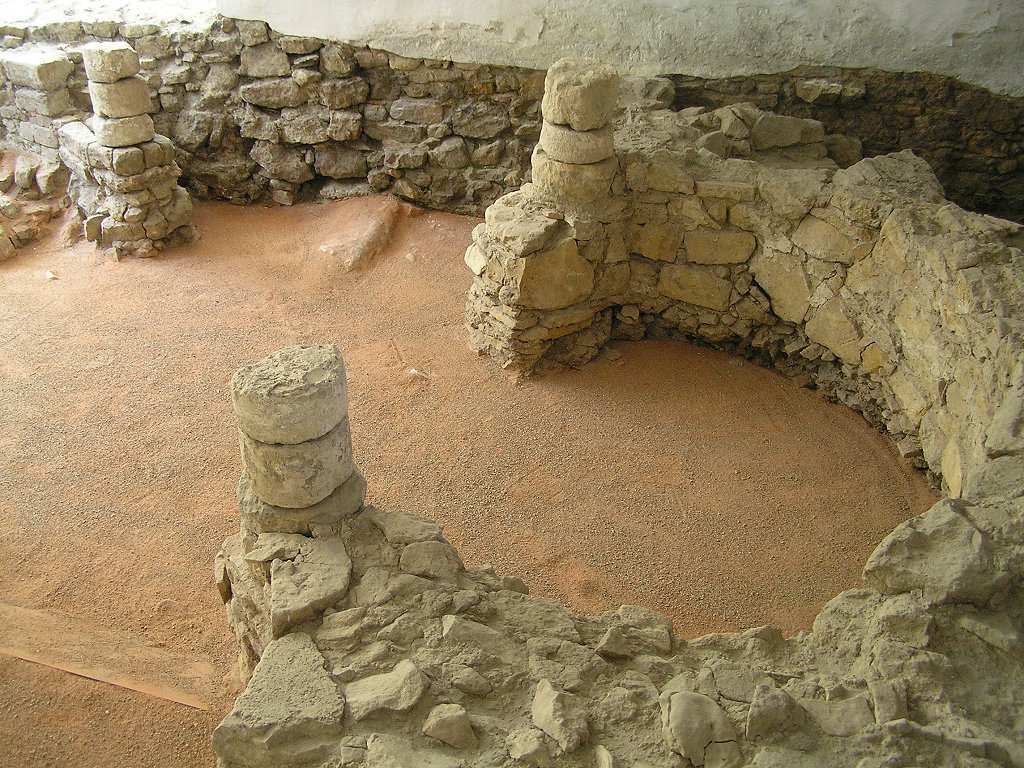
A régészeti feltárás során talált négyapszisos körtemplom (rotunda) alapjai a trencséni várban
A blatnicai „leletegyüttes" egyes darabjai

A morvák 811-ben és 815-ben követeket küldtek Nagy Károly és Jámbor Lajos császárokhoz; nem igazolható egyes cseh és szlovák történészek állítása, miszerint a morvák a 9. század előtt függetlenné váltak az avaroktól. Az avar hatalom bukása után Morvaország és Nyugat-Szlovákia területén új tendenciák jelentkeznek, a szomszédos Frank Birodalom és a kereszténység hatása tükröződik az előkelő réteg ízlésén. Valószínű azonban, hogy az avarok ötvösmestereinek egy része, vagy azok tanítványai itt találtak új piacra. Ezt számos avar vagy avar hatású lelet támaszthatná alá. Ekkor jöhettek létre a rivalizáló Morva és Nyitrai Fejedelemségek, amelyeket 833-ban I. Mojmír egyesített. Pribinát a Nyitrai fejedelemség urát, aki 828-ban keresztény templomot emeltetett, elűzte és az a Dunántúlon talált menedéket. Morvaország a frankokkal való viszálya és kiújuló háborúi ellenére terjeszkedett, legnagyobb kiterjedését I. Szvatopluk alatt érte el.
A lelőhelyek adottságai és a korszak korábbi kutatástörténeti problémái miatt, jelenleg is nehéz a morva leletanyag pontos periodizációja. A kezdeti időszakban még jelentős az avar jellegű leletek jelenléte, amelynek értelmezése egyelőre nem egyértelmű. Többen felhívták a figyelmet az avar továbbélésre, többek között a Nyugat-Felvidék vonatkozásában is.
A gazdasági fejlődést nem csak az írott források, de a régészeti kutatások is alátámasztják. Számos várat és települést, illetve kincsleletet tártak fel Csehország (Mikulčice több mint 10 templom romjait tárták fel, Staré Město) és Szlovákia (Dévény, Majtény, Nyitra környéke, Nyitrabajna, Pobedény), illetve Magyarország (Zalavár) területén is. A birodalom központja(i) elsősorban Morvaországban lehettek.
A kereszténység felvétele Rasztiszláv nevéhez fűződik. Elsősorban a bajor egyháztól való önállósodás érdekében fordult III. Mikhaél bizánci császárhoz, aki 863-ban a Szaloniki környékéről származó testvérpárt Cirillt (másképp Konstantint) és Metódot küldte hozzá. A hittérítés, az evangélium fordítása, a glagolita ábécé megalkotása és az önálló morva egyház létrehozására tett erőfeszítéseik ellenére, haláluk után tanítványaikat száműzték a birodalom területéről. Rasztiszlávot elárulva unokaöccse I. Szvatopluk követte az uralkodásban, aki még nagyobb sikerrel vette fel a harcot a frankokkal, végül pedig 874-ben megkötötte velük a forchheimi békét.
A birodalom hanyatlását Szvatopluk 894-ben történt halála után, valószínűleg frank beavatkozással elsősorban a belső viszályok, esetleg járványok indították el. Az államalakulat teljes szétesését pedig a honfoglaló magyarok támadásai idézhették elő. A megszűnéssel kapcsolatosan csupán szórványos írott források állnak rendelkezésre.
A korszak Szlovákia területén előkerült jelentős régészeti emlékei többek között az ún. blatnicai lelet (leletegyüttes volta vitatható), melyről részben a blatnicai-mikulčicei horizontot is elnevezték, a kiscsepcsényi lelet, illetve elsősorban a kereszténységgel kapcsolatos emlékek. Ilyen például a kopcsányi Antiokheiai Szent Margit-templom, amely egyes feltételezések szerint még Nagymorávia idejéből származik. Az újabb dendrokronológiai vizsgálatok alapján azonban a templom a 10. század második feléből való. A legkorábbi, álló szakrális építmény Szlovákia területén dendrokronológiai és radiokarbon vizsgálatok nyomán a gímeskosztolányi templom lehet, melyet még a 9. század vége felé építhettek. Jelentősek ezen kívül a Nagymácséd határában előkerült 10. századi kaptorga, amely a 10 koronás érme előlapjára is felkerült, valamint több vár (például Dévény, Ducó, Nyitrabajna kódexveretek és harangok, Vágsziklás, egyes kutatók szerint Pozsony és Trencsén, valamint minden bizonnyal Nyitra) területén feltárt templomromok, hrivnakincsek és egyéb leletek. Egyes feltételezések szerint ebből az időből származhat a híres feketekelecsényi pyxida is, illetve a nyitrasárfői Szent György-kápolna (eredetileg rotunda) is. Utóbbi jelenlegi egzakt keltezése azonban nem engedi az objektum ilyen korai keltezését.

### A honfoglalástól Buda elestéig

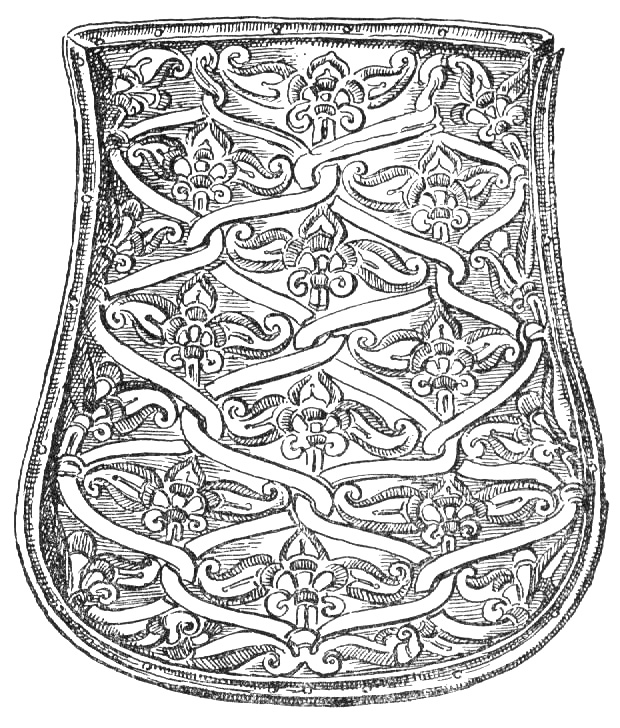
A galgóci tarsolylemez
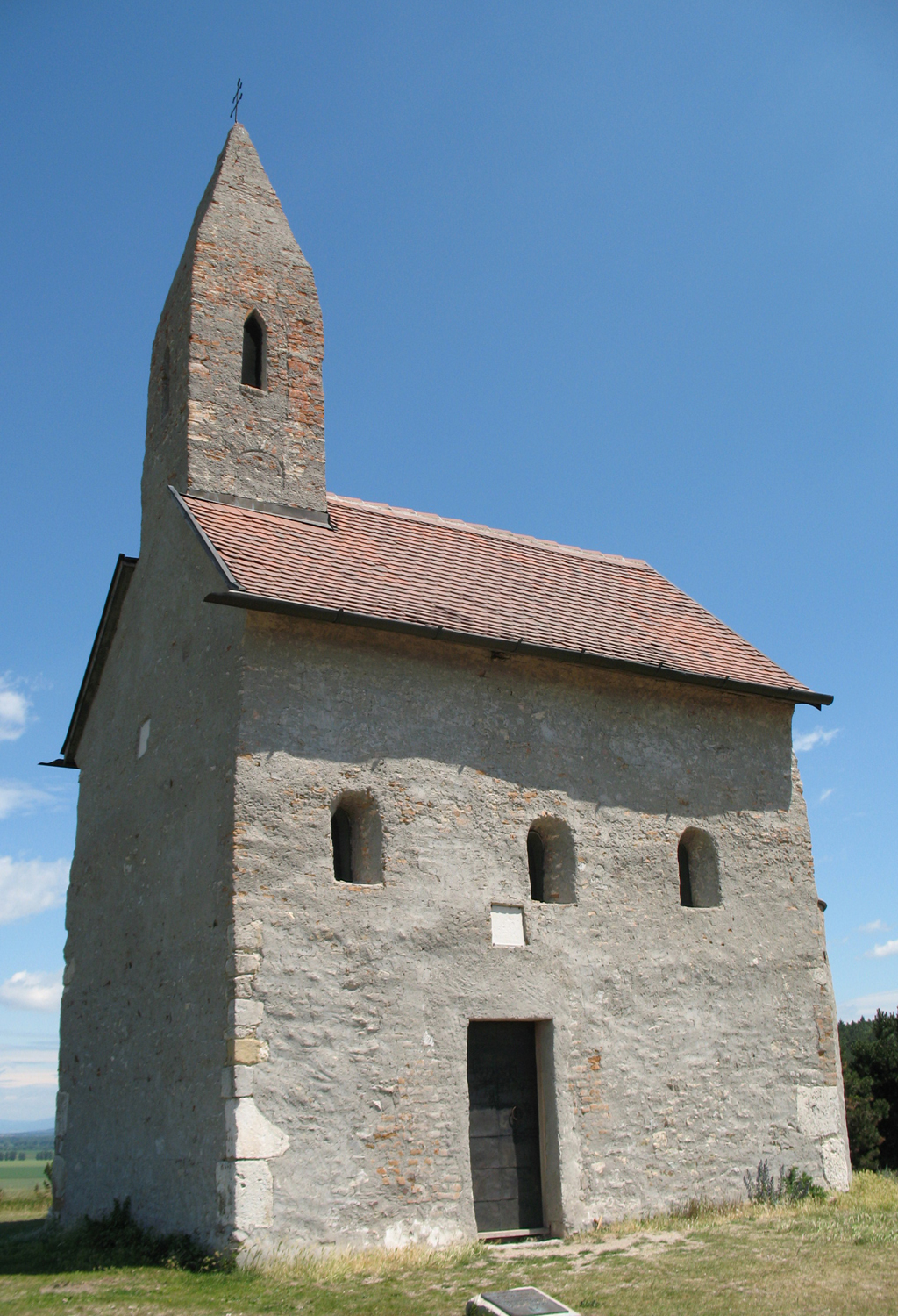
A zobordarázsi öreg templom Nyitra közelében
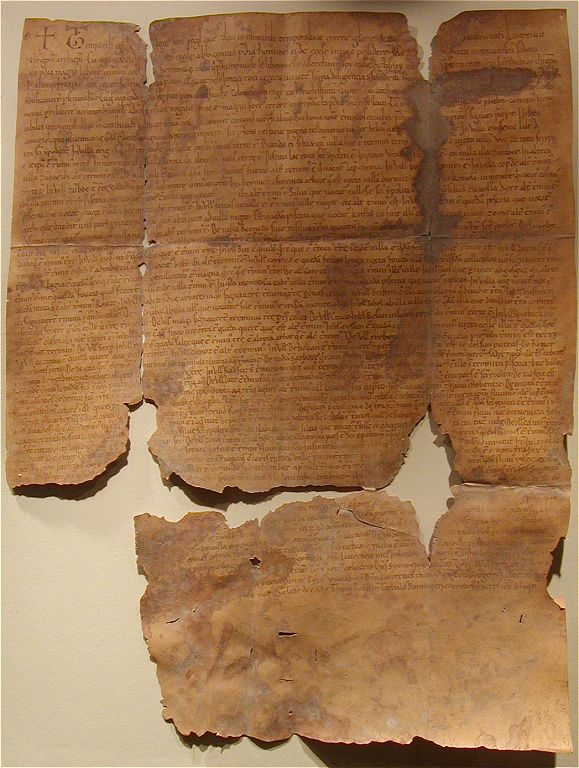
Zobori apátság birtoklevele

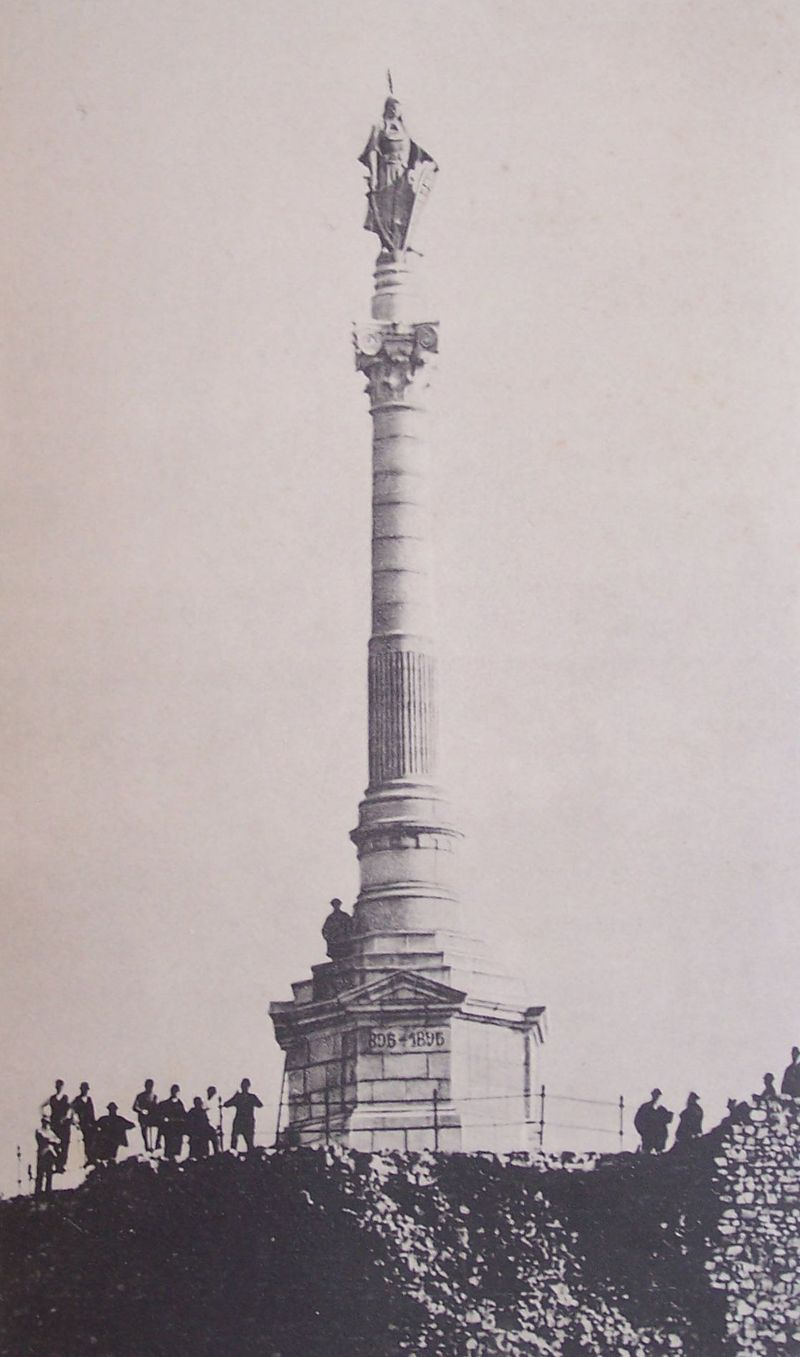
A dévényi millenniumi emlékmű

A honfoglalás végbemenetele érintette a mai Szlovákia területét is. A morva államszervezetek 902-es végleges szétverése után a magyarok birtokukba vették főként a síkságokat, illetve a stratégiailag fontos védelmi pontokat. Ezek után került sor a keleti frankok 907-es támadására és a pozsonyi csatára. Itt került megszervezésre később az egyik vármegye is. A honfoglaló és "kalandozó" magyarok és a (keresztény) szlávok katonai együttműködésére kevés írott forrás utal, ennek mikéntjére pedig többféle lehetőség is kínálkozik. A korábbi szláv és frank államalakulatoknak azonban a törzsszövetség közvetlen környezetében nem volt jövőjük.
A Kárpát-medencébe keletről érkező lovasnomád magyarok a 10. században fokozatosan birtokukba vették a Felvidéket. Az alföldi területeken (például a Csallóközben, Mátyusföldön) a magyarság is letelepedett, ugyanakkor a hegyvidéki területeken a várak és városok környékén a szláv kultúra a magyar törzsfők uralma alatt is tovább élhetett (például Nyitrán). Egyes stratégiai fontosságú területekre határőrző népcsoportokat (például székelyeket, besenyőket és egyéb segédcsapatokat) telepítettek. Az együttélés nyomai a régészeti anyagban is követhetőek. Szintén fontos korabeli lelet az elsőként közölt galgóci tarsolylemez, a perbetei tarsolylemez és később a zempléni vezéri sír is, illetve annak tudománytörténeti jelentősége. Értékes leletek kerültek elő többek között Bodrogszerdahelyen, és még számos lelőhelyen.
A 12. század elejéig létezett a Magyar királyságban a dukátus (hercegség) intézménye. Ilyen „önálló" hercegi országrésznek számított egy időben a Nyitra központú vidék is (Nyitra vára a 11. században is fontos erősség volt, itt vakíttatták meg 1031-ben Vazult, 1074-ben visszaverte IV. Henrik és 1108-ban és 1109-ben Szvatopluk cseh és Ottó morva herceg csapatait.).
A kalandozások kora után a magyarság körében is végbement a generációcsere, a Kárpát-medencei nomád társadalmak válsága, amely során a nagyállattartást fokozatosan felváltotta a letelepedett életforma. Ez megmutatkozott a társadalmi berendezkedésben is. A kiutat a kereszténység felvétele jelentette, melyet I. István államvallássá tévén elkezdődött a pogányság visszaszorítása, illetve az egyes nemzetségfők hatalmának megtörése.
Szlovákia területén ilyen „ellenálló" nemzetség lehetett például az Abák, akiknek vezetőjéhez Sámuelhez Szent István hozzáadta egyik lánytestvérét. Ezek után megindult a vármegyerendszer (a korábbi várközpontok vármegye-székhelyekké váltak) és az egyházszervezet kiépítése. Egyes királyi várispánságok (Sempte) és határispánságok (Bolondóc, Galgóc, Szolgagyőr) még az Árpád-korban elenyésztek, egyes vármegyeszékhelyeket (például Bény, Óbars földvárai) áthelyeztek máshová. Ezen terület az esztergomi érsekség és az egri püspökség fennhatósága alá került. Ekkoriban Esztergom számított a székhelynek, a mai értelemben vett „fővárosnak" is (bár a királyi udvar Visegrádon is volt). Fontos szerepe volt az ún. cseh útnak (via bohemica). Ezen kereskedelmi útvonal keresztülhaladt Holicson, Sasváron, Jabláncon, Nagyszombatban, Farkashidán, Semptén, Nyárhídon (ma Érsekújvár része), Udvardon és az egykori Párkányon (Kakat). Bár a viszonylag kedvező forrásadottságok ellenére nem ismert számos település korai említése, mint ahogy az egykori történelmi személyekre vonatkozó ismereteink is hiányosak, az bizonyos hogy a Magyar királyság szerves részeként az északi területek is kivették részüket a gazdasági és politikai életből. A Salamon király és Béla fiai közti belháború 1074-es döntő csatájában a mogyoródi csatában a nyitraiak is részt vettek Géza oldalán, sőt Nyitránál is voltak kisebb harcok.
A tatárjárás főként a északnyugatról Morva-medencéből kiindulva elsősorban a terület nyugati és déli sávját érintette. A kivonulásuk után IV. Béla az ország talpraállítására és védelmére szorgalmazta a kővárak építését, és a meglévők javítását. Az országba újabb hospeseket hívott. Ez a németség erősödését eredményezte, például a Szepességben, ahol újabb szász csoportok telepedtek le (már a 12 századtól). Ez ott is virágzó német mintájú városi kultúrát eredményezett.
Az Árpád-ház kihalása és az interregnum időszaka után Károly Róbert szerezte meg a hatalmat. A Felvidék nagy része (a Mátyusföldet is beleértve) azonban Csák Máté oligarcha kezén volt, aki nem állt a király pártjára. Károly Róbert 1312-ben a rozgonyi csatában az Abákkal együtt ugyan legyőzte, de területeit csak annak halála után tudta a királyságba integrálni. A 14. század első harmadában lehűlés volt Európában, ami több éhínséghez vezetett. Ezt követően a pestis végzett nagy pusztítást Magyarországon is 1348-ban, majd 1360-ban.
Kulturális tekintetben is gazdag volt ezen terület a középkorban. Az állam- és egyházszervezet kiépítésének és megerősítésének részét képezte a Zoborhegyi apátság és a Garamszentbenedeki apátság (1075) alapítása is. A 12 – 13. században szász lakosság telepedett le a Szepességben. Sok templom és középkori harang maradt fenn itt. Itt található Közép-Európa legnagyobb vára a Szepesi vár. Itt működött Lőcsei Pál mester, aki a gótika egyik elismert fafaragó művésze volt. A gazdag arany- és ezüstbányák helyén épültek újjá a tatárjárás során elpusztított és IV. Béla által német hospesekkel újratelepített bányavárosok (Bakabánya, Besztercebánya, Selmecbánya). Károly Róbert 1328-ban adott Körmöcbányának kiváltságlevelet, ami a híres pénzverde felállítását eredményezte. Hasonlóan aranybányász eredetűek lehettek a Nyitra vármegyei német (handerburzok) telepek is. A Mátyás király által 1465-ben alapított és 1467-ben négy karral megnyíló egyetem volt Pozsonyban (Academia Istropolitana), amely egészen haláláig működött.
A 15. században a husziták a térség egy részét uralmuk alá hajtották. Közrejátszott ebben, hogy a helyi (főként szláv) lakosság, illetve nemesség egy része is melléjük állt, a nagyvárosok (elsősorban a Szepességben) azonban ellenálltak. 1435-ben Hunyadi János Bártfa közelében megverte Talafusz János huszita kapitány seregeit. Losoncot a husziták elfoglalták és Apátfalván erődöt emeltek, amelyet 1451-ben sikeresen megvédtek Hunyadi János seregével szemben. Felvidéki uralmuk azonban „gyökértelen" volt. 1453-ban és 1454-ben a Lőcsén tombolt a pestisjárvány. A husziták itteni hatalma végül Mátyás király alatt tört meg, miután birtokcserével engedelmességre késztette Jan Giskrát (1462) és az utolsó felvidéki huszita vezérrel, Svehlával is leszámolt (1467 nagykosztolányi csata). Híresebb vezérek voltak még Akszamit Péter (nevezetes az Bártfai levéltárban lévő Bártfa városának címzett fenyegető levele, a sárospataki csatában 1458-ban esett el) és Talafusz. A pusztítások következménye volt Késmárk és Lőcse közti ellenségeskedés is.
Mátyás halála után Magyarországon ismét trónviszály tört ki, melynek felvidéki részén II. Ulászló és testvére János Albert lengyel herceg hadakoztak. Fekete Haugwitz és Szapolyai István főkapitány az ausztriai várak kiürítésével felszabaduló hadakkal az eperjesi csatában döntötték el a testvérharc kimenetelét. Szapolyai Istvánnak a rendek elzálogosították a nyugat felvidéki városok jövedelmeit, s a csatát követően lett az ország leghatalmasabb főura, s testvére Szapolyai Imre halálát követően megszerezte a nádori címet is. A Szapolyai-család szepességi központtal meghatározó mozgatói lettek a következő évtizedek, a kora újkori Magyarország és Erdély történéseinek.
A középkori falvak kutatásában mérföldköveknek számítottak Belo Polla munkái (Nemessány–Zsaluzsány a Szepességben), illetve Alojz Habovštiak összefoglaló műve (Középkori falu Szlovákia területén).

## Kora újkor

### A Habsburgok hatalomra jutásától a felvilágosodás időszakáig
Az 1526-os mohácsi vész utáni zűrzavarban és belháborúban az Alföldről és más a török által veszélyeztetett vidékekről nagy menekültáradat indult meg a biztonságosabb területek irányába, így a mai Szlovákia területére is. Ezidőtájt sok délszláv és magyar került az északabban fekvő vidékekre, köztük jobbágyok és nemesek egyaránt.

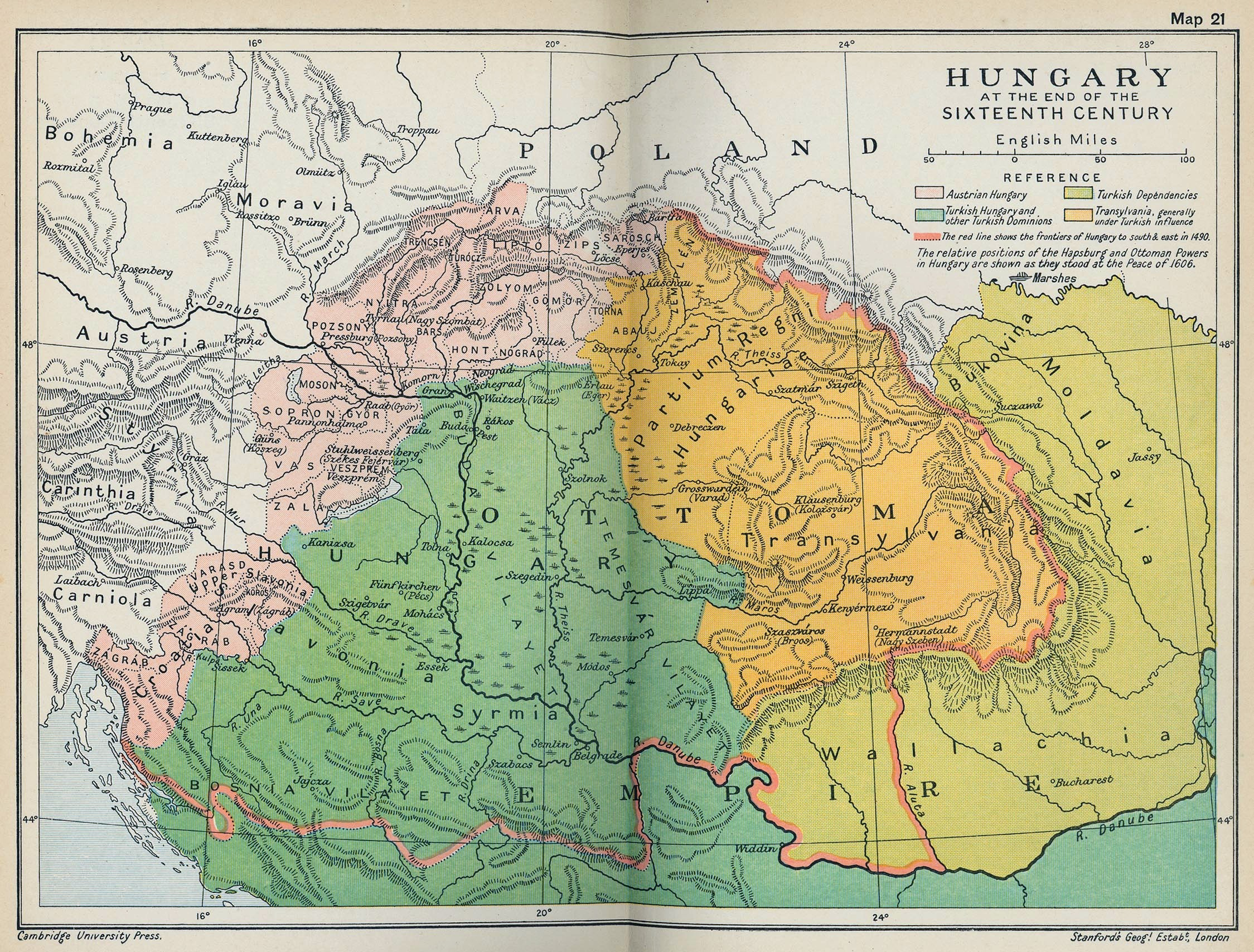

A szlovákok őseinek története ez idő alatt még szorosabban egybefonódott a magyar történelemmel. A török korban a két majd három részre szakadt királyi Magyarország területe szinte csak a mai Szlovákia területére korlátozódott. 1528-ban a Szinai csatában (Abaújszina) Szapolyai serege vereséget szenvedett Ferdinánd hadaitól és János király emiatt Lengyelországba menekült. 1529-ben a török elfoglalta Budát, majd átadta Szapolyainak és Bécs első sikertelen ostromára vonult. 1530 szeptemberében a Szapolyai János által segítségül hívott törökök a Nyitra folyó vidékét is feldúlták. 1532-ben Komáromnál ütköztek meg a folyami hadak. Az 1538-as váradi béke sem hozott békét a Magyar királyságnak. 1541-ben elesett Buda, 1543-ban pedig a törökök elfoglalták Esztergomot és kialakították az Esztergomi szandzsákot. A tizenöt éves háború alatt ugyan visszafoglalták, de 1683-ig a párkányi csatáig nem szabadult fel véglegesen. Az 1545–1546-ban épült Érsekújvárat, egykori nevén Oláhújvárat, ahol 1573–1580 között új erőd épült, a török 1663-ban foglalta el, mely az új ejálet központja lett. Az 1552-es vesztes palásti csata után a török megszilárdította a jelenlétét az Alsó-Ipoly mentén és létrehozta a Szécsényi szandzsákot. 1599-ben a török csapatok ismét Nyitra környékét pusztították.
A Bocskai-szabadságharc után a bécsi béke és a zsitvatoroki béke fordulópontot jelentett a török harcokban. Utóbbit a területi viták ellenére többször megerősítették: Bécsben (1615), Komáromban (1618), Kőhídgyarmaton (1625) és Szőnyben (1627). Az 1618-tól számítható harmincéves háború egyik csatájára 1619-ben Homonnánál került sor. Ennek eredményeképp az erdélyiek nem vonultak Bécs ellen. A harcokat végül 1645-ben a linzi béke zárta le I. Rákóczi György erdélyi fejedelem és III. Ferdinánd király között. Ennek értelmében a fejedelem élete végéig megtarthatta többek között Abaúj és Zemplén vármegyét is, utána a királysághoz kerültek. A béke garantálta a szabad vallásgyakorlatot és a rendi országgyűlés három hónapon belüli összehívását.
Emlékezetes még az 1652-ben vívott vezekényi csata (Nagyvezekény mellett), amelyben négy Esterházy vesztette életét és akiket Nagyszombatban nagy pompával helyeztek örök nyugalomra.

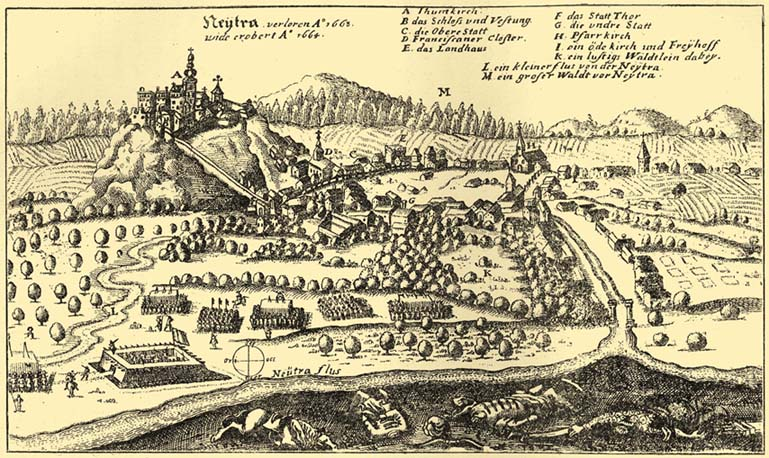
Nyitra ostroma (1664)

A török 1663-as hadjárata során több csata zajlott a mai Szlovákia területén (1663: Köbölkút, Csallóköz, 1664: Léva, Garamszentbenedek, Zsarnóca), melynek során a köbölkúti csapda után Érsekújvár is elesett, illetve az oszmánok még Nyitrát is bevették egy rövid időre, s melyet a rákövetkező évben a keresztény seregek visszafoglaltak. 1669-ben török támadástól tartva, Kollonich Lipót nyitrai püspök megerősítette a várat, amely munkálatokhoz az esztergomi érsek erdeiben vágatott fát.
Buda és Székesfehérvár a koronázóváros elestével Pozsony vette át szerepüket, mint koronázóváros és a magyar országgyűlések székhelye. Esztergom elfoglalásával az érseki és káptalani hivatal Nagyszombatba költözött. A reformáció, a népnyelven történő vallásgyakorlás elősegítette a szlovák nyelv kialakulását és különválását a csehtől. Vallásgyakorlás terén az ellenreformáció megindulásával alakult ki nagyjából a mai állapot. A vallási türelmetlenség sok esetben a templomok vissza- és elvételét, illetve lerombolását eredményezte. Így járt a komáromi református gyülekezet 1621-ben, de Léván még 1740-ben is lerombolták templomukat, iskolájukat és a parókiát, valamint eladták a gyülekezet ispotályát is. A Magyar királyság területén a türelmi rendelet (1781) kihirdetéséig nem rendeződött megfelelően a zsidó és protestáns felekezetek helyzete. 1674-ben az ún. Pozsonyi vértörvényszék protestáns lelkészeket ítélt gályarabságra. 1682-ben a törökök lerombolták Fülek városát.

A török hódoltság 1683-ban

1683-ban az oszmán vezetés ismét elhatározta Bécs bevételét. A Magyar Királyság területén nemesi felkelést hirdettek és mustrát tartottak, miután azonban a nyugati keresztény hadak visszavonultak az örökös tartományokba és Bécs védelmére rendezkedtek be, a nemesi hadak nagyrészt feloszlottak, a felvidéki várak nagy része behódolt Thökölynek. A Bécs ellen vonuló török sereg számbeli fölényük ellenére a kahlenbergi csatában megsemmisítő vereséget szenvedett, majd a párkányi csatát követően visszavették Esztergomot is. A város visszafoglalásában a források alapján legalább az érsek bandériumai képviselték a Magyar királyságot. 1685-ben Érsekújvárat is sikerült felmenteni a török megszállás alól, így az északnyugati területeket már gyakorlatilag nem fenyegette veszély. A törökök kiűzése után, melyet a karlócai béke „véglegesített" a térség viszonylagos súlya csökkent a Magyar Királyságon belül, de Pozsony főváros maradt egészen 1848-ig.

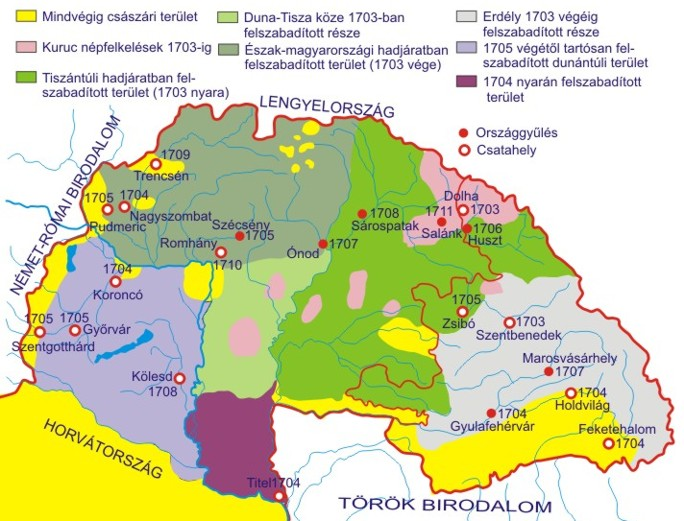
A Rákóczi-szabadságharc fontosabb helyszínei és a kuruc csapatok által ellenőrzött területek

Megindult az újjáépítés és az elnéptelenedett területek újra birtokba vétele. Ezt hátráltatta az újabb háborús időszak, a Rákóczi-szabadságharc kitörése. A Kis-Kárpátokban folyt a győztes szomolányi csata, melyben szlovák felkelők is részt vettek. Ez volt az első olyan diadal, ahol a nagyszámú, de képzetlen kurucok reguláris császári egységeket futamítottak meg és elfogták Johann von Ritschan tábornokot is. Az egyik végső, katasztrofális vereséget is a mai Szlovákia területén szenvedték el a kuruc csapatok 1708-ban Trencsén mellett. A szabadságharc számára kedvezőtlenné váló európai politikai helyzet, az 1710-es évi pestis és a belső társadalmi ellentmondások miatt ugyan elbukott, de ennek köszönhetően maradt fenn Magyarország rendi alkotmánya a Habsburg birodalmon belül (lásd: Szatmári béke). Az épített örökségre nézve azonban súlyos következményekkel járt ezen vereség. A mítosz szerint számos várat ekkor a császáriak egyszerűen felrobbantottak (például Zboró várát), az igazság azonban az hogy a kisebb történelmi várak ekkorra már elvesztették katonai és stratégiai jelentőségüket, melyen a harcok csak tovább rontottak. A szabadságharc a későbbi nemzeti művelődésben is pozitív szerepet kapott, Rákóczit és a szlovákságot összekapcsolva. Ez alól csak az ónodi országgyűlésen történtek utóbbi időkben történt átértelmezési keretei jelentenek jelentősebb kivételt.
1722-ben Pozsonyban a magyar rendek is megszavazták az pragmatica sanctiót, így a Magyar királyság történelme újabb kétszáz évre összefonódott az osztrák örökös tartományokéval. III. Károly magyar királynak nem volt férfiörököse, így a pragmatica értelmében a birodalom vezetése Mária Teréziára szállott. Ennek ellenére kitört az osztrák örökösödési háború és emiatt a Pozsonyba összehívott magyar országgyűléshez fordult, hogy segítsenek neki fegyverrel megvédeni a birodalmat. A háborút végül az aacheni békeszerződés zárta le 1748-ban. Mária Terézia 1754-ben bevezette a kettős vámrendszert, ami visszavetette a Magyar királyság ipari fejlődését.
Súlyos károkat okozott az 1763. június 28-ai komáromi földrengés, amely valószínűleg az eddig ismert legpusztítóbb földrengés lehetett Szlovákia területén. 1772-ben Lengyelország első felosztásakor került vissza a Magyar Királysághoz a még Zsigmond király által 1412-ben elzálogosított 13 szepesi város. 1777-ben az akkori Pozsonyi Egyetem Budára költözött. Ennek ellenére a felvilágosodás korszakában a Ratio Educationis (1777) hatásának eredményeként e területen is számos (egyházi) iskola nyílik (a selmecbányai bányászati akadémiát már 1762-ben megalapították) és az iskolázottság mértéke javul. A kor kiemelkedő dokumentumai az írott forrásokon kívül az épített kultúra, az öltözék, fegyverzet és használati tárgyak tartozékai, illetve sok egyéb mellett az éremleletek. Ezen utóbbiak közül megemlítendő a méltán híres kassai arany éremlelet, melyet az egykor a Szepesi kamarához tartozó épületben találtak. A 18. század végén Péczeli József személye körül megalakul a Komáromi Tudós Társaságnak nevezett vidéki kör.
Ez idő tájt a 17. században az etnikai határok a török elől való menekülés hatására északabbra tolódtak és elmosódtak. A délebbi régiók elnéptelenedtek, illetve lakossága megfogyatkozott (főként Érsekújvár és Nyitra török kézre kerülésével, a Thököly-szabadságharc, a Rákóczi-szabadságharc és a különféle járványok nyomán), így a 17. század végétől, de főként a 18-19. században ellentétes irányú népmozgások indultak meg. Részben telepítések hatására jöttek létre a komjáti és nagysurányi morva-szlovák nyelvszigetek, amely végeredményben a zoboralji magyarság nyelvszigetté válását idézték elő.

## A nemzeti megújulás időszakától az első világháború végéig
Martinovics Ignác szervezkedése elérte a Felvidéket is, s a "jakobinus" mozgalom hatással volt a szlovák értelmiség gondolkozására is. A francia megszállás ellen a felvidéki nemesi vármegyék is felkeltek és részt vettek az 1809. június 14-i vesztes győri csatában, ahol Európa akkori legmodernebb hadseregével szemben lehetőségeikhez mérten helytálltak.
A magyar nyelv 1836-tól a Magyar királyság hivatalos nyelve lett, a latin nyelv helyét fokozatosan átvéve, 1844-től pedig kizárólagosan használandó nyelv lett, sajátos esetekben a nemzetiségek nyelvét is megengedve.

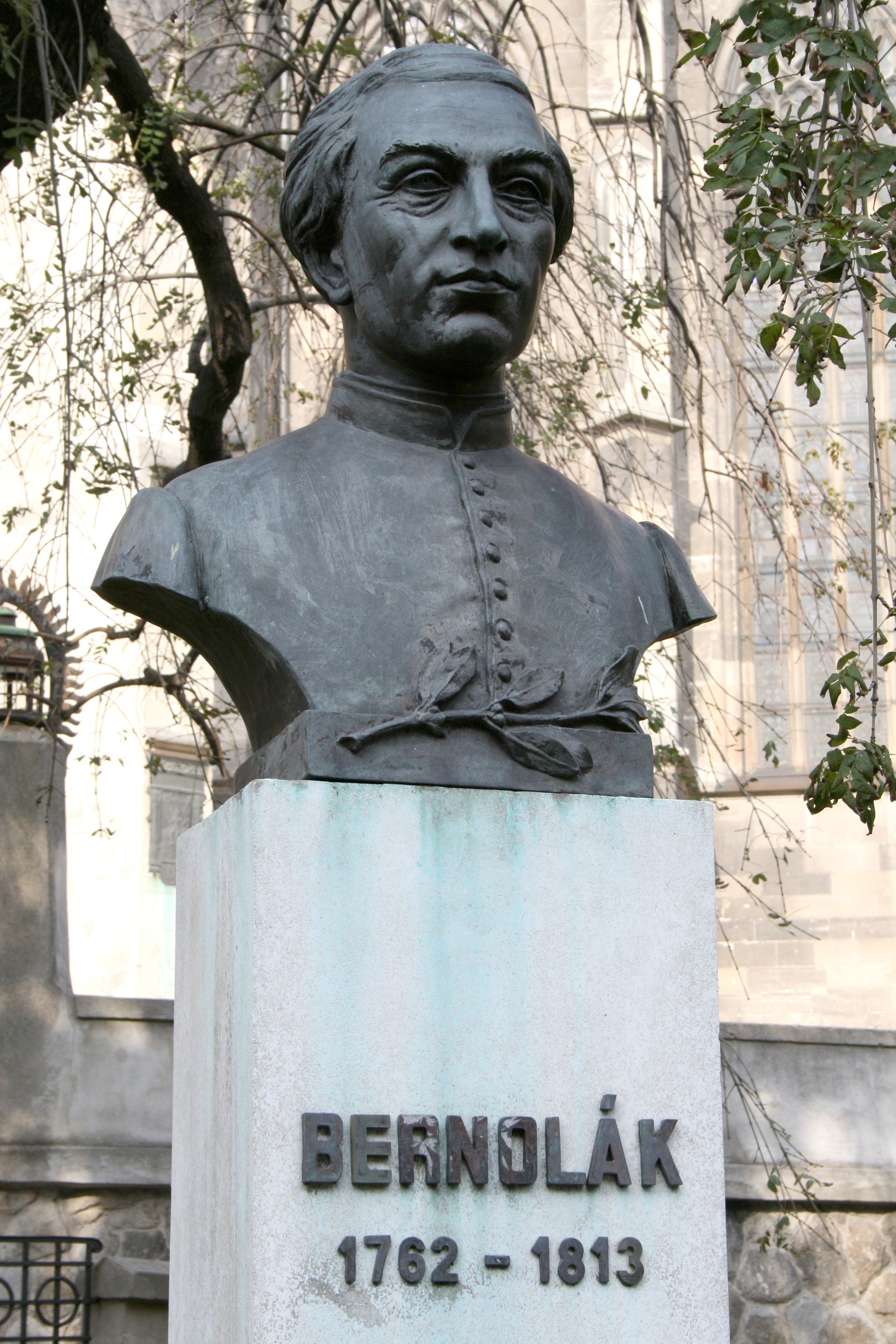
Anton Bernolák a szlovák irodalmi nyelv megalapozójának és az első szlovák helyesírás megalkotójának mellszobra Pozsonyban

II. József reformjai a felvilágosodás kora és a francia forradalom Európa többi népére gyakorolt hatása kedvezően hatott a szlovák értelmiségi réteg formálódására, a szlovák nemzeti öntudat megerősödésére és a szlovák nyelv továbbfejlődésére. Ezen korszakot szokás a nemzeti megújhodás korának nevezni, kb. a 18. század végétől az 1848–49-es szabadságharcig. A 19. századi nemzeti öntudat felerősödésével a szlovák értelmiség egy része (is) levált a Magyar királyság „egységes nemzeti” öntudatáról. A szlovák nyelv korai művelői és formálói többek között Jozef Ignác Bajza, Anton Bernolák, Juraj Fándly, Ján Hollý, Ján Kollár, Pavel Jozef Šafárik jeles költők és írók, elsősorban azonban papok voltak. Ezért a kialakult két fő irányzat is felekezetileg csoportosult: római katolikus és evangélikus vonalon.
Az evangélikusok a bibliai cseh nyelvet használták és elutasították az önálló szlovák nyelv kodifikálását, míg a katolikus irányzat egyik vezetője Anton Bernolák 1787-ben a nyugat-szlovákiai nyelvjárás alapján kiadta híres nyelvtankönyvét. Ezen nyelvtan elsősorban a hallás utáni írásmódot követte és Bernolák nevével jelzik ma is. Ugyanő hozta létre 1792-ben Nagyszombatban a „Slovenské učené tovarišstvo” kulturális szervezetet, melynek mecénásai közé tartozott Rudnay Sándor érsek is. Bernolák halála után jelent meg 1825–1827 között a szlovák-cseh-latin-német-magyar szótára 6 kötetben.
Az egyházi megosztottság végül is azt eredményezte, hogy az evangélikusok is belátták a szlovák irodalmi nyelv szükségességét és az újabb ún. Štúr-generáció, amelynek vezetői elsősorban evangélikus vallásúak voltak, a közép-szlovákiai nyelvjárást fogadták el ennek alapjául. Ezt 1843-ban Lubokán Jozef Miloslav Hurban evangélikus lelkész, Michal Miloslav Hodža evangélikus lelkész és Ľudovít Štúr közös találkozásukkor határozták el. Palkovics György a pozsonyi líceum tanára a közös cseh-szlovák-morva nyelv híveként ezt ellenezte, de később felismerte jótékony hatását a szlovákság „ébredésének" ügyére. Štúrnak 1843 decemberében távoznia kellett a Pozsonyi Evangélikus Líceumból, ennek hatására 22 diák is elhagyta az intézményt, közülük 13 Lőcsén fejezték be a tanulmányaikat. 1845-ben sikerült végre engedélyt szereznie a Slovenskje národňje novini folyóirat elindítására, melyet már 1842 óta szorgalmazott és ebben Kossuth György is támogatta. Az újság nem a szlovák-magyar kulturális közvetítés, hanem a szlovák nacionalizmus képviselője volt. A magyarosítás és a cseh nyelv ellen harcolt, illetve a szlovák irodalmi nyelv megteremtésével foglalkozott. 1848-as megszűnte az új sajtótörvényhez és a szerkesztőkre, többek között Ľudovít Štúrra kiadott elfogató parancshoz köthető. 1848-ban Jancsovics István kiadta az első magyar-szlovák-magyar szótárt.

### Az 1848–49-es forradalom és szabadságharc alatt

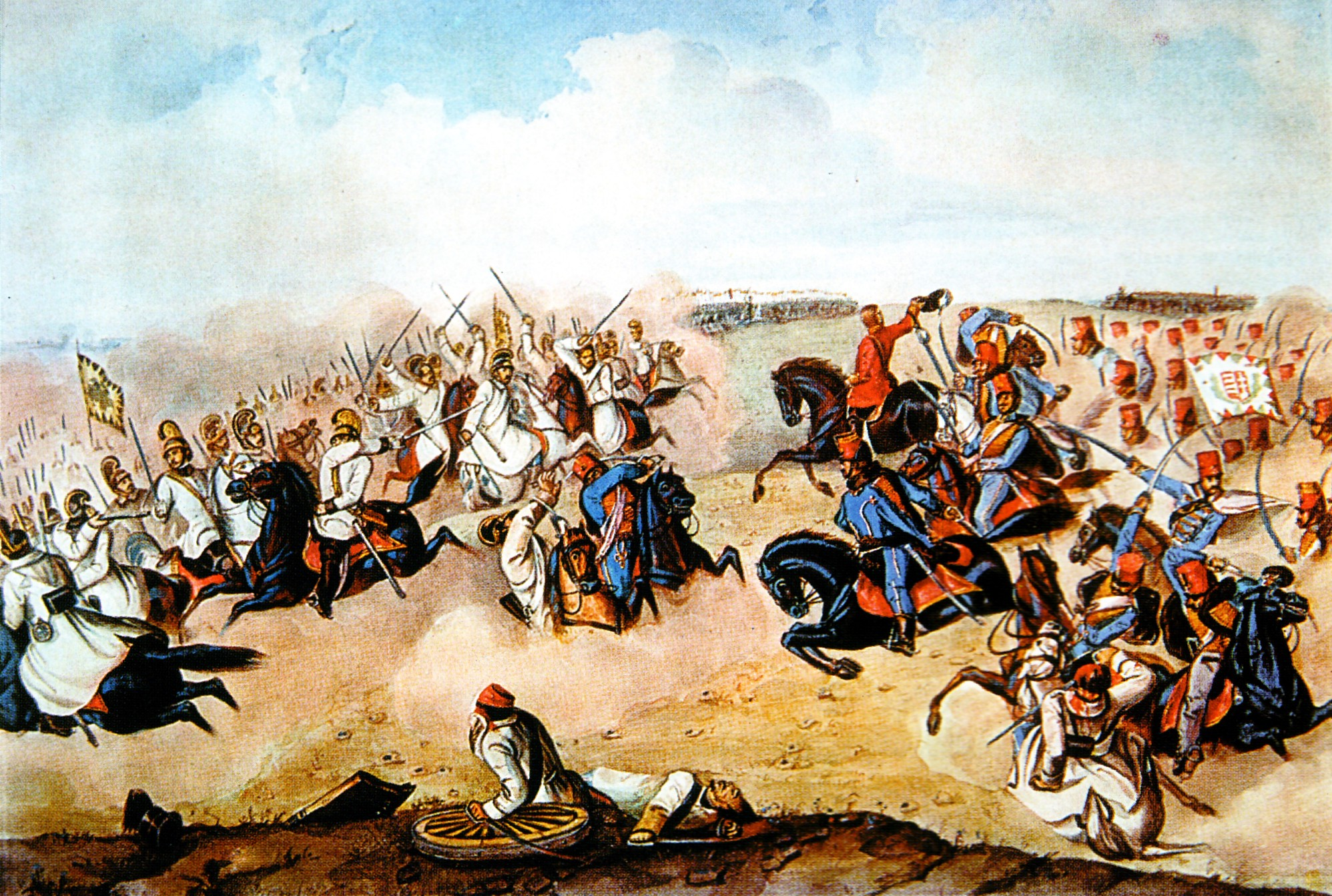
Komáromi csaták
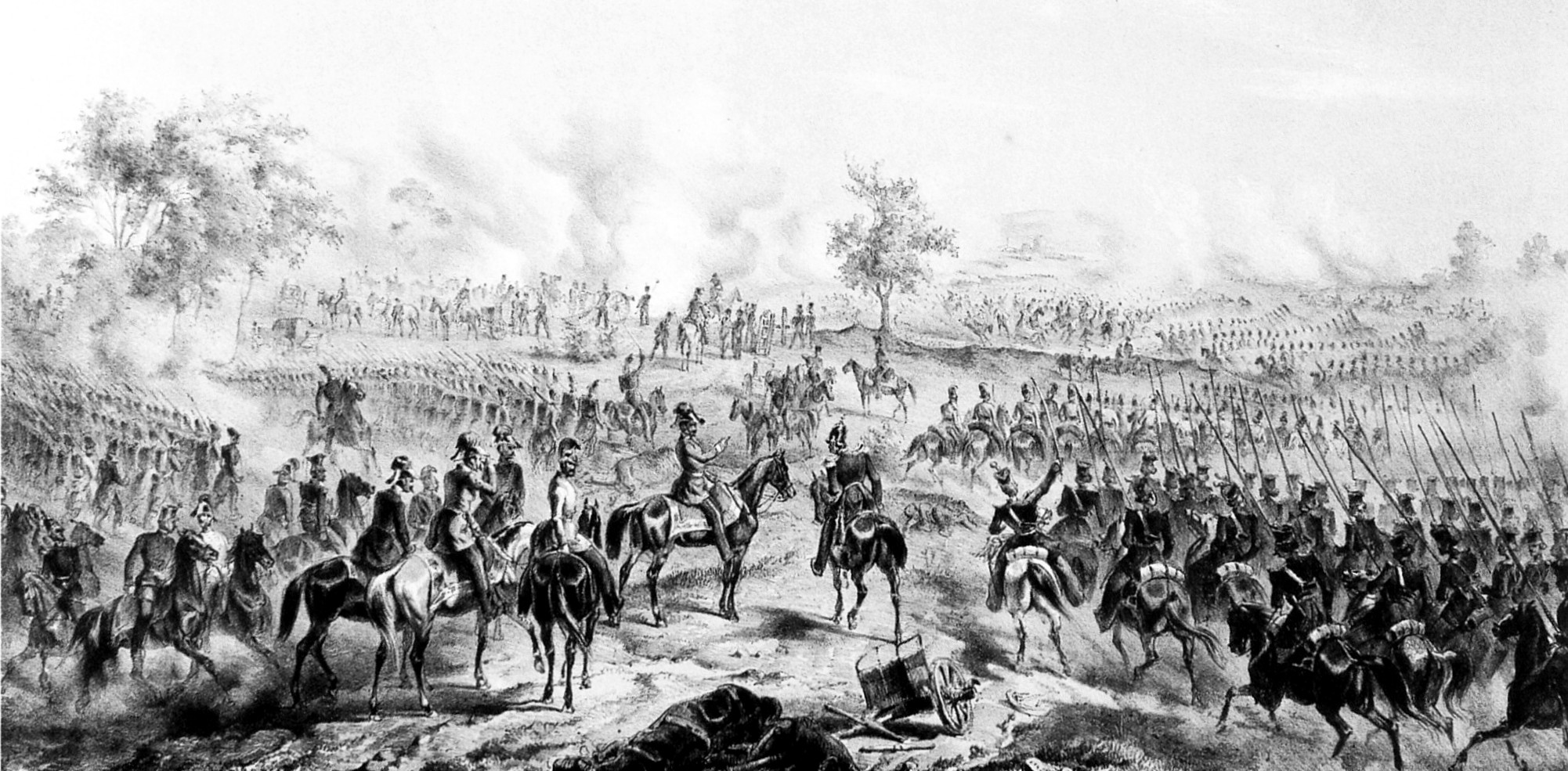
Az orosz Panyutyin-hadosztály a peredi csata második napján, 1849. június 21-én
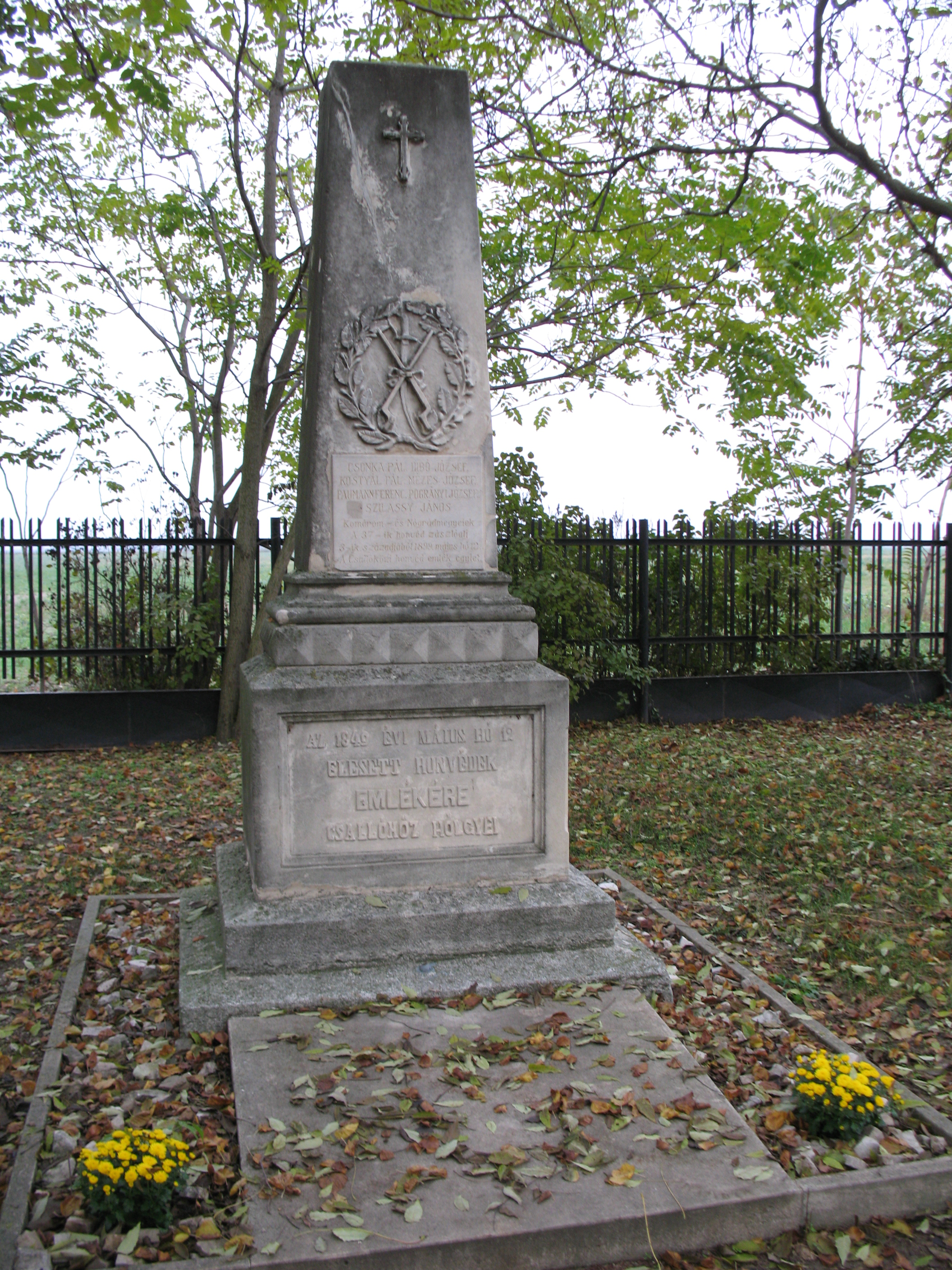
Somorja és Bacsfa közötti csata emlékműve 1861-ből
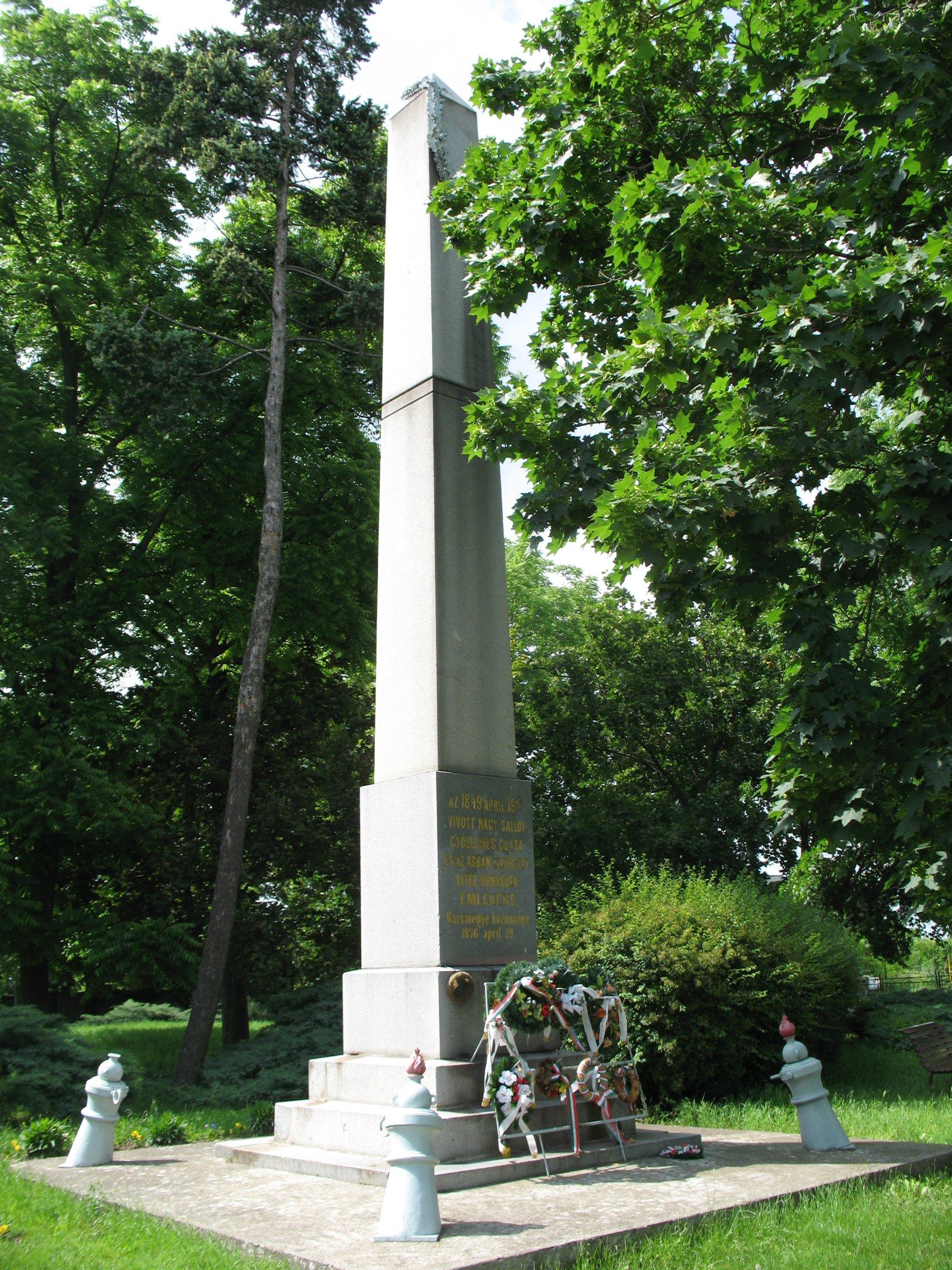
Nagysallói csata emlékműve
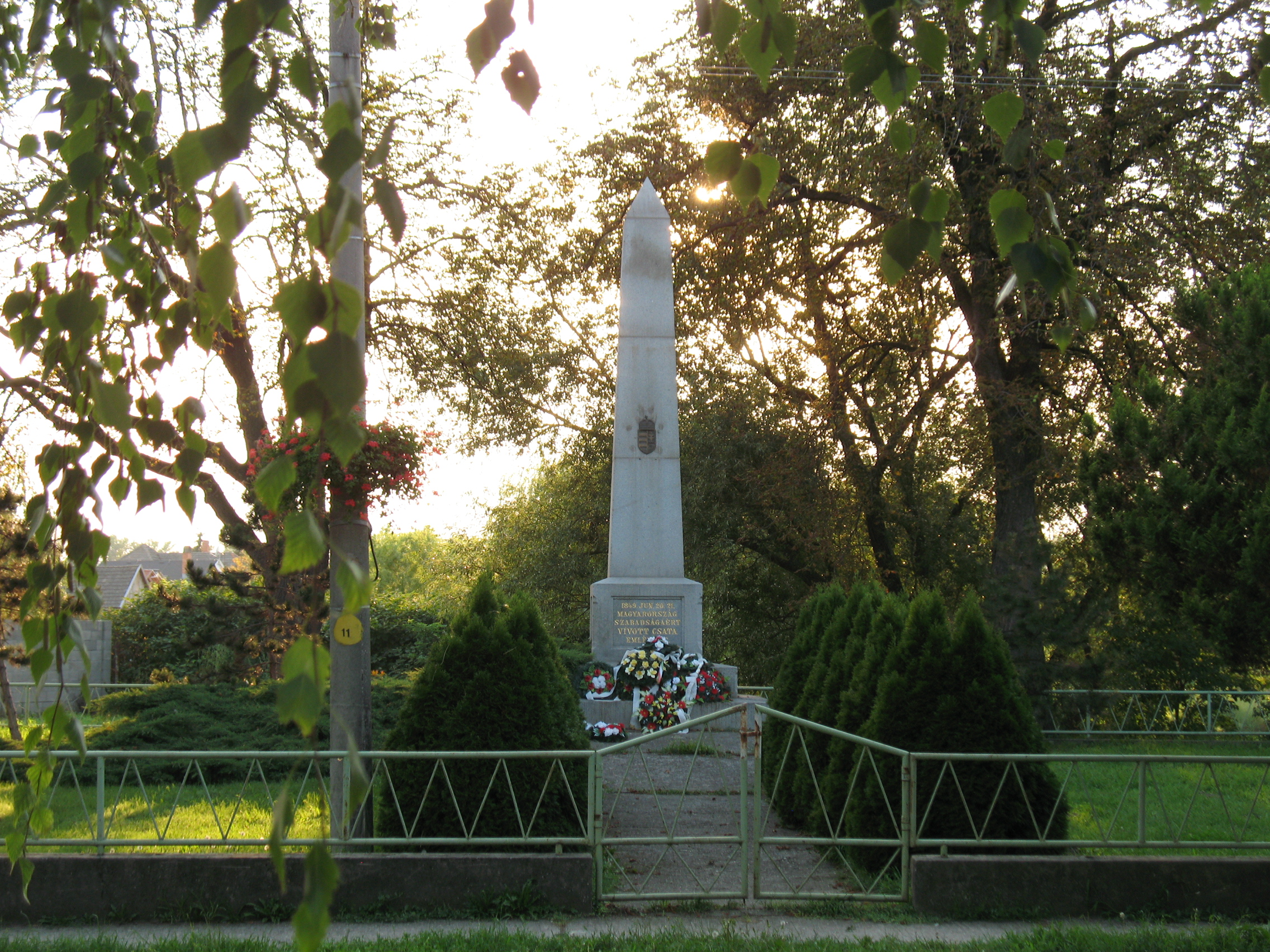
Peredi csata emlékműve
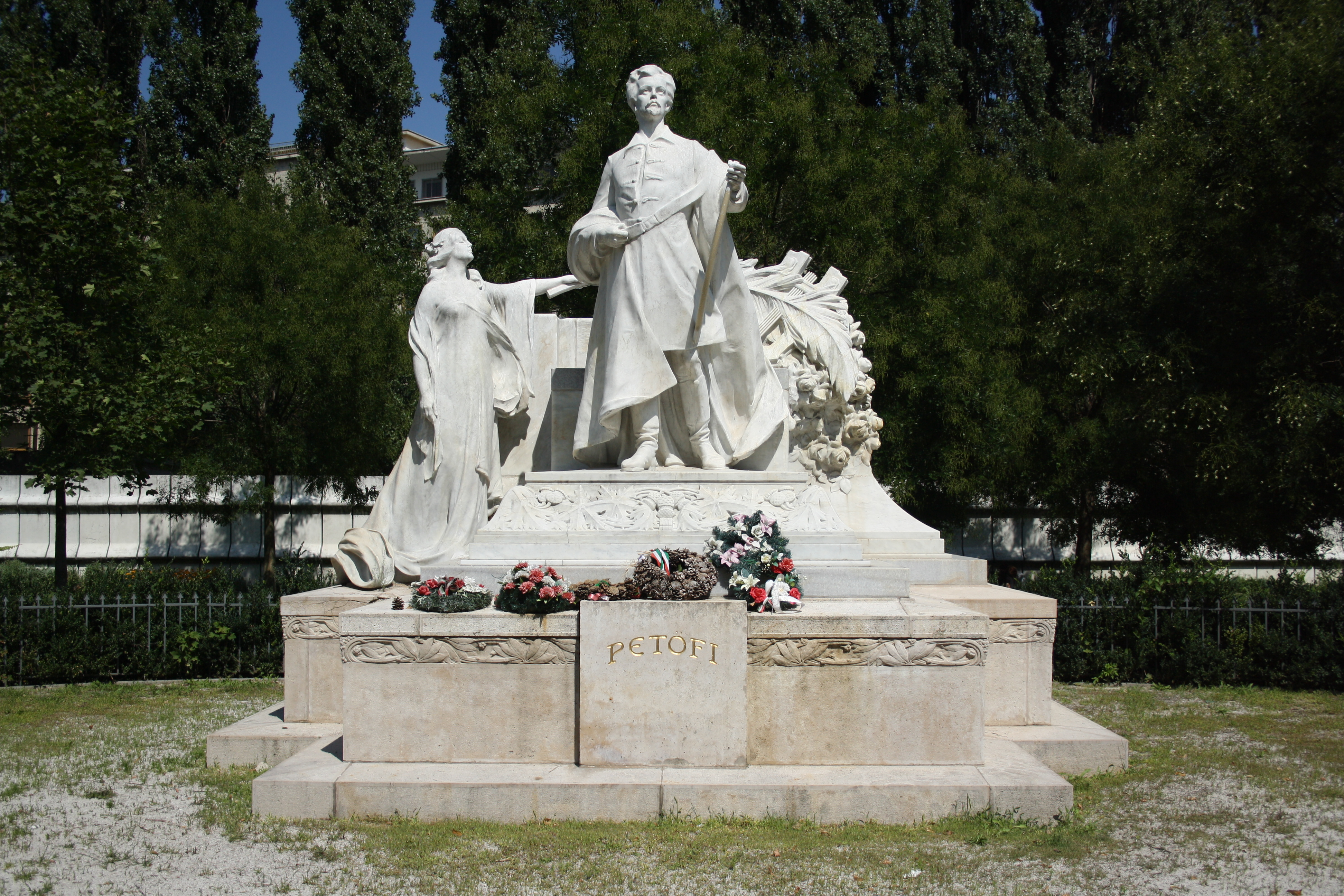
A nehéz sorsú Petőfi szobor Pozsonyban (1911)
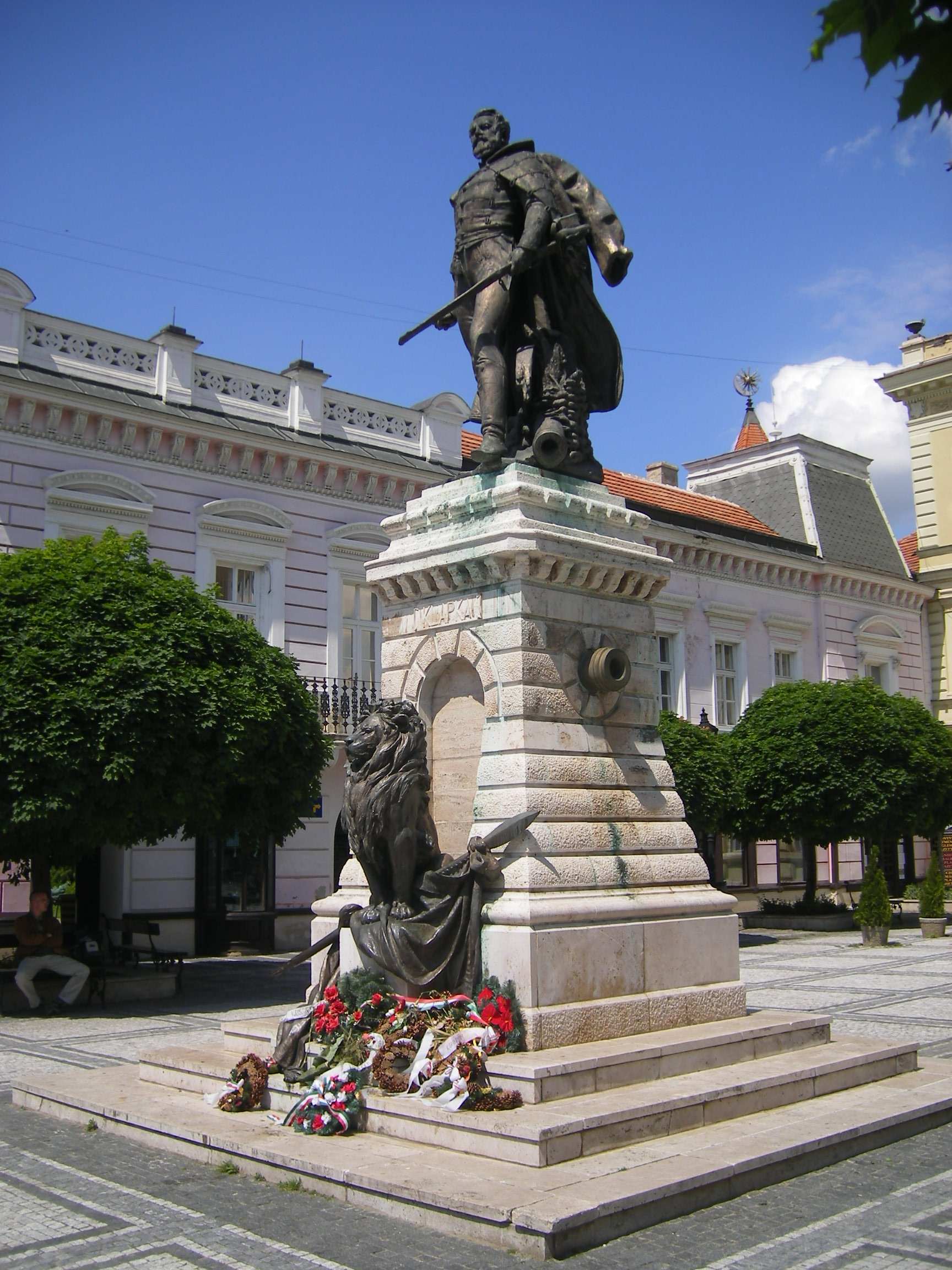
Klapka György szobra Komáromban

Az 1848-as forradalom kitörése idején az országgyűlés már 1847 novemberétől Pozsonyban ülésezett. A bécsi forradalom hírére innen indult útjára az országgyűlés reformköveteléseit Bécsbe vivő küldöttség. 1848. március 17-én Kossuth Lajos a pozsonyi Zöldfa Szálló erkélyéről (lásd Palugyay Jakab) hirdeti ki Magyarország újjászületését, miután az előző nap V. Ferdinánd király támogatta a reformtörvényeket (például jobbágyfelszabadítás, népképviseleti országgyűlés, független, felelős minisztérium), és Batthyány Lajos grófot megbízta az első független magyar minisztérium megalakításával. Március 18-án az országgyűlés törvényt hoz a jobbágyfelszabadításról, és kihirdeti az új magyar alkotmányt. V. Ferdinánd király április 11-én, a pozsonyi Prímási palota Tükörtermében írja alá az Áprilisi törvényeket, majd feloszlatja az országgyűlést. Ezek után Pest lesz az országgyűlés székhelye.

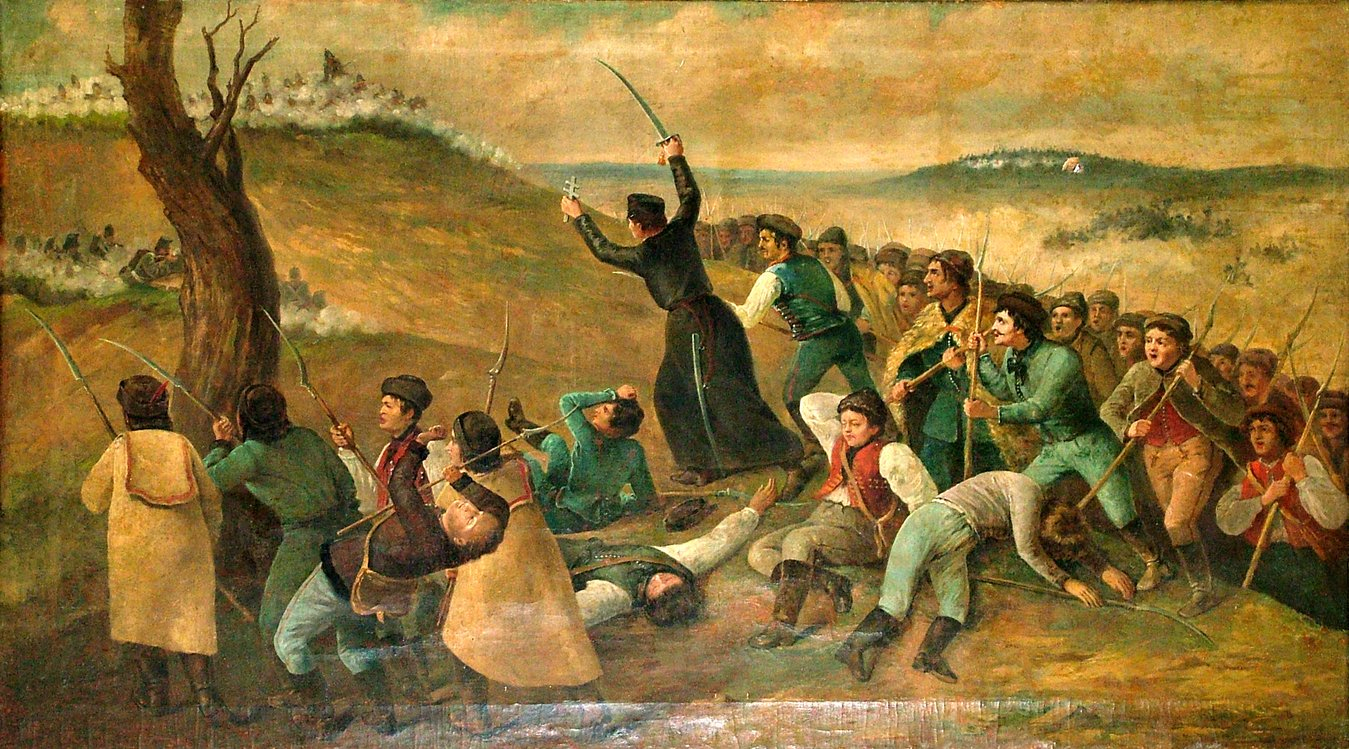
Erdősi Imre és a 2. besztercebányai zászlóalj szlovák honvédei a branyiszkói ütközetben (Stech Alajos festménye, 1880 körül – a festmény témája újabban vitatott)

Az áprilisi törvények hiányosságai közé tartozott a jobbágyfelszabadítás halogatása és a nemzetiségi kérdés rendezetlensége. Az ország kisebbségei magukat, mint külön nemzetet akarták elismertetni az ország határain belül. Egyes vidékeken a reformok hallatára a szegényebb néprétegek zavargása egyértelműen szociális színezetű volt és a gazdagok (nemesek, uradalmi tiszttartóik, kocsmárosok) ellen irányult. Ilyen esetek gyakoriak voltak Pozsony vármegye hegyen túli járásában, Nyitra vármegye egyes helységeiben, ahol egyháziak is izgattak, illetve Turóc és Zólyom vármegye egyes részein is. A szlovákok nyelvi egyenjogúságot, nemzeti jelvények használatát, úrbéri törvény földnélküliekre való kiterjesztését akarták, ezért április 28-án Berezón megfogalmazták nemzeti programjukat (ún. nyitrai kérelmek), majd május 10-én Liptószentmiklóson gyűlést tartottak, ahol elfogadták az össznemzeti programot, A szlovák nemzet követeléseit (szk. Žiadosti slovenského národa, más fordításban kérései). Május 23-án megjelentek az újságban az árvaiak ún. geczelfalvai kérelmei (Gäceľské žiadosti) is. A magyar kormány azonban figyelmen kívül hagyta a szlovákság követeléseit is. Az uralkodó ígéreteiben bízva, Ľudovít Štúr szeptemberre megszervezte a magyar uralom elleni önkéntesekből álló ún. szlovák felkelést, amelynek az összesen három „hadjárata" közül csupán az utolsó volt sikeres, melyben a császáriakkal együttműködve végeredményképpen a magyar szabadságharc bukását idézték elő. A pontos tények érdekében azonban meg kell jegyezni, hogy mint a többi ellenálló nemzetiség esetében is a szlovákság képviselői közül is sokan a magyarok oldalán harcoltak (lásd például Erdősi Imre, vagy Horárik János és Szeberényi Andor), illetve a forradalom eszméi köreikben is népszerűek voltak. Szlovák nyelven jelent meg a Priateľ ľudu című forradalmi eszméket közvetítő lap. A császár nemzetiségeknek tett ígéreteinek eredményeképp az oktrojált alkotmányba nyelvi és nemzeti egyenlőséget biztosító pontok is bekerültek. Ezen alkotmány azonban sohasem lépett életbe. Más kisebbségek helyzete sem javult a forradalom kezdetével, Pozsonyban például 1848-ban sorozatos zsidó pogromok voltak, több halálos áldozattal, melyek megfékezésére a katonaság közbelépésére volt szükség. Hasonló esetek voltak vidéken is, például Binócon, Eperjesen, Nádason, Szereden, Vágújhelyen és számos más helyen.
Az 1848–49-es forradalom és szabadságharc idején Justi Henrik szervezi meg a Pozsonyi Nemzetőrséget, amely Szenicénél legyőzte Jozef Miloslav Hurban vezette szlovák népfelkelők seregét. 1848. október 7-én a pozsonyiak szétszedték a hajóhidat, amikor Jellasics horvát bán át akart vonulni rajta a seregével, az elvesztett pákozdi csata után. A pozsonyi terület védelmének a főparancsnokává Kossuth Lajos Görgei Artúrt nevezte ki, de a várost végül Windisch-Grätz herceg császári serege foglalta el harc nélkül 1848. december 18-án. A szabadságharc leverése után orosz katonák szállták meg a várost. Haynau a Prímási palotába költözött, itt írta alá a „rendkívüli hadbíróság” ítéleteit, beleértve a pozsonyi és aradi vértanúk kivégzésének ítéleteit is.

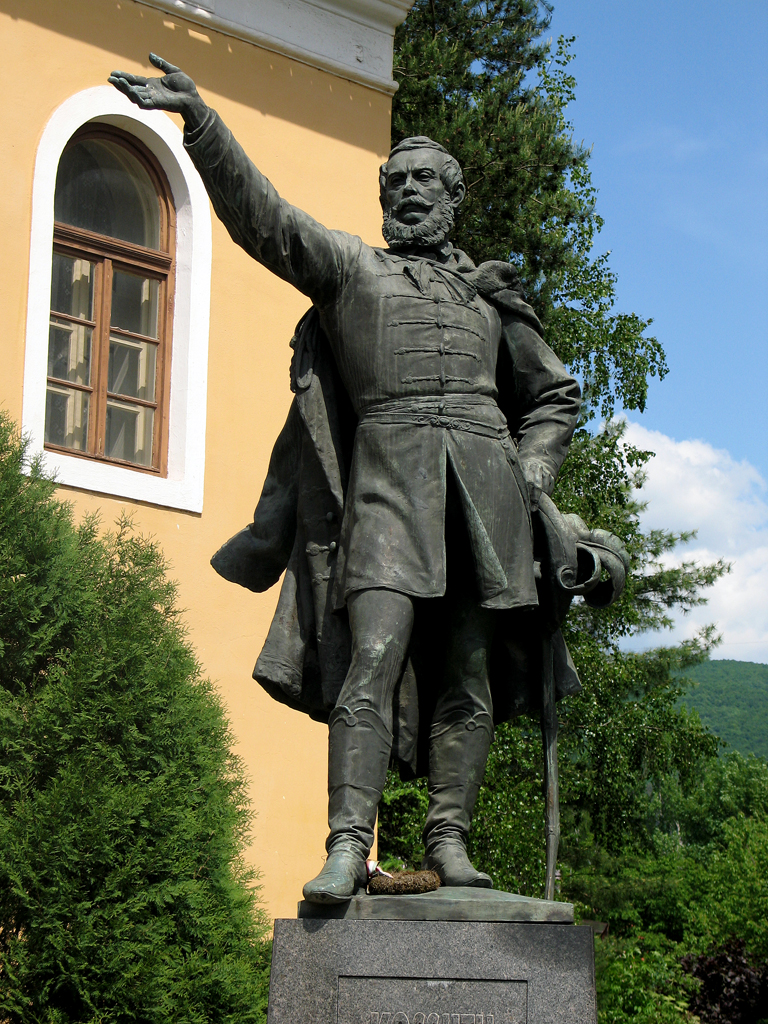
Rozsnyó

A Felvidék területén számos nevezetes csata és ütközet történt. Ezek közül kiemelendők például Lipótvár ostroma 1848. december 20-tól 1849. február 2-ig, a Kassai ütközet 1849. január 4-én, az Iglói rajtaütés 1849. február 3-án, a branyiszkói ütközet 1849. február 5-én, a losonci ütközet 1849. március 24-én, a nagysallói csata 1849. április 19-én, Somorja és Bacsfa között 1849. május 12-i csata, a vesztes peredi csata (1849. június 20-21.) és előzményei és természetesen Komárom ostroma 1848 decemberétől 1849. szeptember 27-ig (lásd még Komáromi csaták). Ezen utóbbi ostromnak volt köszönhető számos honvéd megmenekülése, valamint Jókai Mór is innen kapott menlevelet. Szomorú esemény volt többek között Losonc a cári csapatok általi felgyújtása 1849. augusztus 9-én, amiért március 24-én Beniczky Lajos őrnagy serege szétverte a császáriakat, a budatini vár felgyújtása, vagy például Komárom bombázása.
A Felvidéken született számos neves szabadságharcos (például Aulich Lajos vértanú vezérőrnagy, Batthyány Lajos vértanú miniszterelnök, Dessewffy Arisztid vértanú vezérőrnagy, Görgei Artúr fővezér, Jeszenák János vértanú főispán, kormánybiztos) és Pozsonyban volt Haynau székhelye is. Ugyanitt végezték ki a pozsonyi vértanúkat (többek között Bugyik József és Tóth József tardoskeddi földművesek, Gruber Fülöp Lipótvár védője, Mednyánszky László honvédőrnagy, Lipótvár védője, Mészáros Dávid sopornyai lelkész, Rázga Pál evangélikus lelkész, Stift József sarluskai földbirtokos, Treksler Ferenc jegyző).
A szabadságharcra és a harcoló honvédekre számos emlékmű és honvédsír emlékeztet ma is. Manapság a szlovákiai magyarság fő emlékhelyei március 15-én a Petőfi-szobor a pozsonyi Medikus-kertben (2003 óta), illetve megemlékezést tartanak a peredi- és a nagysallói csata emlékművénél, Rozsnyón a Kossuth-szobornál és másutt. A szabadságharchoz egyéb emlékhelyek is kötődnek, csakran egykori honvédsírok (például Besztercebányán). Komáromban az Aradi vértanúk emléknapján is megemlékeznek az emlékművüknél. Számos történelmi személy (például Kossuth, Petőfi, Tompa) szobrát és honvéd-emlékeket is a későbbi csehszlovák hatalom eltüntetett, ezeknek csak egy része került újból felállításra (például Komáromban Klapka és Jókai is).
A szabadságharc emlékei ma főként múzeumokban és magángyűjteményekben találhatóak. A numizmatika területéről ismertek például a helyi városi utalványok (Rozsnyó) és szükségpénzek (Komárom). Az egykori honvédegyletek iratanyaga töredékes, illetve kevéssé feldolgozott.

### A Szlovák Nemzet Memoranduma
A Habsburg birodalom külügyi sikertelenségei a belső feszültségek felerősödését hozták. 1859-ben a Szárd–francia–osztrák háború és 1866-ban a porosz–osztrák–olasz háború (az utolsó harcok Pozsony környékén, Lamacsnál folytak) révén felszabadultak az észak-itáliai városok. Előbbi a Bach-korszak végét eredményezte, utóbbi pedig végül a kiegyezéshez vezetett. Az átmeneti időszakban az ún. Schmerling-provizórium előtt és alatt fogadta el Ferenc József az októberi diplomát (1860) és a februári pátenst (1861), amelyek azonban a magyarok ellenállásán elbukva (lásd az 1861-es országgyűlést) zsákutcának bizonyultak. Deák Ferenc húsvéti cikke után azonban megindulhattak a tárgyalások, melyek az 1866-ban elszenvedett vereséget követően az osztrák-magyar és a magyar–horvát kiegyezéshez vezettek.
Ezen politikai eseményeket a szlovák nemzetiség is növekvő figyelemmel kísérte. Az önállósulási törekvésekben ők sem maradhattak le. Andrej Ľudovít Radlinský aláírásokat gyűjtött a szlovák nyelv hivatali használatára, Jozef Miloslav Hurban pedig kidolgozta a Szlovák Nemzet Memorandumát. Ebben újból vissza kívántak térni az 1848-as követeléseikhez, amelyek a Felvidék Magyar Királyságból való kiválását is magukban foglalták volna. Ezen szlovák érdekeket a birodalmi tanácsban Josip Juraj Strossmayer zágrábi püspök képviselte. A szlovák nyelv használatát 1860 júliusában a király 23 vármegyében engedélyezte, azonban a rendelet nem lépett érvénybe.
A szlovákság készült az 1861-es országgyűlésbe való választásokra is. 1861-ben Daxner István Márk kiadta a „Hlas zo Slovenska" programot, melyben a szlovák nemzet politikai elismerését követelte. Mivel azonban a kor e követeléseket nem teljesítette, a szlovákság egy része elidegenedett az államtól. 1861 márciusában indult el a Pešťbudínske vedomosti politikai lap, amely a hivatalok visszatartása miatt a választási kampányról már lemaradt. Kiadója Francisci János volt. Mivel a választásokon a szlovák képviselők alul maradtak, a memorandumot nem sikerült az országgyűlés elé terjeszteniük.
A szlovákság ezért Turócszentmártonra 1861. június 6–7-én nemzeti összejövetelt szervezett. Az összegyűlt kb. 5000 fős tömeg előtt azután felolvasták a politikai programot, melyet nagy lelkesedéssel elfogadtak. Ezt a programot nevezik a Szlovák Nemzet Memorandumának. Ez az addigi követelések összefoglalását (a szlovák nemzet politikai elismerése, a Felvidék különállása, szlovák hivatali és iskolai tanítási nyelv elfogadása) jelentette. A memorandumot egy szlovák küldöttség az országgyűlés elé vitte, azonban ez csupán memorandumellenes szervezkedést eredményezett.
Az augusztusban feloszlatott országgyűlés után az uralkodó a szlovák érdekeket csupán a magyarok kijátszására használta fel. Az előterjesztett átdolgozott memorandumot, amely már a külön országgyűlés tervezetét is magában foglalta, valójában nem fogadta el. A szlovák politikai célok így megvalósíthatatlanná váltak, alternatíva azonban nem mutatkozott, ezért a vezetők között is szakadás következett be. Az ún. memorandisták, akik kitartottak a program mellett, vezetője Daxner maradt, míg a magyar-pártiak akik a magyarországi körülményekhez (politikához) való alkalmazkodást hirdették Ján Palárik lett. A magyarokkal való megegyezés azonban szintén nem vezetett eredményre. A helyzet hasonló volt a ruszin kisebbség körében is. A király-pártiak önállósulási törekvései itt sem találkoztak a főként görögkatolikus papok által vezetett magyarokkal való megegyezési politikával.
A (cseh)szlovák történetírás a 19. század végére széles körben elterjedt magyarellenesség hatására ma az 1848-as szlovák felkelést tekinti a nemzeti függetlenségért vívott első fegyveres küzdelemnek, annak ellenére hogy az a gyakorlatban a demokratikus szabadságjogok és szociális vívmányok ellen harcoló császári hadsereg pártjára állt. A szlovák történetírás magyar témák elleni éle, mely részben a 19. és 20. századi magyarországi kisebbségeket elnyomó politika eredménye, más történeti korszakokra is jellemző.

### A kiegyezés után

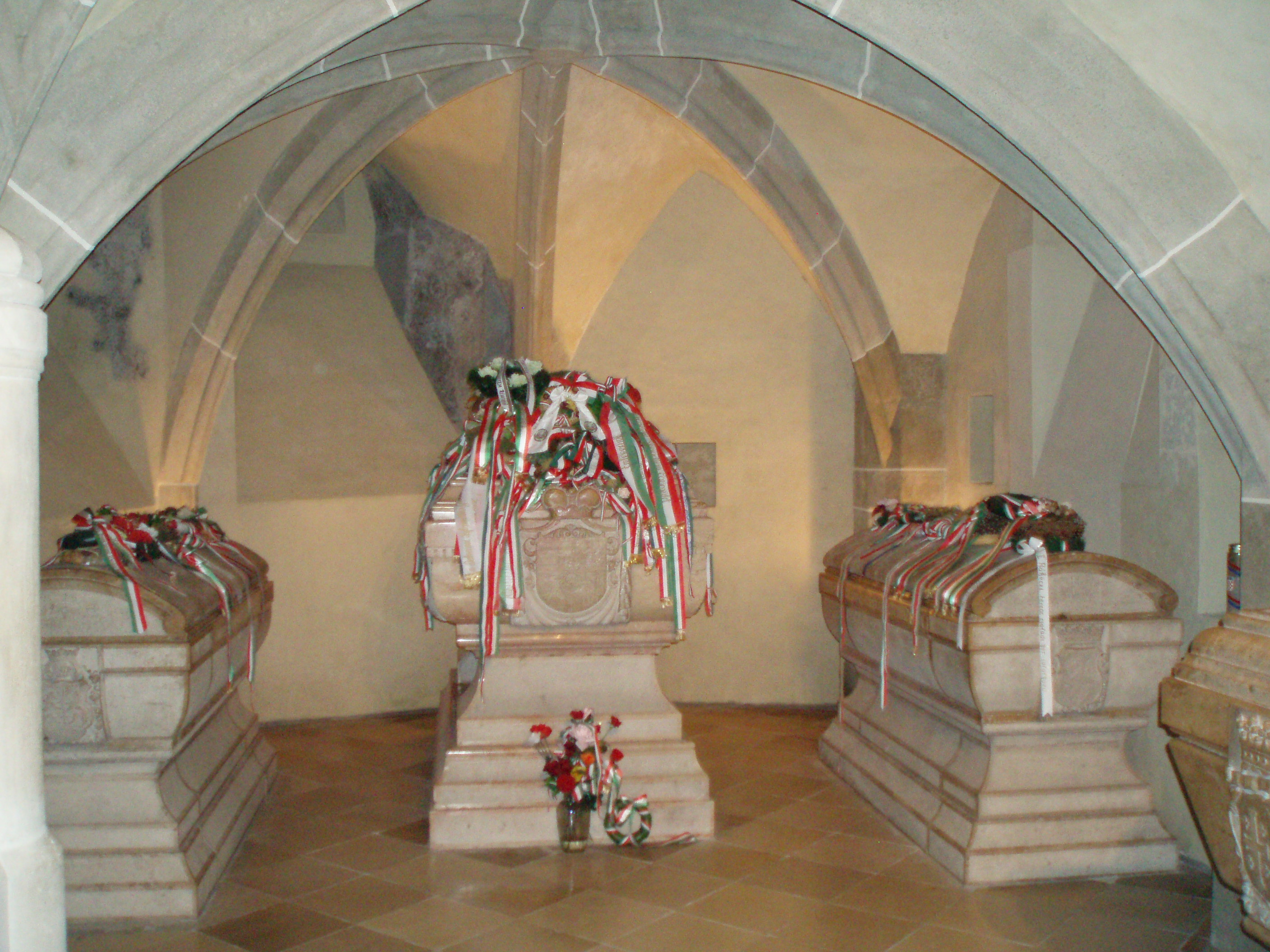
A Rákóczi-kripta a kassai Szent Erzsébet-dómban
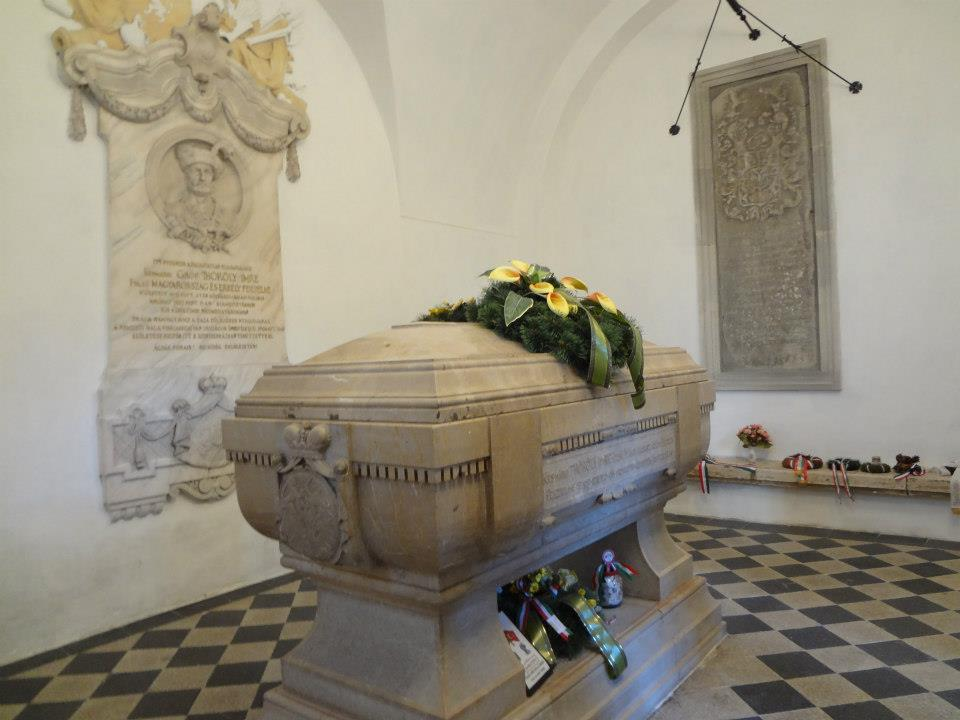
Thököly Imre síremléke Késmárkon

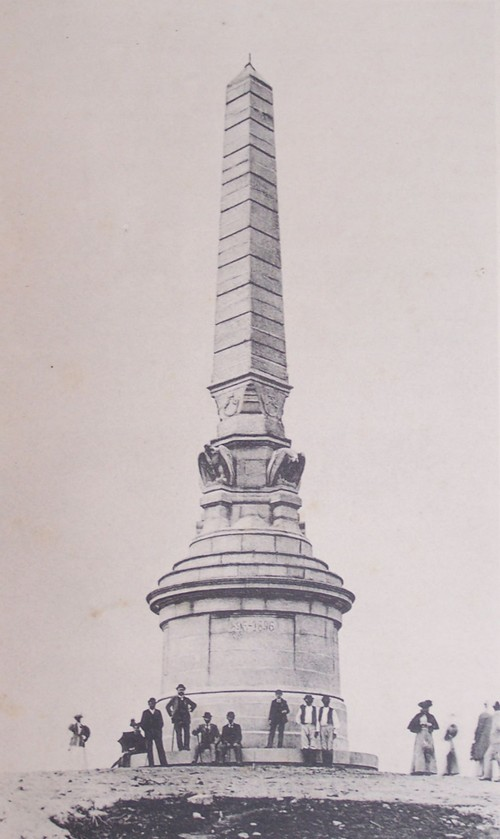
A Zobor hegyi millenniumi emlékmű

A szlovákok kisebbségi helyzete a kiegyezés után a birodalmon belül sem javult, sőt fokozatosan romlott. Ugyan történtek erőfeszítések a szlovákság együttes fellépésére, illetve kulturális tevékenység ösztönzésére. Ilyen kezdeményezés volt a cseh és szerb minta alapján a Matica slovenská 1863-as életre hívása, elsősorban a szlovákság és kultúrájának támogatására. Első vezetője Štefan Moyzes katolikus püspök lett. A szervezetet azonban rövid idő után, 1875-ben Tisza Kálmán hazafiatlanságra és államellenességre való hivatkozással betiltotta.
Az ugyan közös államban csak a külügy, a hadügy és pénzügy tartozott közös minisztérium alá, így például az oktatásügy is a magyar kormány és országgyűlés hatáskörébe tartozott. Ugyan Eötvös József a gróf Andrássy Gyula vezette kormányban (1867–1871) a vallás- és közoktatási tárcát vezette, és két törvényt is hoztak a nemzetiségek jogainak védelmében (a liberális elveken nyugvó népiskolai közoktatásról szóló törvényt (1868. évi XXXVIII. törvénycikk), illetve az akkori Európában kivételesen liberális nemzetiségi törvényt (1868. évi XLIV. törvénycikk)), ezek előremutató alkalmazása nemzetiségi területeken gyakran elmaradt. Az országban erős centralista politikai rendszer működött, a választások csak az országgyűlés egy részét érintették. Az erős magyar befolyás kiszorította a kisebbségeket az ország valós irányításából. A szlovákság nemzeti érdekeit sem vették figyelembe. A kezdetekben (1863 Nagyrőce, 1867 Turócszentmárton és 1869 Znióváralja) létrejött három szlovák nyelvű gimnáziumot 1874-ben Grünwald Béla kezdeményezésére bezáratták. Az 1869-ben alapított Szent Adalbert Egyesületet (szk. Spolok svätého Vojtecha) és a Szlovák Nők Egyletét (Živena), melyek a szlovák nyelv és kultúra propagálását és fejlesztését tűzték ki célul sikerült fenntartani egészen 1918-ig. 1882-ben alapították és egy évvel később hozták létre a Felvidéki Magyar Közművelődési Egyesületet (FMKE), amely a pánszláv eszmékre reagálva szervezeti alapon próbálta segíteni a magyarosodást elsősorban az északi szláv vidékeken. 1895. augusztus 10-én tartották a Nemzetiségi Kongresszust, melyen a szlovákok, a szerbek és a románok képviselői hoztak egy közös programot. Ez a program autonóm megyék, nyelvi határok kialakítására törekedett, és sérelmezte az 1868-as törvény be nem tartását. Szerepelt még benne az általános, titkos, egyenlő választójog és a sajtószabadság is, ezek a törekvések azonban nem valósultak meg.

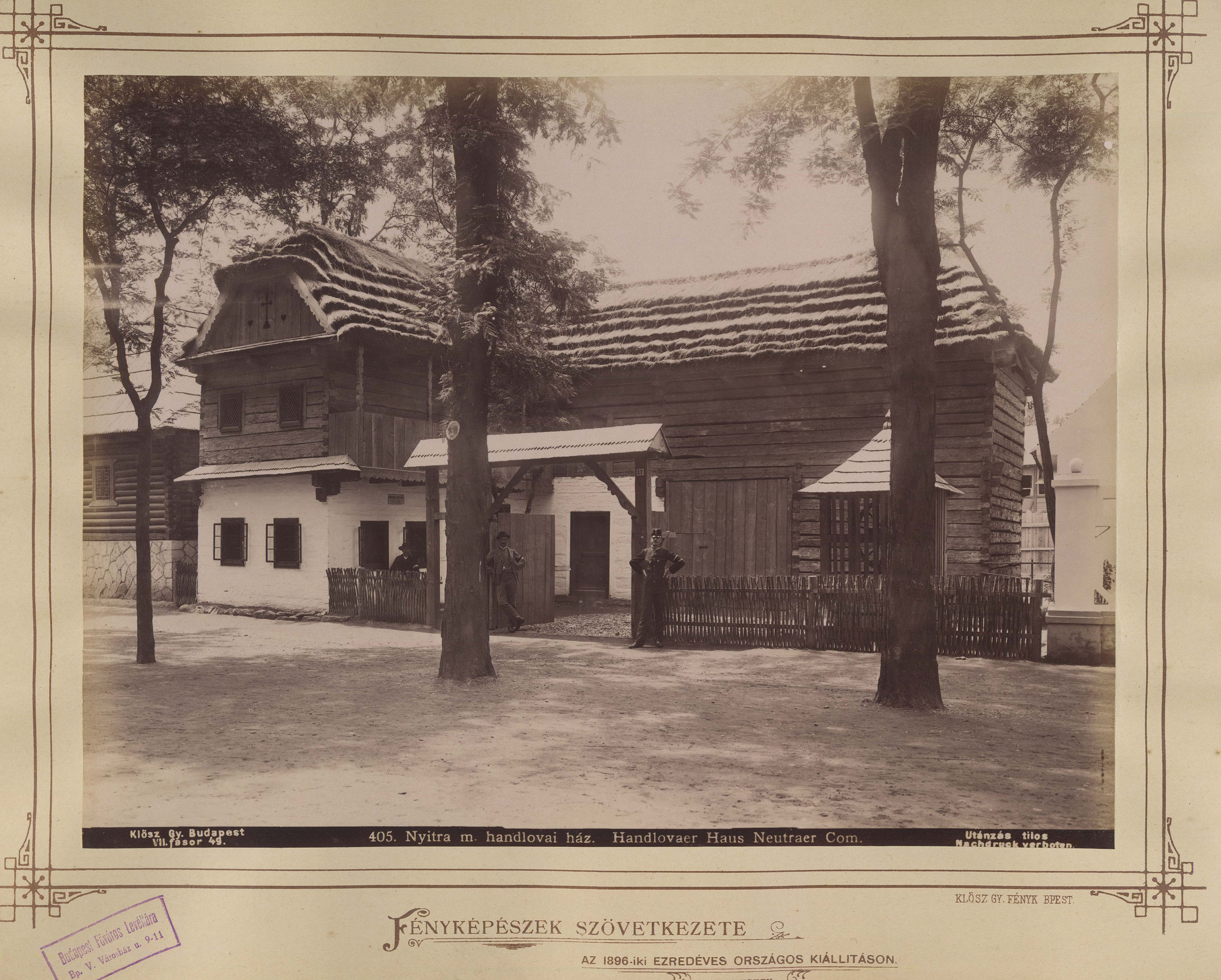
Handlovai ház a Millenniumi kiállításon

A magyar honfoglalás ezeréves évfordulóját számos helyen és közintézményben ünnepelte meg a maga módján az ország. Az 1896-os millenniumi évfordulóra készültek el a dévényi és a zobori emlékművek is, valamint a budapesti kiállításon is számos módon került bemutatásra a Felvidék történelme, természeti kincsei, néprajza, művészete, építészete és egyéb vonatkozásai. 1906-ban épült meg Kassán Rákóczi rodostói házának másolata, illetve ugyanezen évben temették a fejedelmet a Szent Erzsébet-dóm kriptájába.
A szlovákság nemzeti mozgalmai, a vélt és valós elnyomás hatására egyre erősödtek a nép körében. Ezen a helyzeten a gróf Apponyi Albert által javasolt 1907-ben elfogadott nyelvtörvény sem javított (Lex Apponyi). Ugyanezen évben történt egy szerencsétlen sortűz is, amely csernovai tragédia néven vonult be a történelembe. Mindkét „eseményt", bár hatásuk (magyarosítási törekvések), illetve okaik (nemzetiségi elnyomás) erősen vitathatóak, már akkor és a mai időkben is a szlovák politika magyarellenes propagandájának fő pillérei között kaptak helyet (lásd 531/2007-es Lex Hlinka vitáját). A magyar politikai elit, de főként a kormány magatartása a nemzetiségek kérdésében azt eredményezte, hogy a monarchia végnapjaira nem maradt egyetlen szlovák politikus, illetve gondolkodó sem, aki kiállt volna a Magyar Királyság mellett. A szlovák anyanyelvű nemesség nagyrészt elmagyarosodott, kisebb részt szlovák érzelmű maradt a monarchia szétesése után is. Ennek ellenére az első világháború után, illetve a kommunista hatalomátvétel utáni osztályharc jegyében mégis megteremtődött az elnyomó magyar nemesség képe. A magyar állameszme nemzetiségi iskolákban való terjesztésének kudarca már a milleneumi ünnepségek idején megmutatkozott. A magyar nyelv oktatása a nemzetiségi vidékeken gyakran gyenge lábakon állt. A nemzetiségi tanítók sem bírták minden esetben megfelelő szinten az államnyelvet, de ezt politikai okokból 1894-től nem is tartatták be szigorúan. Emiatt a magyarosodás mértéke vidéken, nagyrészt az önkéntes asszimilációnak (a hatalomhoz simulás) és a hivatalvállalási migrációnak tudható be, de ellenkező irányú folyamatok is zajlottak, főként a vegyes lakosságú vidékeken. Bár a nemzetiségek anyanyelvi oktatásának esélyei az első világháborút megelőzően fokozatosan romlottak, az iskolázottság és az írás-olvasás tudásának arányai javultak.

A kultúra terén a modern törekvéseknek köszönhetően, nagyobb szerep jutott a múzeum egyesületeknek. Ezek nem csak az egyes városok és régiók honismereti (néprajz, történelem), művészeti és természetrajzi jellegű anyagának gyűjtését, ezenkívül ásatások koordinálását és könyvtárak létesítését tűzték ki célul, hanem otthont adtak különböző kulturális rendezvényeknek is. Szintén felvállalták más intézményekkel és egyletekkel együtt különböző jótékonysági gyűjtések szervezését is. A mai Szlovákia területén elsőként Turócszentmártonban (1863) létesült múzeum egylet, illetve múzeum majd Pozsonyban (1868), Kassán (1872), Poprádon (1876/1886), Trencsénben (1877), Felkán (1882), Rimaszombatban (1882), Komáromban (1886), Besztercebányán (1889), Körmöcbányán (1890), Nyitrán (1896), Aranyosmaróton (1896), Ipolyságon (1902), Bártfán (1903) és másutt.
1906-ban két nagy történelmi személyiség hamvai kerültek haza. Hosszas előkészítő munka eredményeként II. Rákóczi Ferenc hamvait 1906. október 29-én Kassán, a Szent Erzsébet-székesegyházban, Thököly Imrét pedig szülővárosában Késmárkon, az új evangélikus templomban helyezték végső nyugalomra.
A magyarság részaránya a dualizmus korában (1880-1910-es népszámlálások alapján a mai Szlovákia területére vonatkoztatva) folyamatosan növekedett, ami elsősorban a természetes szaporulatnak, a természetes asszimilációnak és a kor magyarosító törekvéseinek, részben pedig a kivándorlásnak köszönhető. Az egykori népszámlálások hatalmi vagy helyi torzításainak mértéke nem állapítható meg pontosan.
|               | Év                 |                   |                    |                    |
|               | 1880               | 1890              | 1900               | 1910               |
| Magyar        | 546 458 (22,2%)    | 633 422 (24,56%)  | 749 556 (26,89%)   | 885 646 (30,31%)   |
| Szlovák       | 1 502 571 (61,04%) | 1 603 642 (62,2%) | 1 702 349 (61,09%) | 1 688 152 (57,78%) |
| Német         | 228 584 (9,2%)     | 228 860 (8,87%)   | 215 816 (7,74%)    | 198 387 (6,79%)    |
| Ruszin        | 78 402 (3,18%)     | 84 335 (3,27%)    | 84 559 (3,03%)     | 97 047 (3,32%)     |
| Zsidó vallású | (140 681 – 5,71%)  | (138 132 – 5,35%) | (140 453 – 5,04%)  | (139 666 – 4,78%)  |
| Összesen      | 2 461 460          | 2 578 051         | 2 786 588          | 2 921 212          |

Lásd még: Nemzetiségi politika a dualizmus korában

### Az első világháború alatt

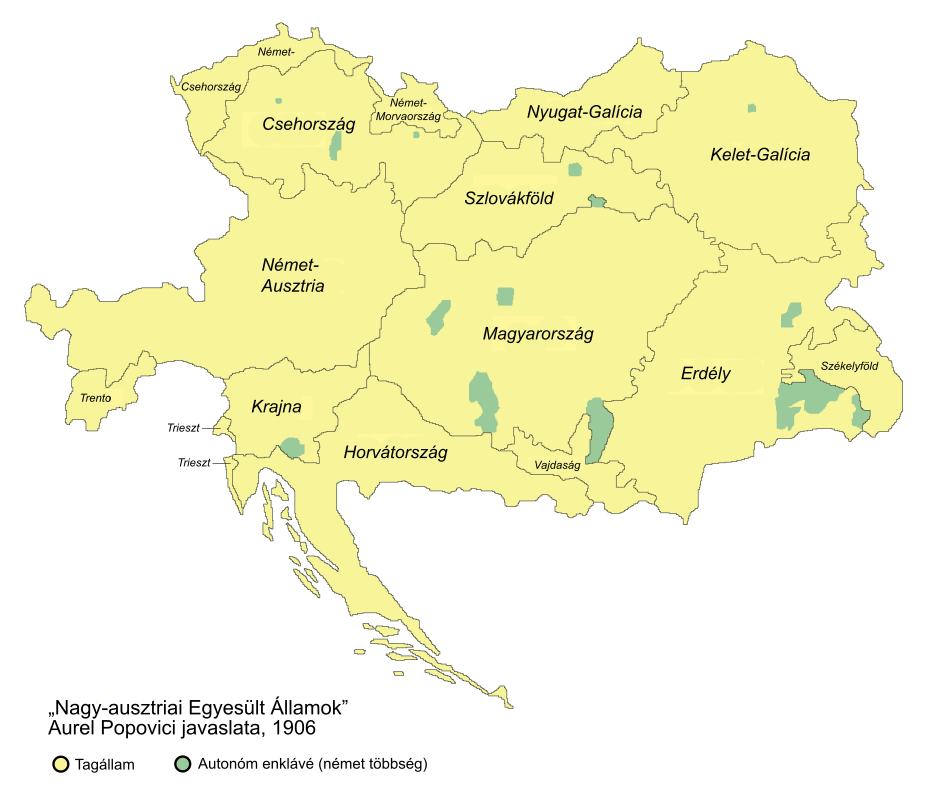
A Nagy-ausztriai Egyesült Államok térképe (Aurel Popovici 1906-os tervezete)
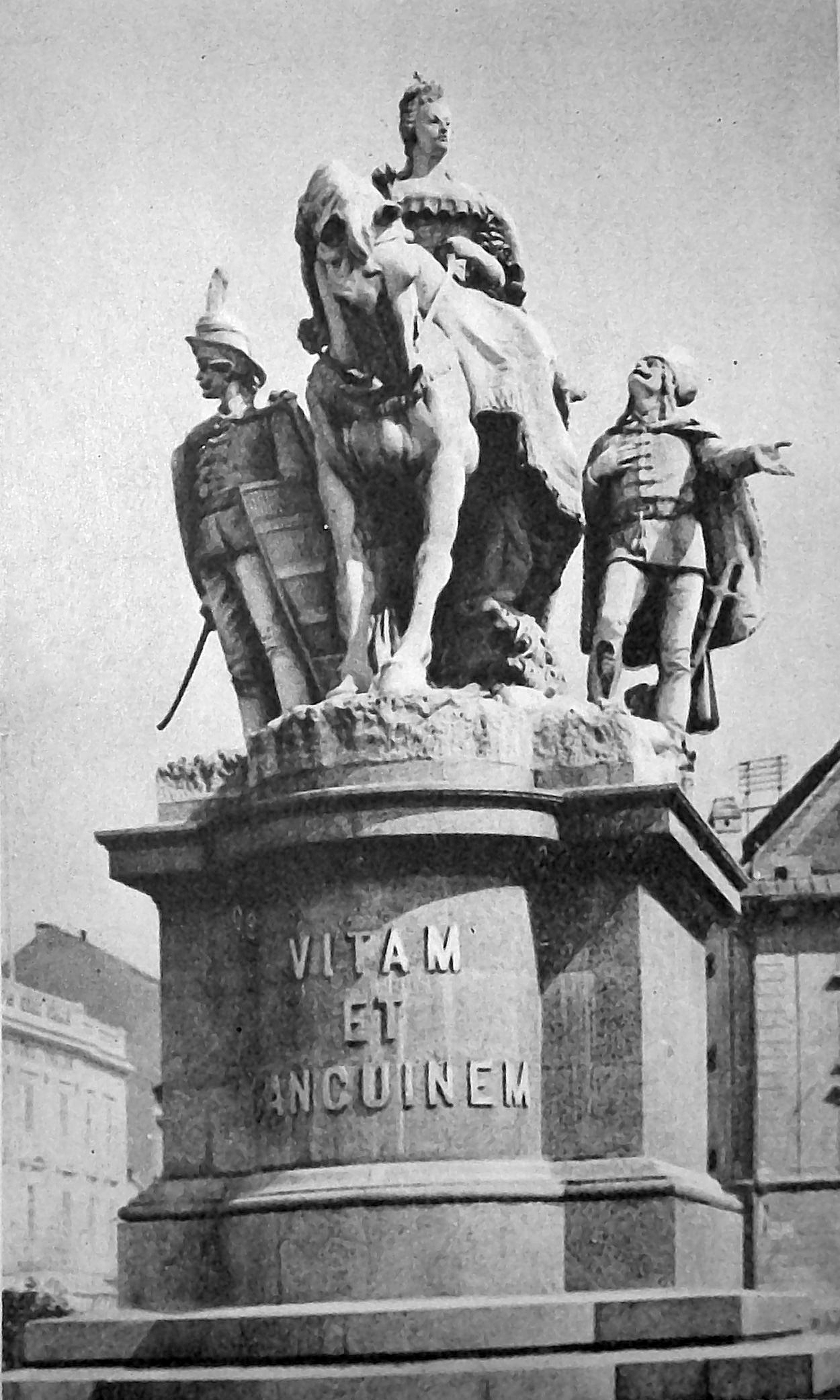
Az egykori Mária Terézia lovasszobor Pozsonyban
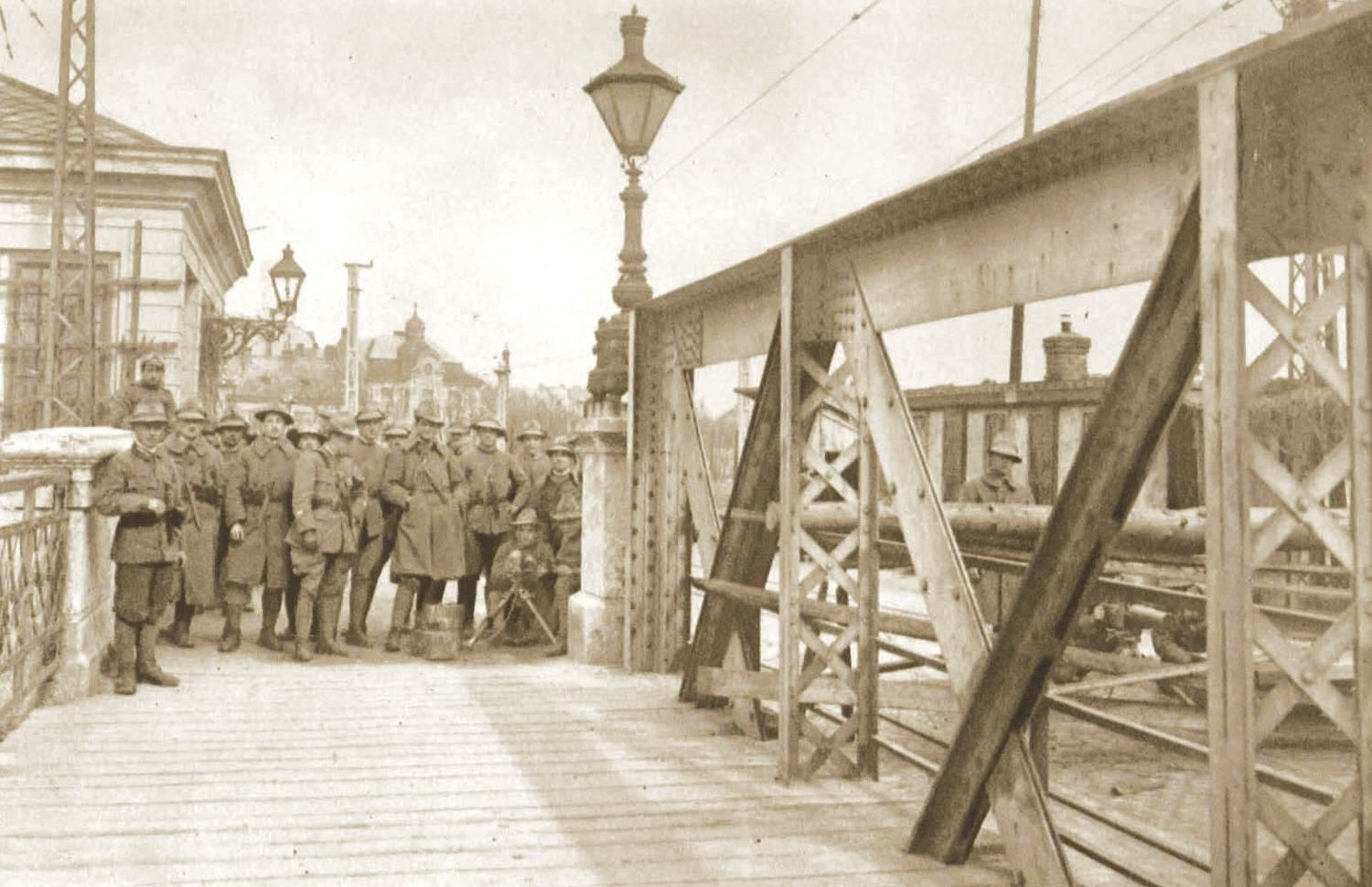
Pozsonyi híd elfoglalása
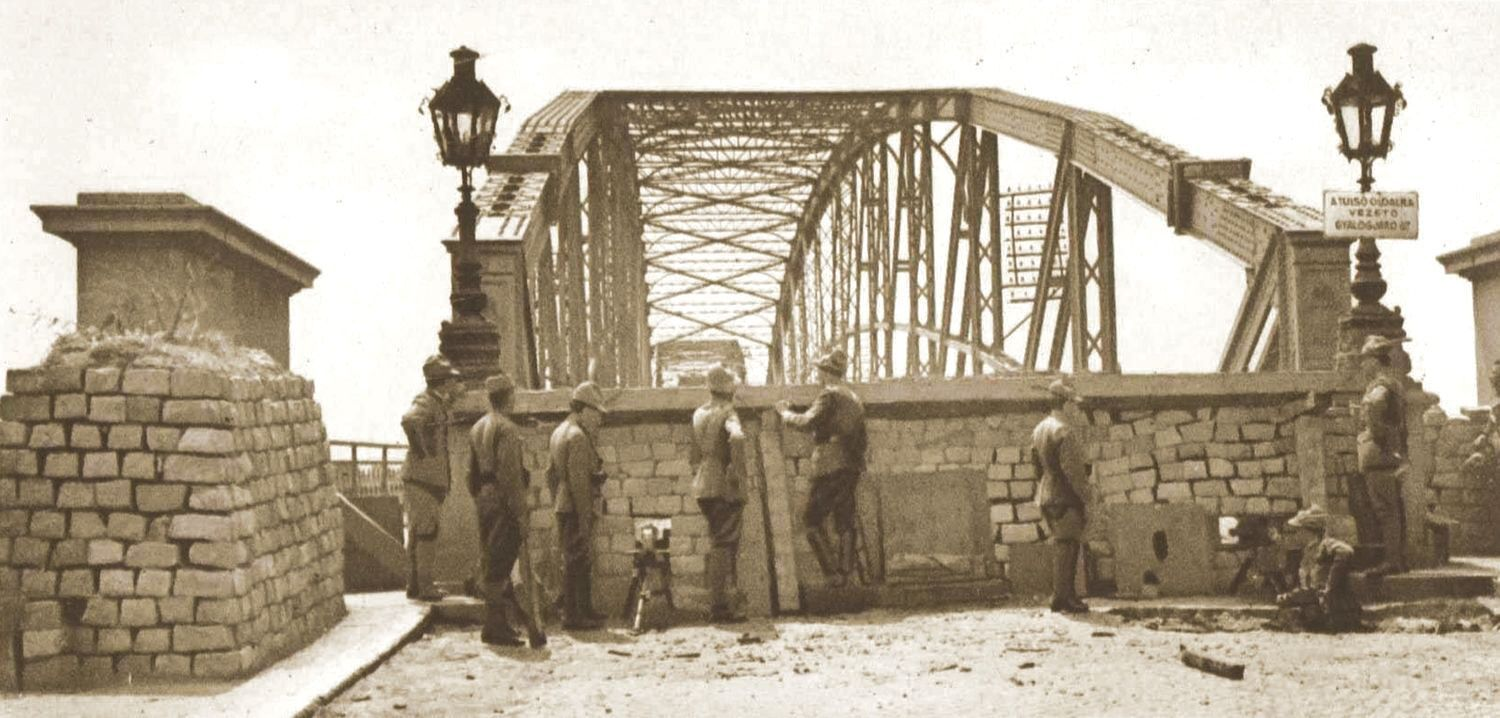
Csehszlovák légiósok lezárják a komáromi hidat

A birodalom föderalizálását támogató Ferenc Ferdinánd osztrák–magyar trónörökös meggyilkolása és a Szerbiának küldött elfogadatlan ultimátum után gyors ütemben kitört az első világháború. A mozgosítás minden vármegyét érintett, de a közvélemény nagy része a kezdetben lelkes háborúpártiságról tett tanúbizonyságot országszerte.
A Felvidék keleti peremét 1914 őszén érte el a keleti front. Az orosz csapatok 1914. szeptember végéig a Przemyśl erőd kivételével elfoglalták Galíciát, majd november 23-án Homonnát, december 1-jén Bártfát is elfoglalták, Eperjest pedig megközelítették. Felsővízköz és környéke is nagy károkat szenvedett. A nagy veszteséget szenvedett osztrák-magyar csapatoknak csak a következő évben sikerült visszaszorítaniuk az orosz erőket. A Felvidék területén az első világháború alatt Zborónál volt nagyobb ütközet (1917). A város már 1915-ben is súlyos károkat szenvedett a harcok miatt.
A háború az emberéletek kioltásán és tönkretételén kívül számos hadifogságba esett katona életét is megkeserítette. Többen csak a háború lezárása után évekkel tudtak visszatérni az orosz hadifogságból. Hadifogoly táborok létesültek a Magyar Királyságban is, a mai Szlovákia területén például Dunaszerdahelyen, Nagymegyeren, Rényben és Somorján. Egyes hadifoglyokat kiutaltak gazdaságokhoz mezőgazdasági munkára, a munkaerőhiány miatt (Hasonló esetek voltak Oroszországban is). Ma már csak a temetőik emlékeztetnek az egykor itt sínylődő emberek sorsára. 1916-ban a román hadsereg megtámadta a monarchiát. Az elpusztított falvak gyermekei Komáromban üdülhettek.
Az első világháború alatt az emigránsok érdekszervezetei az antanthatalmaknál fejtettek ki propagandapolitikát. Ennek érdekében a csehek és a szlovákok előbb az 1915-ös clevelandi egyezményben hangolták össze törekvéseiket, egy föderációs államban gondolkodva, amit 1918-ban a pittsburghi egyezmény követett, mely a köztársasági államforma rögzítése mellett a cseh vezető szerepet is előrevetítette. Fontos emigrációs központnak számított Párizs (az itteni tudományos és személyes kapcsolatok alapozták meg a későbbi francia orientációt), illetve a cseh küldöttség részt vett az 1918. április 8-án megtartott, az Osztrák–Magyar Monarchia sorsáról döntő római konferencián. A csehszlovák emigrációban dominánssá váló cseh irányvonal történeti és néprajzi érvekkel, nacionalista propagandával, a statisztikai adatok meghamisításával – beleértve az 1910-es magyarországi népszámlálás eredményeinek megtámadását – igyekezett igazolni területi követeléseit. Az emigrációban vezető szerepet játszó cseh értelmiségiek a szlovákoknak és a ruszinoknak autonómiát ígértek, amelyet a háború után mégsem adtak meg. Az olasz-, francia- és oroszországi Csehszlovák Légió „hazatérte” alapozta meg a csehszlovák hadsereg létrejöttét, illetve korábban a transzszibériai vasútvonal ellenőrzésük alá vonása is tárgyalási alapul szolgált a Párizs környéki békeszerződések során. Ezeket az egységeket, igaz névleg antant vezetés alatt, elismerték szövetséges haderőként. A térség háború utáni rendezésében dominánssá váló francia álláspontnak köszönhetően, karöltve az utódállamok elismerésével és az új Magyarország el nem ismerésével megalapozták az új Csehszlovákia határainak minél nagyobb területekre való kiterjesztését és azok biztosítását. Koordinált ellenállásra képes fegyveres haderő nem lévén, a peremterületek felismerve a központi kormányok tehetetlenségét és a segítségnyújtás elmaradását, saját lehetőségeikhez mérten próbálták menteni a helyzetet és több helyütt választották a reménytelen és előkészítetlen önállósodás útját.
Egyes számítások szerint 70 ezer a későbbi Szlovákia területéről származó katona eshetett el az első világháború harcaiban, illetve körülbelül ugyanennyi sebesülhetett meg.

## Az első Csehszlovák Köztársaság alatt

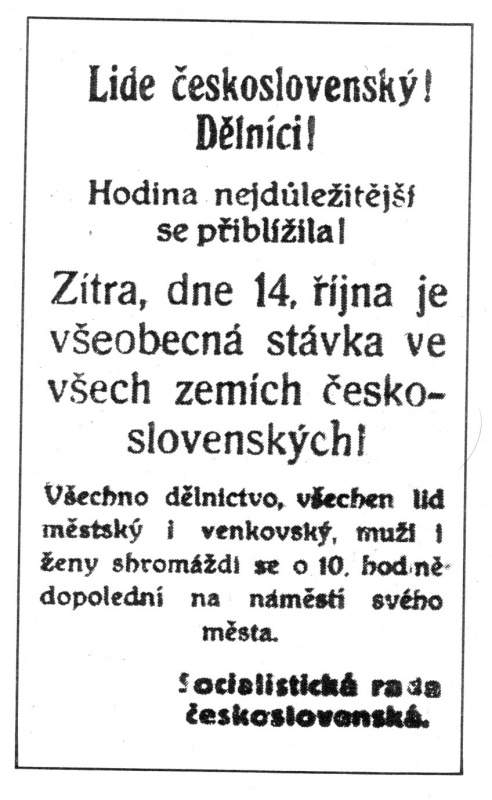
Az 1918. október 14-ei általános sztrájkra való felhívás

Az antant hatalmak elismerték a Csehszlovák Nemzeti Tanácsot ideiglenes kormánynak, ez nagyban Milan Rastislav Štefánik érdeme. 1918. október 14-ére a gabona kivitele miatt általános sztrájkot hirdettek, Písek városában pedig megtörtént Csehszlovákia „korai” kikiáltása. Ennek során a Monarchia szimbólumait lecserélték. Miután kiderült, hogy Prágában mindezt „elnapolták”, a forradalmi tömeg szétoszlott és az esetet a csendőrség vizsgálta. Október 28-án Genfben asztalhoz ült a Csehszlovák Nemzeti Bizottság és az emigráns ellenállás vezetősége, hogy meghatározzák az új állam létrejöttének kereteit. November 13-án ideiglenes alkotmányt is elfogadtak. Miután Antonín Švehla és František Soukup Prágába utaztak hogy a gabona kivitelét megakadályozzák, elterjedt a híre hogy a Monarchia aláírta a békefeltételeket, melynek a kis népek autonómiájának elismerése is részét képezte. Ennek hatására tömegek vonultak az utcákra és a korábbi hatalom szimbólumait eltávolították. Még aznap este a Nemzeti Bizottság kiadta a független Csehszlovákia megalakulásáról szóló első törvényt. A 2 napig tartó hatalomátvétel végén az osztrák katonai vezetés kapitulált, mivel a magyar és román katonák nem akartak harcolni, valamint október 30-án Turócszentmártonban aláírták az ún. Szlovák Nemzet Kinyilvánítását, amelyben a szlovákok képviseletével a Szlovák Nemzeti Tanácsot bízták meg és kinyilvánították a cseh nemzettel való közös állam szándékát. A cseh érdekek ellen már október 23-ától kezdődően tiltakoztak a szepességi városok.

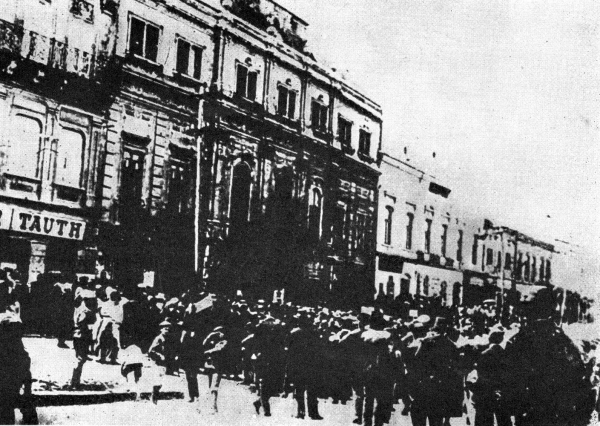
A Szlovák Tanácsköztársaság kikiáltása Eperjesen

1918. november 1-jén a Csehszlovák Légió olasz tisztek vezetésével megkezdte a Felvidék megszállását. Bár a novemberben betörő cseh csapatok gyors térnyerését megakasztották és a Magerl Károly ezredes vezette Zólyomban alakult karhatalom kiverte őket Zsolnáról és Ruttkáról, és megszervezték további helységek védelmét is, a cseh propaganda és az antant támogatásának hatására a magyar védelem összeomlott. A Nagyszombat védelmére kirendelt tengerész különítmény visszatért Pozsonyba, illetve szétszéledt, a pőstyéni különítmény zsoldot követelt, a zsolnai csoport pedig megtagadta az engedelmességet és feloszlott. Új szervezésű gyalogezredek bevetésével a csehek újabb támadásba lendültek, s december 6-án Zsolnát ismét megszállták. Bertalanffy őrnagy szeredi csoportjának fele másnapra megszökött és fosztogatásba kezdett. 1918. december 6-án Budapesten megegyeztek az ún. Bartha-Hodža demarkációs vonalban, melyet azonban később nem vettek figyelembe. 1918. december 29-én Kassát, majd másnap Pozsonyt foglalták el és 1919. január közepén fejezték be a mai Dél-Szlovákia elfoglalását. Szervezettebb ellenállásra csak Rappon, illetve Érsekújvárban került sor. Az akkor még ideiglenesnek vélt hatalomváltás elszórtan további incidenseket eredményezett (pl. 1919. február 12-én a pozsonyi sortűz, március 17-én Kassán (két halálos áldozat), március 23-án a zselízi sortűz, májusban Füleken, június 2-án Buzitán, június 10-11-i udvardi kivégzések), melyekre a csehországi németek esetében is sor került (pl. 1919. március 4-én Kadaň városában). 1919 januárjának végére a cseh csapatok kis ellenállással szembesülve lényegében elfoglalták az általuk követelt területeket. A magyar és a közös múltra utaló szobrokat és emlékműveket nagyrészt eltávolították (például Dobsinán, Rozsnyón, 1934-ben a honvéd szobrot Selmecbányán, de például Erzsébet királyné domborművét, vagy Batka János levéltáros mellszobrát is Pozsonyban 1919-ben, vagy Csáky Zénó főispánét Tátralomnicon), elpusztították (lásd a millenniumi emlékműveket Dévény várában, a Zobor hegyen, Kossuth szobrát Érsekújvárott vagy Losoncon, Rákóczi szobrát Breznóbányán, illetve Mária Terézia szobrát Pozsonyban, a Honvéd szobrot Kassán, illetve Lőcsén) vagy megrongálták (például Érsekújvárott, Pozsonyban, vagy Komáromban). A körmöcbányai 1848-as emlékművet "átkeresztelték". A zólyomi Rákóczi szobor ma Borsiban található. A városok megszállása során a rend fenntartására a legionáriusok túszokat szedtek a városi és közéleti (politikai illetve szakszervezeti) vezetők közül, főként magyarokat, németeket és zsidókat. Hasonló sorsra jutottak az 1919-es nagy sztrájk szervezői és a résztvevő munkásság. A foglyokat két nagyobb hullámban Illava és Terezín várbörtöneibe szállították és tárgyalás nélkül több hónapig tartották fogva. Ezen felül tömeges kiutasítások sújtották a magyar lakosságot. Az államfordulat az egyházakat is érintette. A katolikus egyházi személyek közül elfogták, s kiutasították Batthyány Vilmos nyitrai püspököt, kiutasították Radnai Farkas besztercebányai püspököt, Balás Lajos rozsnyói püspököt zaklatták, bebörtönözték, majd rövidesen elhunyt, Párvy Sándor szepesi püspök szintén elhunyt, de bebörtönöztek más egyházi személyeket is. Egyedül Fischer-Colbrie Ágoston kassai püspök tudott a helyén maradni. Még 1920-ban is voltak nagyobb főként baloldali sztrájkmegmozdulások, melyek letartóztatásokat és sortüzeket eredményeztek a hatalom részéről (például Verebélyen).
A csehszlovákok által megszállt területen februárban lezárták a határokat és március 3-9. között végrehajtották a korona lebélyegzését. Az összeg felét azonban lefoglalták és névre szóló kötvényt állítottak ki. Ezzel a saját forgalomban lévő pénz inflációját megállították, de a lakosság bizalmatlansága nőtt az új kormányzattal szemben. 1919. április 10-én pénzreformot vezettek be, létrehozva a csehszlovák koronát, melyet 1920. júliusáig lehetett becserélni a lebélyegzett koronáért. Az első bankjegyek még 1919-ben forgalomba jöttek, az érméket azonban csak 1922-ben vették használatba. 1919. április 16-án fogadták el a földreformot, ami 150 hektár mezőgazdasági és 250 hektár egyéb földterület felett kisajátította a nagybirtokokat.
Eközben Magyarországon 1919. március 21-én kikiáltották a Tanácsköztársaságot. 1919. április 27-én a csehszlovák csapatok is átlépték a demarkációs vonalat, és május 2-án, Alessandro Angione olasz ezredes vezetésével elfoglalták Miskolcot. A Vörös Hadsereg május 9-én indította meg ellentámadását, és május 20-án foglalták vissza Miskolcot, majd Kassát és Csap-Munkács térségét is. A csehszlovákok a kudarc miatt az olasz vezetést okolták, ezért Luigi Giuseppe Piccione tábornok és az olasz misszió küldetése május 30-án véget ért. A csehszlovák katonai misszió vezetését a franciák vették át. Az 1919 májusában indított offenzíva és az északi hadjárat eredménye jelentős területek „visszafoglalása” volt. Ennek során is több véres összeütközésre került sor (lásd pl. Aranyosmaróton, a komáromi véres május 1., Udvardon). A hadjárathoz sok önkéntes és volt katona csatlakozott, nyugaton tevékenykedett az ún. Pálmay-csoport. Eperjesen június 16-án kikiáltották a Szlovák Tanácsköztársaságot, amely teljesen a Magyar Vörös Hadseregtől függött, saját bázisa nem volt. Annak ellenére hogy a szlovák függetlenedési törekvések egyik útja lehetett volna, elnöke a cseh Antonín Janoušek, hadügyi népbiztosa pedig a szepesi szász gyökerekkel rendelkező Münnich Ferenc lett. Az antant üres ígéreteinek engedve azonban ezen területeket a magyar kommunisták feladták, így a Szlovák Tanácsköztársaság (is) elbukott. Természetesen a visszafoglalt területeken is folyt ideológiai alapú tisztogatás. 1919. július 22-én este felrobbantották a Mária Valéria híd párkányi oldalát. A hidat 1927-re állították helyre. A csehszlovák hatalom számos magyart internált Illavára vagy Terezínbe. A helyzetet ideiglenesnek tekintő magyar kisebbség és politikai képviseletük ezután gyakorlatilag az első bécsi döntés előestéjéig nem tett komolyabb lépéseket az államhatalom megdöntésére.
A Felvidékről menekültek Magyarországon, több egyesületbe tömörültek. Elsősorban a Felvidéki Ligába, illetve a Szepesi Szövetségbe. Több intézmény áttelepült a csonka országrészbe, a fontosabbak közül elsősorban az egyetemek és főiskolák, mint pl. Selmecbányáról 1918-ban a Bányászati és Erdészeti Főiskola előbb Sopronba, majd a második világháború után Miskolcra költözött.
1919. május 4-én Štefánik Pozsonyba utazott, azonban a repülőtéren gyanús körülmények között balesetet szenvedett és meghalt. 1920-ban a Csehszlovák Köztársaság első elnöke Tomáš Garrigue Masaryk lett, február 29-én új alkotmányt fogadtak el, mely demokratikus választásokat írt elő. Az első Csehszlovák Köztársaság ideje alatt csak a parasztpárti politikus Milan Hodža került komolyabb politikai pozíciókba szlovák nemzetiségűként a szövetségi kormányban. Közben 1919-ben létrehozták a Népszövetséget, 1920-ban és 1921-ben kötött hármas szövetség révén pedig létrejött az ún. kisantant.

Csehszlovákia 1918–1938 között négy tartományból állt

A szlovákok önállósulási törekvései az országon belül nem jutottak érvényre. Pozsony ugyan főváros volt, de a képzetlen (írástudatlan) szlovákságot új cseh hivatalnoki réteg „szolgálta ki”. Elméletben csehszlovák nemzetiség létezett, ami csupán arra szolgált volna hogy a számottevő németség (kb. 3,5 millió) ne előzze meg a nemzetalkotó szlovákságot (kb. 2 millió). Szlovákia gazdaságának fejlődését és modernizálását azonban nagymértékben bénította a fejlett cseh ipar. Ezen kívül a gazdasági krízisek (1921-1923, 1929-1933) újabb kivándorlási hullámokat idéztek elő. Szintén gondokkal küzdöttek Kárpátalján, ahol nagy volt a szegénység. A magyarok vesztesége a statisztikai hibaforrásoktól eltekintve, kb. 105 ezer főre tehető, akik főként az értelmiség és a hivatalnoki középosztályból kerültek ki, mivel elvesztették megélhetésüket. További 16 ezer személytől megtagadták a csehszlovák állampolgárságot. A népszámlálási adatok szerint további 76 ezer fővel csökkent a magyarság létszáma 1921-1930 között. A csehszlovák népszámlálási statisztikák torzításait (is) a korabeli sajtó és a szakirodalom máig hangoztatja.
Természetesen a szlovákság (és Szlovákia) szempontjából sok pozitív hatása is volt a közös államnak. Már 1919. során létrejött a Comenius Egyetem (az Erzsébet Tudományegyetem helyett), újra aktivizálták a Matica slovenskát. 1922-ben elfogadták a kötelező 8 éves általános iskolai közoktatás. 1926-tól sugárzott a Szlovák rádió és további kulturális hatások. Negatív események is történtek, 1931 májusában a nemeskosúti kommunista tüntetésen részt vevő tömegbe lőttek, melynek során 3 magyar személy vesztette életét.
Az új állam nemzetiségi politikájában, bár a korban és a térségben haladó volt, az állampolgárság megvonásával némely esetben hátrányos helyzetbe hozta a kisebbségeit. Az alkotmány részét képező nyelvtörvény 20%-ban határozta meg a nemzetiségi arányt, amely fölött a hatóságok kötelesek voltak az ügyeket a kisebbség nyelvén is intézni. Ez az arány azonban csak a járásokra vonatkozott, melyek esetében szintén alkalmazták az észak-déli hosszú közigazgatási egységek szervezetét (lásd ahogy 1996-ban). 1923. január 1-ével megszüntették a vármegyerendszert és új megyéket (6) alakítottak ki. A városok önkormányzatiságának elve elméletileg sérthette volna a nacionalisták érdekeit ezért Pozsony, Kassa, Ungvár és Munkács kivételével az összes várost visszaminősítették nagyközséggé, amelyek így a járások részét képezték. Büntetendő volt többek között elénekelni a magyar himnuszt, viselni a magyar nemzeti színeket, megünnepelni a magyar nemzeti ünnepeket. Hátrányos megkülönböztetés érte a kisebbségeket a munkavállalásnál és a földreform során is. Ugyanakkor bár nagy nehézségek árán, de a korábbi „magyar” kultúregyesületek tovább működhettek (pozsonyi Toldy Kör, komáromi Jókai Egyesület, kassai Kazinczy Társaság és a Szepesmegyei Történeti Társulat). Az 1919 tavaszán működését felfüggesztő FMKE helyébe, több sikertelen próbálkozás után a Szlovenszkói Magyar Kultúregyesület lépett, mely már a kisebbségi magyar területekre fókuszált. Bejegyeztetése csak 1928-ra sikerült. A többségében ekkor már magyar vagy német ajkú zsidóságot, amely fontos szerepet játszott a kisebbségi kultúrában, sajtóban és sportéletben, a csehszlovák népszámlálások nemzetiségként kezelték. A hatóságok az egyházak életébe is beleszóltak. A magyar katolikus püspökök többségét kiutasították, a református egyházat az állam nem támogatta és elszakadásra kényszerítette. Az evangélikus egyházból a komáromi (magyar) egyházközség különvált.

Csehszlovák−lengyel határváltozások 1919–1945
1. Sziklaszoros, Cserne és Fenyvesszoros, 1938–39 Lengyelország
2. Alsólipnica, 1918–24 Csehszlovákia, majd csere a 4. területre
3. Jablonka és 10 másik község (Északkelet-Árva), 1918–39 és 1945-től Lengyelország
4. Hladovka és Szuchahora 1918-24 Lengyelország, majd csere a 2. területre
5. Tengerszem-csúcs, 1902-ben Magyarországtól Ausztriához, 1918-tól Lengyelország
6. Javorina, 1918–19 és 1938–39-ben Lengyelország
7. Nedec és 12 másik község (Északnyugat-Szepes) 1918–39 és 1945-től Lengyelország
8. Erdős 1918–19 és 1938–39 Lengyelország

A magyar iskolahálózatot az újonnan létesített szlovákkal szemben leépítették és nem támogatták. Az 1918/1919-es tanév folyamán a 46 felvidéki magyar középiskolából 16-ban vezették be a szlovák, illetve „csehszlovák” tanítási nyelvet. Ugyanekkor a nyelvhatár felett lévő tanítóképzőkben (Eperjes, Igló, Léva, Modor, Nagyszombat, Szepeshely) is megváltoztatták a tanítási nyelvet. Az egyházi (katolikus) fenntartású iskoláknak nem folyósították az esetlegesen elbocsátott tanerő pótlása után járó államsegélyt, ami miatt számos tanítói állás betöltetlen maradt. 1921-re csak Pozsonyban maradt magyar nyelvű női tanítóképző, illetve Ungváron tagoizat a rutén tanítóképzőn belül. Ez a későbbiekben úgy módosult, hogy Pozsonyban teljes magyar orsolya-rendi női tanítóképző létezett, illetve a szlovák tanítóképzőnek párhuzamos magyar osztályai is indultak, míg az ungvári vélhetően megszűnt. Ez fokozatosan erősödő magyar tanítóhiányhoz vezetett. A reformátusok 1935-től 1945-ig a Komáromi Református Kollégiumban Református Tanítóképző Intézetet működtettek, amit az államhatalom utólagosan 1937-ben tudomásul vett. A katolikusok 1938 szeptemberétől indítottak tanítóképzőt, ugyancsak Komáromban, s ez a visszacsatolást követően is működött.
A földreform útján a nagybirtokokból elsősorban szlovák telepesek illetve cseh legionisták részesültek, melynek hatására ún. telepesfalvak jöttek létre. A nehézségek ellenére magyar szervezetek, sajtóorgánumok (például Prágai Magyar Hírlap) és pártok alakultak, amelyeknek a kemény választási esélyegyenlőtlenség ellenére sikerült képviselőket küldeniük a prágai parlamentbe. A csehszlovákiai magyar újságok és folyóiratok az irodalmi élet továbbélését tették lehetővé. Jelentős személyek voltak ekkor a magyar kisebbség életében Balogh Edgár (később 1935-ben kiutasították), Esterházy János, Fábry Zoltán, Szüllő Géza, Szvatkó Pál és mások. Létrehozták a Csehszlovákiai Magyar Népszövetségi Ligát, a Sarló mozgalmat, a régi magyar cserkészcsapatokat átszervezték illetve újakat hoztak létre a Csehszlovák Cserkészszövetségen belül. A történelmi egyházakban is folyamatos volt a magyar ellenállás és újjászerveződés. 1933-1938 között Esterházy Lujza volt a vezetője az Actio Catholica csehszlovákiai magyar nőmozgalmának. Az evangélikus egyház vezetésében csak fokozatosan álltak át a szlovák nyelv használatára, a református egyház pedig a saját intézményhálózata anyagi fenntartásáért volt kénytelen allandóan küzdeni. A magyar politikai pártok Petrogalli Oszkár halála után csak 1936-ban Egyesült Magyar Párt néven olvadtak össze, melynek ügyeleti elnöke Esterházy lett. Erős volt még a magyarok lakta vidéken a kommunista párt is, mely helyenként a magyar szavazatok harmadát is megszerezte. Gazdasági téren a tovább működő Hangya Szövetkezet volt jelentős, illetve pozitív hatással volt a térségre az 1925-ben Galántán alapított Hanza Szövetkezet. 1937-ben megtörtént a komáromi Jókai szobor alapkőletétele, melyen az akkori miniszterelnök, Milan Hodzsa magyar nyelvű beszédet mondott, majd Berecz Gyula szobrász alkotásának felavatása is. A Szlovák Rádió magyar nyelvű adása 1928. december 16-án indult előbb Kassáról, majd a következő évben már Pozsonyból is.
1935-ben a kétszer is újraválasztott Masaryk idős korára hivatkozva lemondott. Utóda Edvard Beneš lett, aki korábban külügyminiszteri, majd miniszterelnöki feladatokat látott el. Benešt Milan Hodža váltotta a miniszterelnöki székben. Beneš francia orientációja ekkor már negatív hatással volt az országra nézve, főleg az egyre erősödő Németország szomszédságában. Legfőképpen 1936-tól a német fenyegetettség ellensúlyozására, elkezdték kiépíteni a határ menti erődrendszert. Hitler ellenben nemzetközi téren szigetelte el az országot. Ebben nagy szerepe volt az 1938-as Anschlussnak és a Magyarországgal és Lengyelországgal szemben való határvitáinak (követeléseknek). A Szlovák Néppárt 1936-os pöstyéni kongresszusától számítható az erőteljes jobbra tolódásuk. 1938. október 6-án a zsolnai egyezmény keretében megvalósult a szlovák pártok fúziója, ami valójában a néppártiak előrekerülését jelentette. Ez később a köztársaság szétverésében játszott nagyobb szerepet.
Hitler és a szudétanémet kisebbség vezetője Konrad Henlein 1938 márciusában találkoztak. Tárgyalásaikon lényegében egyeztették a teendőket, hogy miként érjék el a szudétanémetek Németországhoz való csatlakozását. Németország az Anschluss után áttért Csehszlovákia szétverésének tervére. Ennek katonai végrehajtását a Grün terv tartalmazta, melyet április 22-étől készítettek elő. 1938. április 24-én Szudétanémet párt (Sudetendeutsche Partei) Karlovy Varyban megrendezett összejövetelén követelték a Szudétavidék autonómiáját. Mivel ezt nem kapták meg, zavargások kezdődtek és bevetették a csehszlovák hadsereg erőit. A helyzet értékelésére és rendezésére Csehszlovákiába küldték Lord Runcimant, aki a németség ellen elkövetett erőszakot (Moravská Ostrava) és a tárgyalások megszűnését állapította meg. A jelentésének hatására Chamberlainnek a Hitlerrel való találkozásakor nem volt ellenvetése a Szudétavidék elcsatolásának ügyében.

## Csehszlovákia szétesése

Csehszlovákia a müncheni egyezmény és az első bécsi döntés után

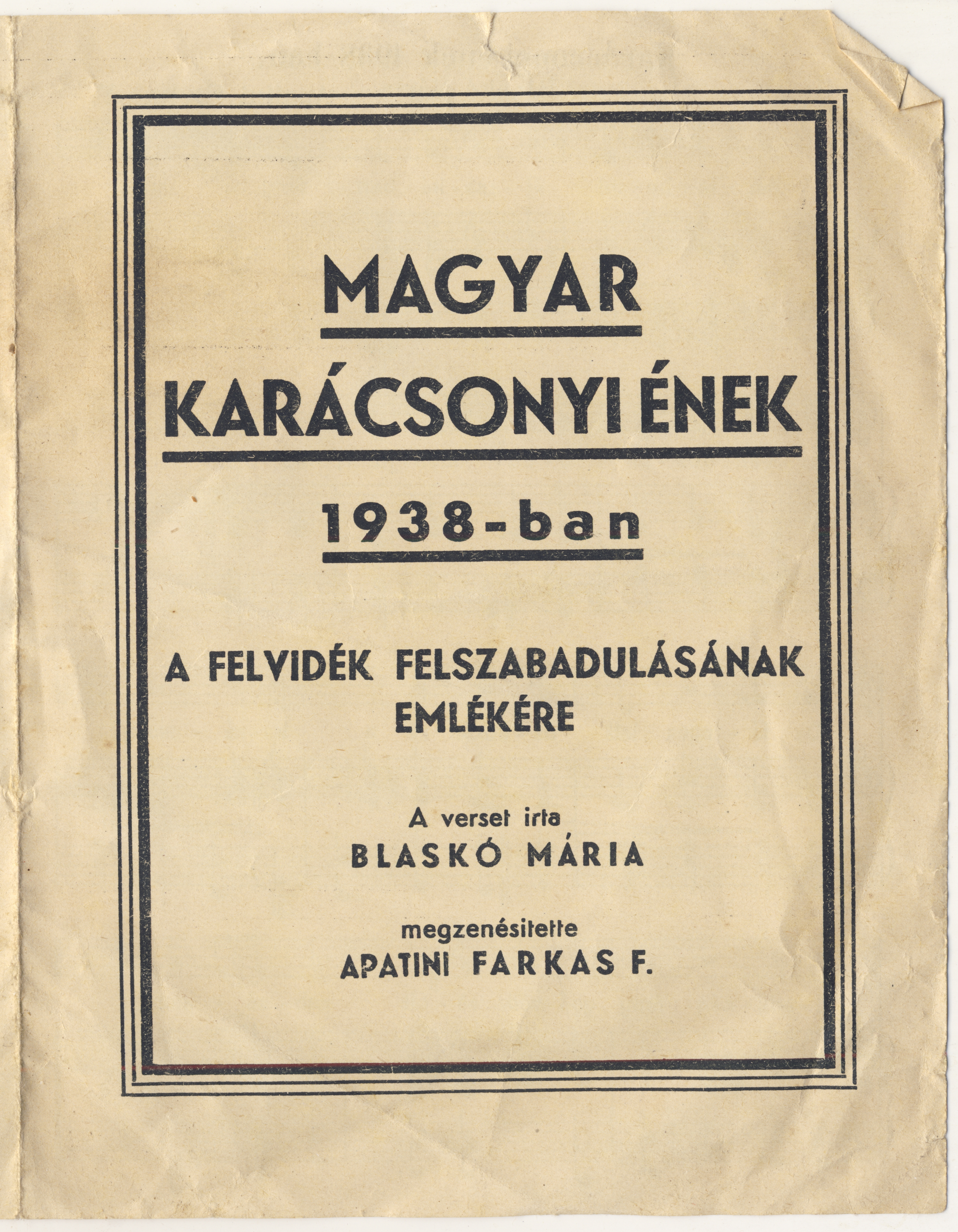
Magyar Karácsonyi Ének 1938

Nagy-Britannia és Franciaország 1938. szeptember 21-én ultimátumot küldött a cseh kormánynak, amely azt kénytelen volt elfogadni. Másnap Prágában az akkori parlament előtt hatalmas demonstráció zajlott Hitler követelései ellen. Közben a Szudétanémet párt vezetői és a Szlovák Néppárt (Hlinka párt) 1938 februárjában megegyeztek az együttműködésről. A magyar kisebbség sérelmei (kisebbségi, illetve maga a kisantant Magyarország ellen irányuló törekvései) és egyesült pártja ellenére nem volt oly mértékben szervezett, hogy tömegdemonstrációkat szervezzen, így részükről nem került sor nagyszabású köztársaság ellenes megmozdulásokra. 1938. szeptember 16-án Csehszlovákiában betiltották a Kárpáti Német Pártot, melynek jogutódját október 10-én hozták létre Német Párt (Deutsche Partei) néven. A Nitsch Andor vezette Szepesi Német Párt (Zipser Deutsche Partei) fokozatosan elsorvadt, végül a szlovák önállóság kihirdetésekor beszüntették tevékenységüket.
Németország agresszív külpolitikájának eredményeként 1938. szeptember 29-én az európai nagyhatalmak aláírták a müncheni egyezményt. Ennek következményeként a főként németek lakta Szudétavidéket a Német Birodalomhoz csatolták. Ezen hegyes határsávban volt Csehszlovákia fő védelmi vonala (1936 óta), mely nélkül Cseh és Morvaország védtelen maradt. A korábban ott elő csehek és az új betelepülők egy része elmenekült, az ottmaradottak elveszítették némely kisebbségi és állampolgári jogaikat. Az országban szeptember 23-án általános mozgósítás lépett érvénybe, azonban a csehszlovák hadsereg minden tekintetben kiszolgáltatott helyzetben volt, ráadásul Teschen vidékét októberben elfoglalta a lengyel hadsereg (Lengyelország ekkor semlegesen viszonyult a német érdekekhez, lásd Német–lengyel megnemtámadási egyezmény). A magyar nemzetiségű kiskatonák egy része átszökött a magyar határon. Magyarország és Csehszlovákia között "csupán" 3 határincidens történt közvetlenül a bécsi döntést megelőzően (október 5. Kacagópuszta, október 7. Párkány, október 13. Perbenyik).
Október 5-én emigráns londoni kormány alakult. November 30-án Edvard Beneš köztársasági elnök lemondott (állítólag az NKVD menekítette Londonba), helyére Emil Hácha került. Ezek után Szlovákia autonómiát kapott, amely ekkor már kevésnek bizonyult. Az autonóm Szlovákia miniszterelnöke Jozef Tiso lett. A müncheni egyezmény záradékaként Csehszlovákiának a többi kisebbségeinek sérelmeit is orvosolnia, illetve határvitáit a szomszédos országokkal rendeznie kellett. Ennek ellenére már ekkor is titkos kitelepítési programokat terveztek.

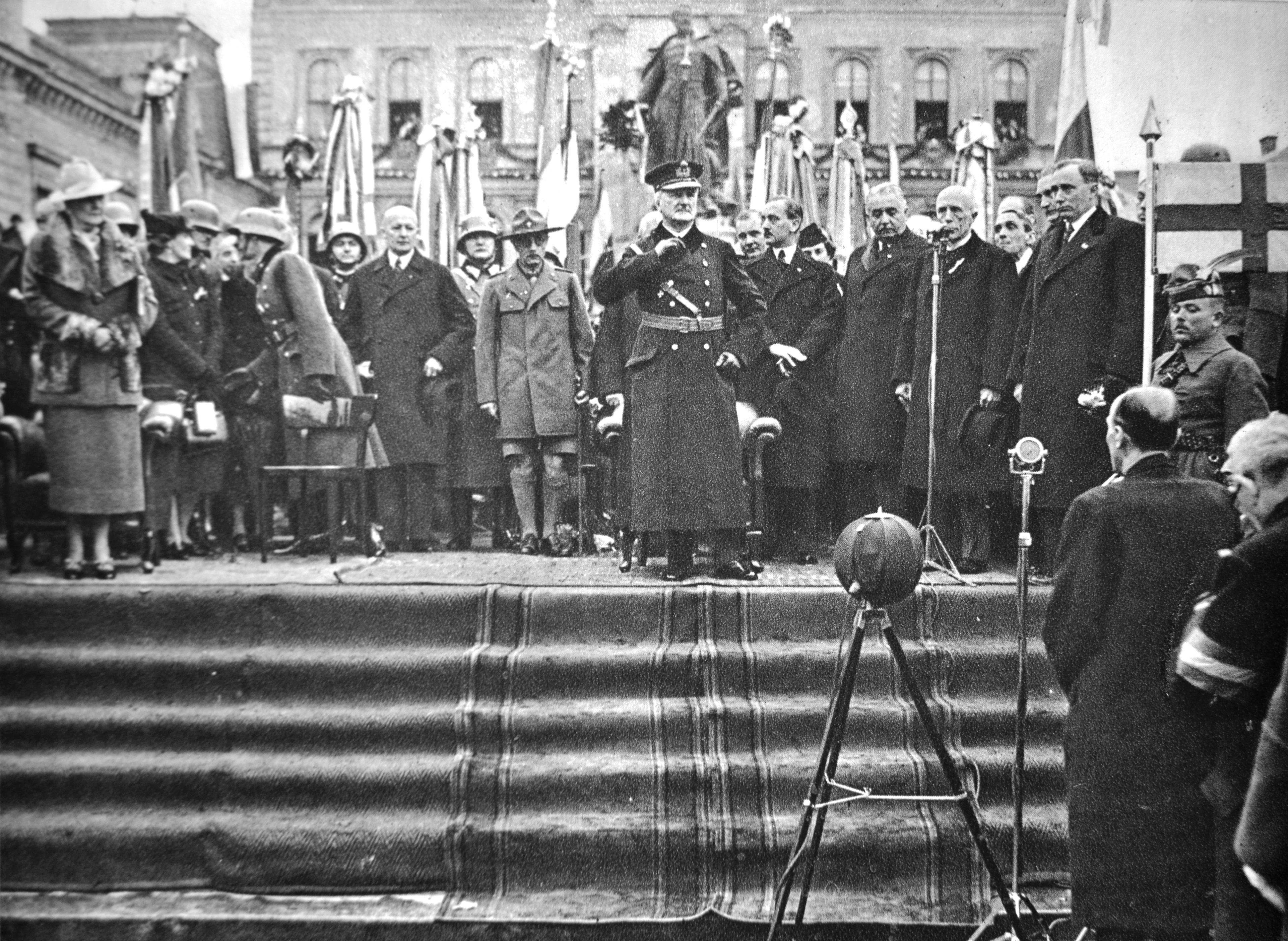
Visszatérési ünnepség Komáromban

1938. október 9-13. között került sor a magyar–csehszlovák tárgyalásokra Észak-Komáromban, ahol Magyarországot Kánya Kálmán külügy- és Teleki Pál oktatásügyi miniszter képviselte. A csehszlovák fél az 1910-es népszámlálási adatok manipulálásával is érvelt, hogy minél kevesebb terület visszaadásával tudjon a magyar féllel megegyezni, bár ez politikai öngyilkosság lett volna. A sikertelen tárgyalások ellenére Ipolyság és Újhely visszakerült Magyarországhoz. Kölcsönös megállapodás híján a tárgyalások végeztével a két ország (1938. október 29-én) a müncheni egyezményt aláíró nagyhatalmak döntőbíráskodását kérte. A közhangulat a „kisebbség” és a csehszlovák karhatalom között már pattanásig feszült, a csehszlovákiai magyar vezetők nyugalomra intettek. A komáromi és lévai Štefánik-szobrokat evakuálták (például Besztercebányára). 1938 októberében a Pozsonyba összehívott Magyar Nemzeti Tanács is kimondta a Csehszlovákiától való elszakadást.
1938. november 2-án született meg az első bécsi döntés. Ennek következményeként visszakerült Magyarországhoz Szlovákia déli főként magyarlakta határsávja. Kisebb helyi villongásoktól (november 2-án Osgyán 1 halott, november 5-én Hontfüzesgyarmat 3 halott, november 3. Nagycétény "felszabadulása"), melyek emberéleteket is követeltek, eltekintve ekkor még nem volt komolyabb incidens, a magyar katonaság és közigazgatás bevonulása szinte zavartalanul zajlott. A szlovák hatóságok ekkor például Nagykérnél a senki földjére szállítottak számos (cseh)szlovákiai zsidó családot. Hasonlóan tettek a magyar katonai hatóságok is. A két világháború között ezen területre betelepülő szlovákokat és cseheket kitelepítették, a telepesfalvakat megszüntették. A visszakerült területen a (cseh)szlovák iskolarendszert fokozatosan, de nem teljesen leépítették, Kassán, majd Nagysurányban is (az érsekújvári áthelyezésével, és a surányi iskola Komjátra helyezésével) létrehozták a magyarországi szlovák gimnáziumot. A csehszlovák szobrok egy részét is evakuálták (Érsekújvár, Komárom), nagy többségüket azonban a bevonuló magyar hadsereg távolította el. 1938. december 19-én határincidens történt Nagyszaláncon, mely során egy-egy katona elesett, s emiatt átmenetileg a magyar-szlovák tárgyalások is megrekedtek. A helyi magyar lakosságot emiatt is súlyos retorziók érték. Az első jelentősebb határincidenst 1939. január 6-án hajtották végre a csehszlovák csapatok, a visszacsatolt Munkács elfoglalására irányuló hadműveletet azonban a magyar helyőrség visszaverte. A visszacsatolt területeken később is történtek atrocitások, az új hatalom a szlováksággal szemben nem mindig volt elnéző. A békés demonstrációkat eleinte a karhatalom oszlatta szét, amelyek során sajnálatos véres események is történtek (például Köbölkúton, Nagysurányban, illetve Somorján). Az Első Szlovák Köztársaság területén mintegy 70 ezer magyar maradt (az 1940-es népszámlálás szerint hivatalosan 53 ezer). A Magyarországhoz csatolt területek szlovákságának lélekszámáról eltérő adatok állnak rendelkezésre. A visszacsatolt területeken még az év végén új népösszeírást hajtottak végre.
Szlovákia és Kárpátalja autonómiájának megadásáról az alkotmánytörvényben határoztak a csehszlovák nemzetgyűlés képviselőházában 1938. november 19-én és a szenátusban november 22-én. Még egy októberi határozat értelmében az elcsatolt területeken lakhellyel bíró képviselők azonban elveszítették mandátumukat, így a távolmaradókkal együtt rendkívül alacsony, de a törvényes határt átlépő részvétel mellett történtek meg a szavazások. Szlovákiában november 26-án szombaton hirtelen kitűzték a választások időpontját, a jelölőlisták leadására elméletben másnap déli határidőt hagyva. Erre azonban a további körülmények (közjegyzőségek zárvatartása, a Hlinka Gárda közbelépése) nem adtak lehetőséget. A szlovák pártok a Néppárt agresszív egyeduralmi törekvéseinek hatására egypártrendszert hoztak létre. 1938. december 18-án az autonóm Szlovákiában választásokat tartottak, melyen azonban csak egyetlen jelölőlista volt, a listák leadására rövid határidő állt rendelkezésre, illetve a többpártrendszert is felszámolták (a baloldali-, zsidó- és a Szlovák Nemzeti Párt betiltásával). A közéletben eluralkodó magyar- és zsidóellenesség mellett a csehellenesség is nagy teret kapott, aminek egyik megnyilvánulása az volt, hogy a jelöltek között a cigányok és zsidók mellett a cseheket sem képviselte senki. A zsidókkal együtt külön szavazóhelyiségekben kellett szavazniuk. A csehek létszáma az országrészben 1938 végére 121 ezerről 78 ezerre apadt. A néppárti listán csupán 3 német és 2-2 jelölt képviselte a magyar és a ruszin érdekeket, amit ultimátumszerűen intéztek el. A Szlovákiában maradt magyarság egyetlen parlamenti képviselője Esterházy lett. A Szlovenszkói Magyar Kultúregyesületet előbb betiltották, majd 1942-től korlátozott formában, de engedélyezték működését. A Magyarországhoz került alapszervezetek működése formálissá vált, ezért 1940 tavaszán a szervezet Széchenyi Magyar Kulturális Egyesület néven sikeresen újraindult. Az immár két szervezet 1945-ig működhetett.
Meg kell még említeni, hogy Magyarország második világháborúba való belépésének egyik oka a visszacsatolt Kassa bombázása volt; a támadók kilétére máig nem sikerült megbízható forrást találni.
A visszacsatolt területek történelmére lásd: Magyarország a második világháborúban

### Az első szlovák köztársaság és a második világháború

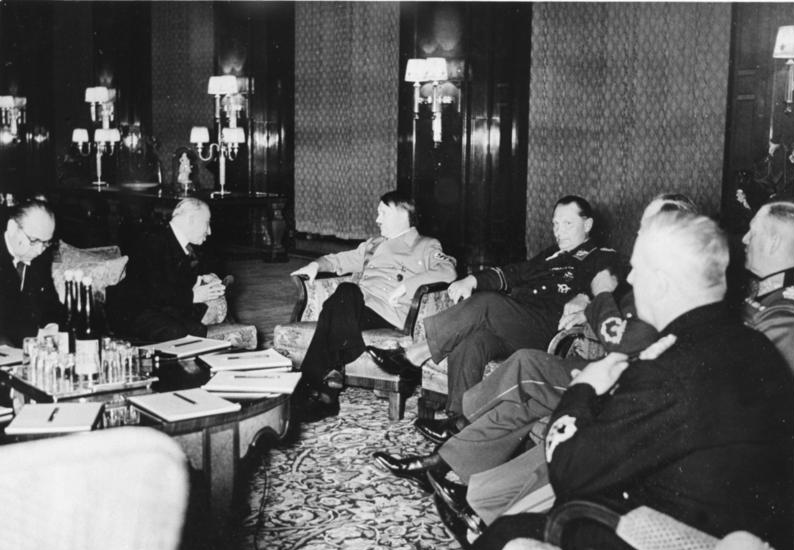
Hitler és Hácha találkozója

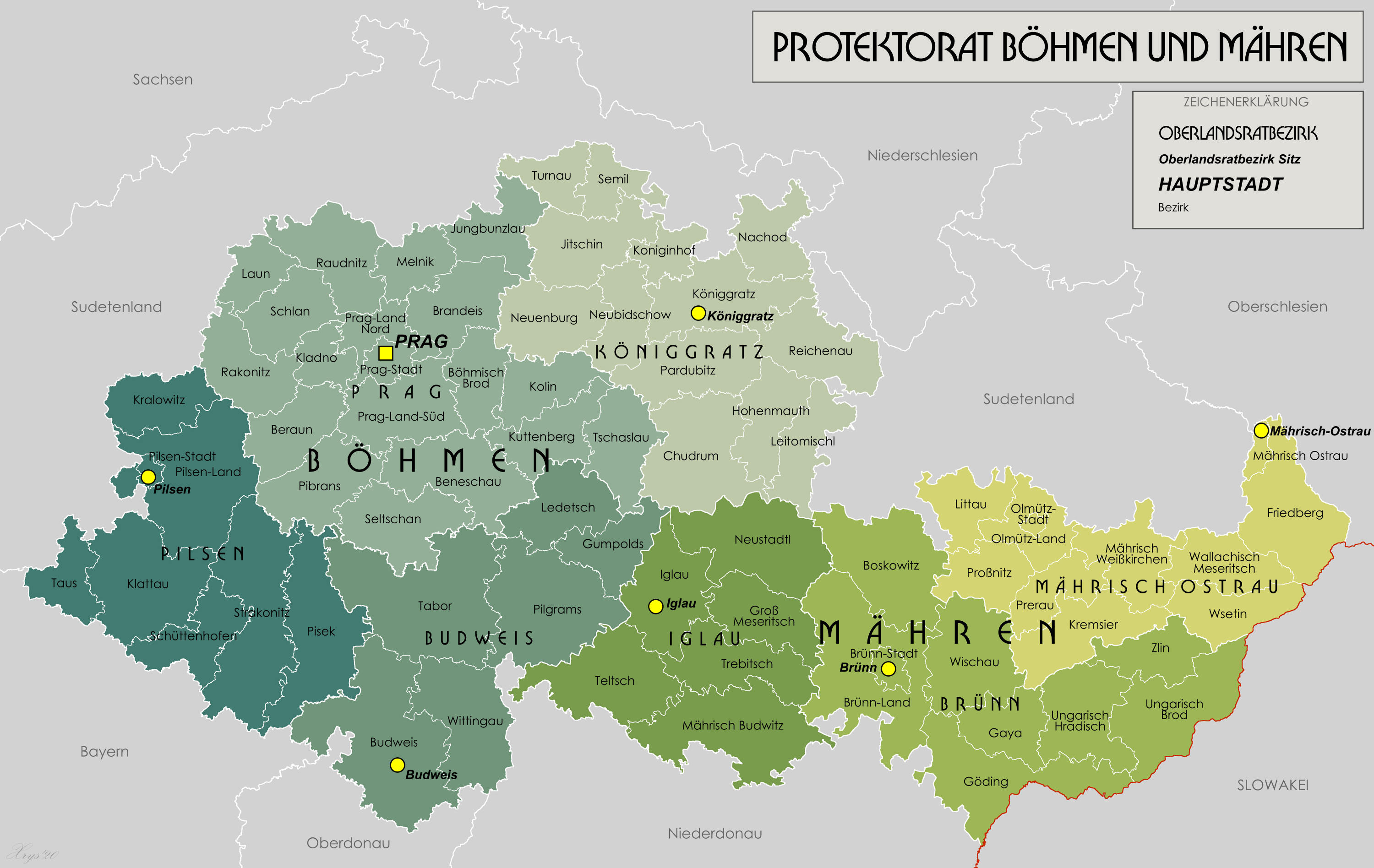
Cseh–Morva Protektorátus, 1939–1945

Hitler hatalomrajutása után Németország agresszív külpolitikát folytatott, ami Közép-Európa politikai történéseit is erősen befolyásolta. Németország közép-európai terveiben azonban a kezdetben nem számoltak Szlovákiával mint politikai szereplővel, mivel teljes egészében az első világháborút megelőző helyzetből indultak ki és a politikai és katonai szereplők is sokáig a korábbi elképzelésekben ragadtak meg. Közben a csehszlovák belpolitikai válság idején Vörnle János útján a magyar kormány felajánlotta František Chvalkovský külügyminiszternek Kárpátalja megvásárlását, erre azonban már az idő előrehaladtával nem történtek konkrét lépések egyik fél részéről sem.
1939-ben Németország már a Cseh–Morva Protektorátus létrehozását fontolgatta, ezért februártól a szlovák önállósodási törekvések mellé állt. Március 9-én ezért cseh csapatok szállták meg Szlovákiát, katonai közigazgatást vezettek be, Tisót pedig lemondatták. 1939. március 13-án Hitler magához hívatta Tisót és Ferdinand Ďurčanský külügyminisztert, másnap pedig Háchát, akiket kész helyzet elé állítva meg is fenyegetett. A Szlovák Néppárt vezetőjeként és az autonóm Szlovákia miniszterelnökeként Tiso március 14-én Zsolnán kikiáltotta a „független” Szlovákiát, melyet német védnökség alá helyezett. Másnap Cseh és Morvaországot Németország, a függetlenedni vágyó Kárpátalját (március 15–18. között) pedig Magyarország annektálta. A Magyarország és Szlovákia közti „határvita” 1939. március 23-a és április 4-e között a Magyar–szlovák kis háborúhoz vezetett. A kisantant ezzel hivatalosan is megszűnt létezni (utolsó „sikereinek” egyike a bledi egyezmény). Szintén márciusban a határmegállapító bizottság több falut elcserélt Szlovákiával.

A Tiso-féle első önálló szlovák állam (1938–1944) területe a mai Szlovákián belül

Március 18-án Hitler Bécsbe hívatta Tisót, ahol a védnökség feltételeit tárta elé, amiket 25 éves lejáratú szerződésben is rögzítettek. Szlovákia ekkor a Harmadik Birodalom csatlós államává vált, a Hlinka Szlovák Néppártja – Szlovák Nemzeti Egységpárton, a Deutsche Parteion és az Egyesült Magyar Párton kívül minden más pártot betiltottak. A Cseh–Morva Protektorátussal való határsávot (Schutzzona – védősáv a Vág jobb partja) német csapatok ellenőrizték. A hivatalosan Európában 1939. szeptember 1-jén Lengyelország lerohanásával kitört második világháborúban, az ország első katonai szerepvállalása a vasútvonalak átengedése a német birodalom háborús céljaira. Ennek következménye, hogy lengyelek egyedüli menekülési útvonala a megszálló csapatok elől csupán Kárpátalja maradt. A lengyel katonai menekültek egy részét ideiglenesen a felvidéki visszacsatolt területeken helyezték el.

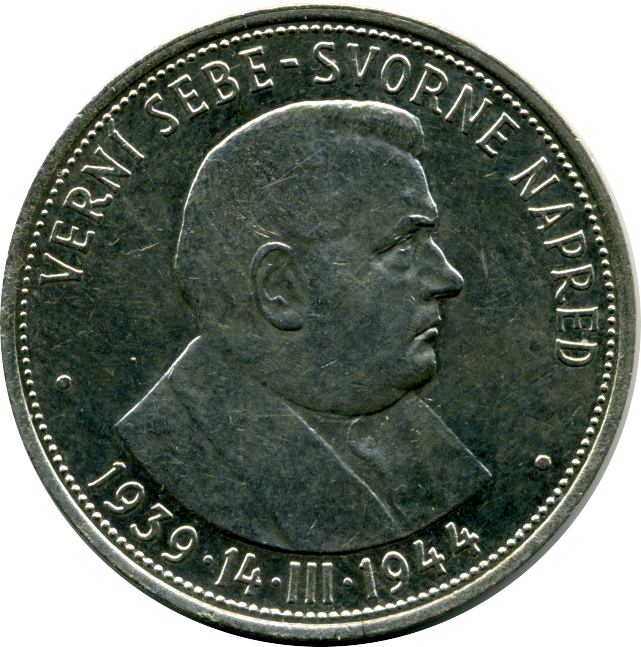
50 koronás ezüst emlékérem Szlovákia 5 éves fennállása alkalmából, Jozef Tiso államelnök képével

Gazdasági tekintetben az ország a Német birodalomnak volt alárendelve. A szlovák korona német birodalmi márkához igazított értéke nem a valós értéket tükrözte. A Szlovák Nemzeti Bank felét a Birodalmi Bank igazgatta. A hátrányos gazdasági körülmények és a fedezetlen bankók magas inflációt eredményeztek. Mindez azt eredményezte, hogy nem csak az első bécsi döntés által Magyarországhoz került területeken, hanem Szlovákiában is általánosan csökkent az életszínvonal. A határ menti régiókban virágzott a cserekereskedelem. A legnagyobb cégek a birodalomból jöttek, illetve német tulajdonba kerültek. Az ipar, melyet a Vág-völgyében koncentráltak, főként a német hadiipart szolgálta ki és látta el. Ezen felül „önkéntes” munkaerőt is biztosítottak Németországnak. Az ország politikai vezetésébe is beleszóltak, mivel a HSĽS felső vezetésében is voltak önállósulási törekvések. A klérofasiszta kormányzatban Tiso 1939. október 26-án megerősítette pozícióját, mivel az első Szlovák Köztársaság egyetlen elnöke lett.

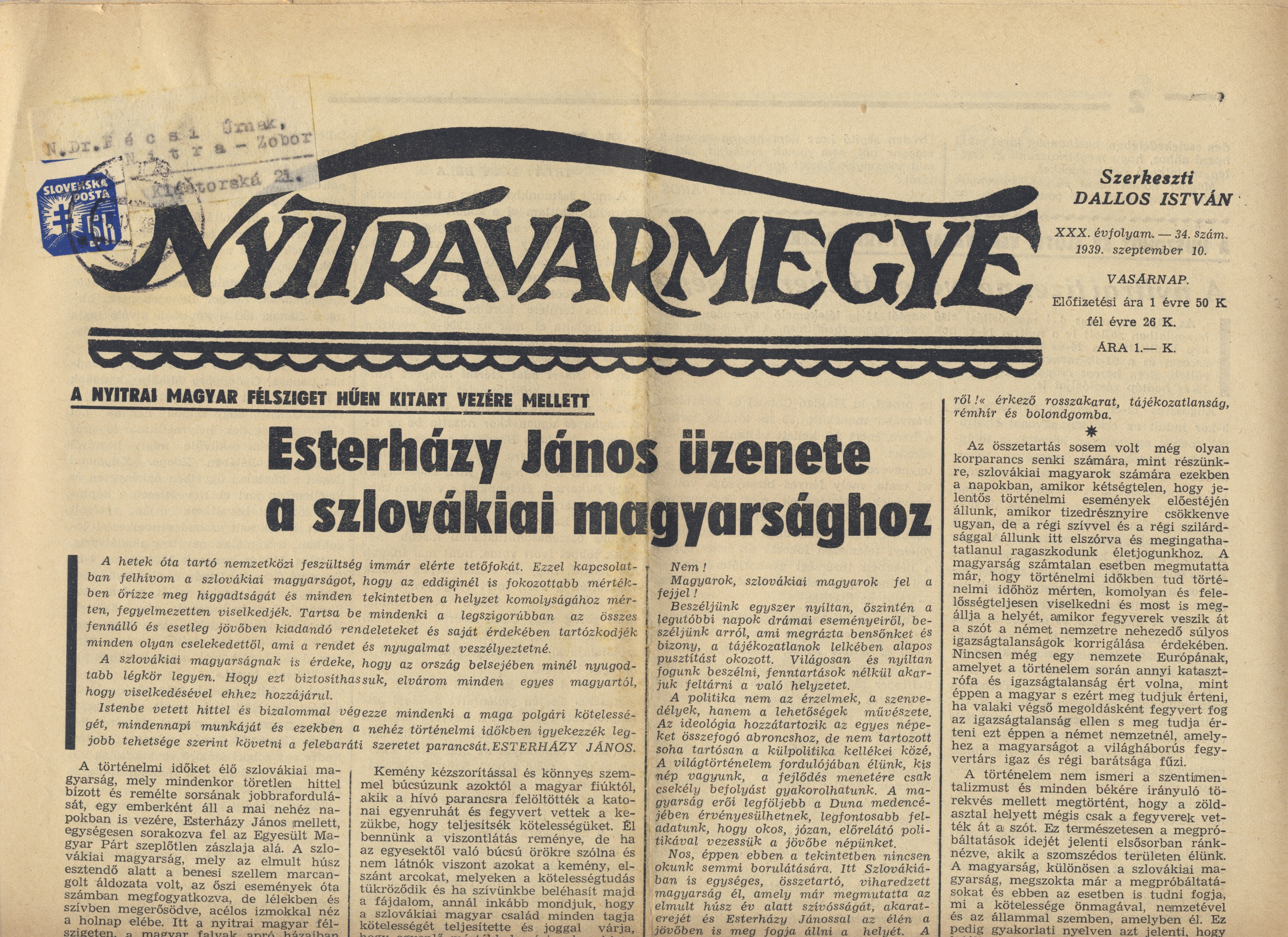
Esterházy maradt a Magyar Párt vezetője és egyetlen parlamenti képviselője

A kisebbségek helyzete fokozatosan romlott. A megmaradt magyarságra folyamatos jogfosztások vártak (elbocsátások, szervezeteik betiltása és ellehetetlenítése, zaklatások, bebörtönzések). A szlovákiai magyarság jogainak érvényesítésekor a szlovák állam elméletben a reciprocitás elvét (viszonosság az alkotmány 95§ alapján) követte, mindaddig nem tett engedményeket míg a magyarországi szlovákság helyzete nem javult. A magyar vezetőket (is) megfigyelték és zaklatták. Bikszárdy Vincét egy felvonulás alkalmával bebörtönözték és valószínűleg agyonverték. A tiltakozások ellenére a jogtiprásnak a szlovák kormány (sem) szabott gátat. Az Egyesült Magyar Párt tovább folytatta munkáját, faji vagy felekezeti alapú megkülönböztetést továbbra sem tett, ami a nem szélsőjobb érzelmű németek között is szimpátiát ébresztett és számos német településen alakultak helyi szervezetei (sőt 1942-ben Késmárkon és Iglón magyar óvoda működött). Kárpátalja elszakításával a magyarság politikai ereje tovább gyengült, de összetartozásában erősödött. A korábban megindult Magyar Ház mozgalmat a hatóságok leállíttatták, a már felállított helyek működését megpróbálták ellehetetleníteni és többet nacionalista csoportok dúltak fel (Dobsina, Gölnicbánya, Homonna, Igló, Nagymihály, Poprád, Trencsén). Sorozatosak voltak a magyarság oktatási téren elszenvedett sérelmei, mind a magyar szülők törvényes iskolaválasztási jogának megsértése, mind a jogos iskola- és osztályigényeinek nem teljesítése. Az 1943-as iskolaév végén országosan összesen 4 óvónő, illetve 33 férfi- és 76 tanárnő működött magyar nemzeti iskolában, ezen felül 7 férfi- és 11 tanárnő ún. városi (közép) iskolában. Az első bécsi döntést követően csak a pozsonyi állami magyar gimnázium és a pozsonyi állami magyar tanítóképző maradt a magyar középiskolai hálózatból. A diákság száma a pozsonyi gimnáziumban 1938-ban 19 osztályban 721 tanulóról 9 osztály 338 tanulójára apadt. Ez a szám a későbbiekben kb. 50 diákkal növekedett. A koedukáció megszüntetésével a pozsonyi állami leánygimnáziumban létrehoztak egy magyar osztályt, ahol 1942-43-as iskolaévben 3 osztályban 107 magyar diáklány tanult. A pozsonyi magyar tanítóképző nem szűnt meg azonnal, de 1938-ban 223 diákról 80 főre apadt. A tanítóképzőben azonban nem nyitottak új osztályokat, így az 1941-ben megszűnt, levéltára a magyar gimnáziumhoz került. A magyarság háttérbe szorítása olyan abszurd helyzeteket teremtett, mint például 1943-ban a magyar szentek eltávolítására tett kísérlet a templomokból, aminek egyes helyeken maguk a hívek és egyháziak is ellenálltak nemzetiségtől függetlenül. A zsidóság helyzete is rohamosan romlott, számos családot a határ senki földjére toloncoltak ki, így próbálva megszabadulni a „nemkívánatos” személyektől.
1940. július 28-án mentek végbe az ún. salzburgi tárgyalások, amelyek a náci ideológia átültetését szorgalmazták. Ďurčanský külügyminisztert és a belügyminisztert is leváltották, ezen helyekre Vojtech Tuka (külügy) és Alexander Mach (belügy) került. Egyben Mach lett a vezetője a még 1938 nyarán létrejött Hlinka-gárda militáris szervezetnek, mely 1940 júniusában magába olvasztotta a Rodobrana nevű részét is. 1940. július 5-e után mint politikai rendőrség együttműködött a nemzetbiztonsági központtal. Feladatkörébe tartozott az ellenzéki személyek zaklatásán kívül a zsidók deportálása is.

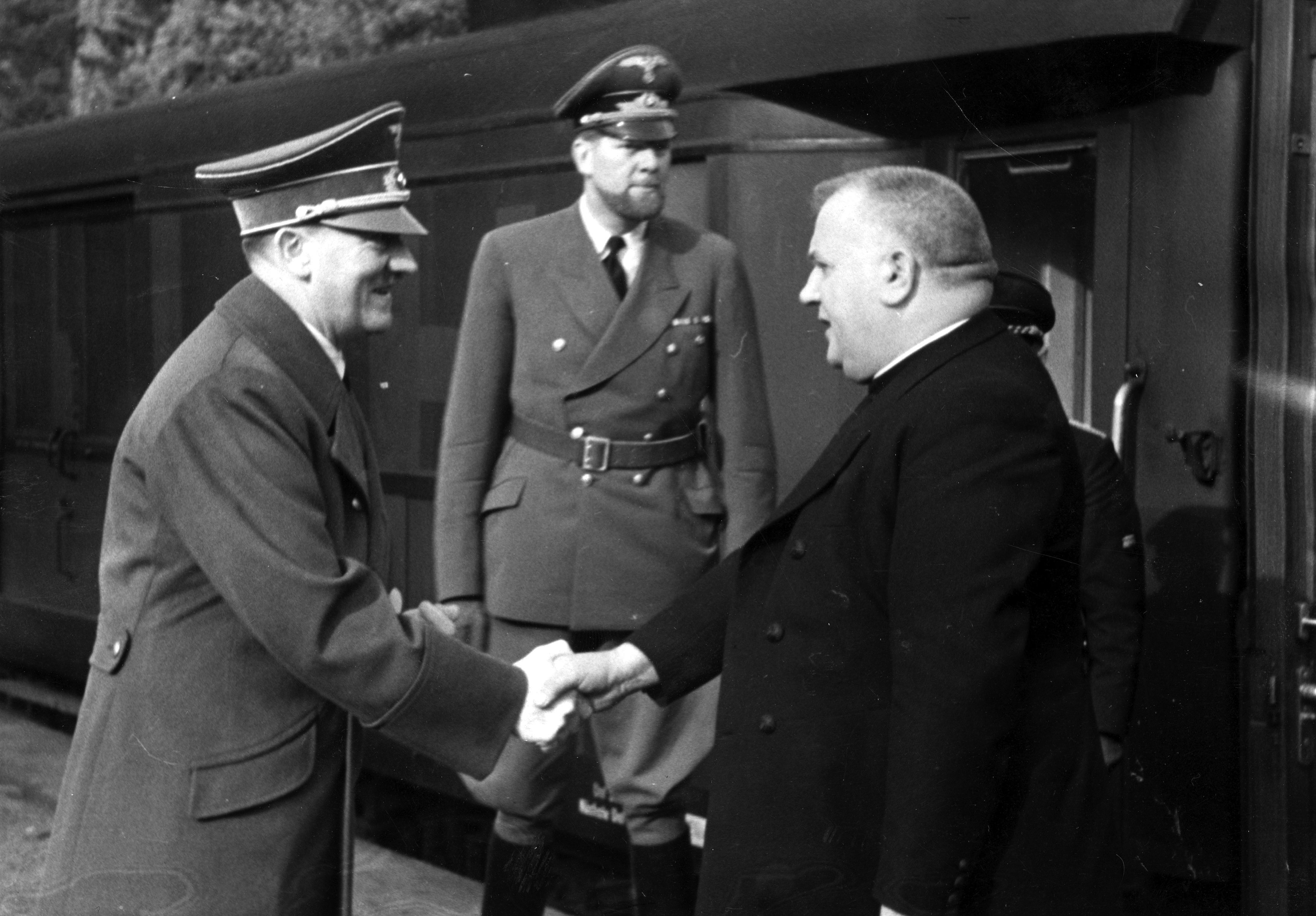
Hitler és Tiso találkozója 1941-ben

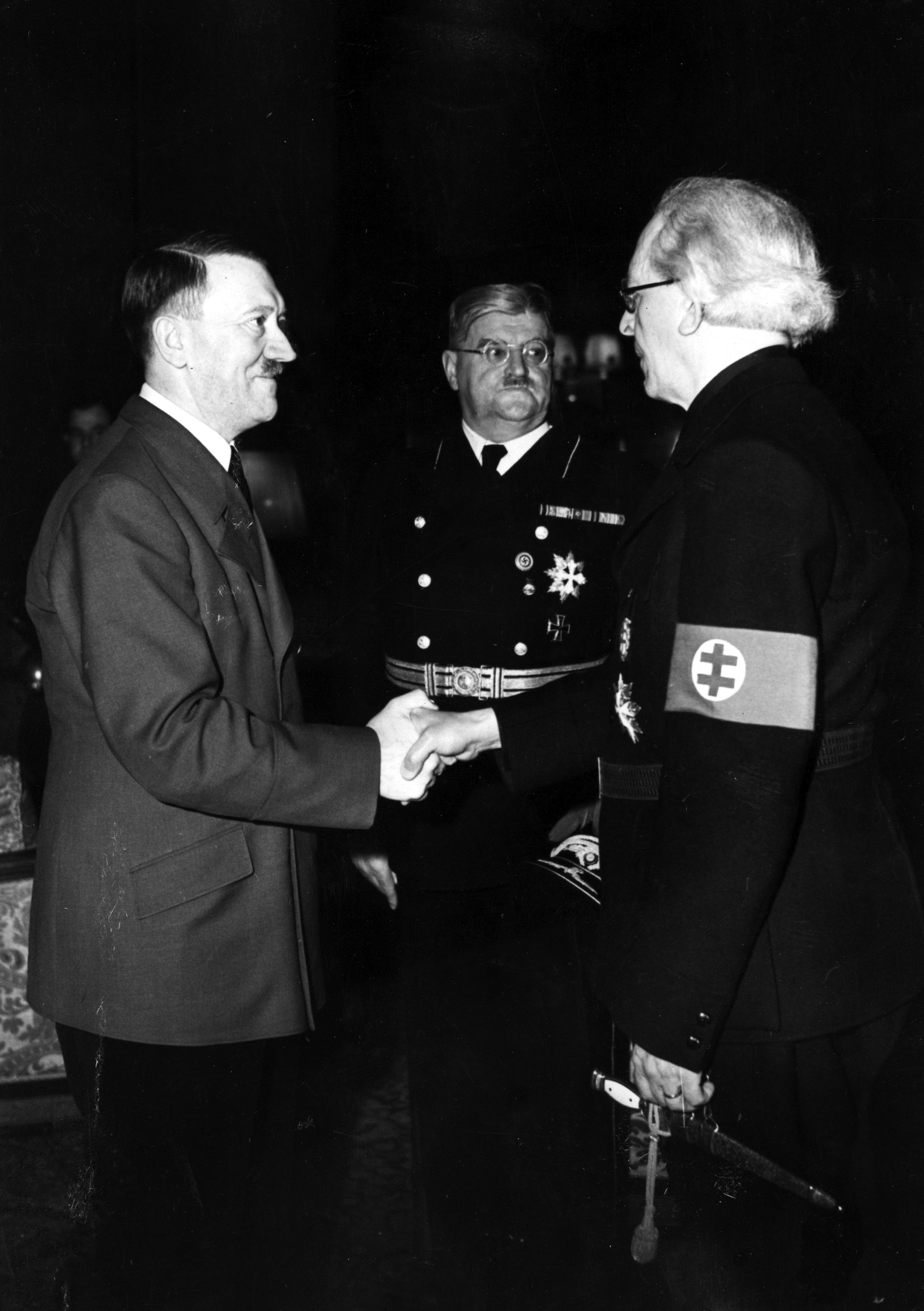
Hitler és Tuka találkozója 1941-ben

1941 júliusában a kormány egyetértett a Szovjetunió elleni hadjáratba való bekapcsolódásról. 1941. november 24-én az ország csatlakozott a tengelyhatalmak katonai szövetségéhez, amivel a további katonai szerepvállalás mellett is elkötelezte magát. Másnap pedig Tuka Berlinben aláírta az antikomintern paktumhoz való csatlakozást is. Az első szlovák köztársaság veszteségéből a szovjetek elleni harcokban jelenleg közel 1300 személyt tartanak név szerint nyilván az akkori területről (illetve a visszacsatolt területekről átszökött katonakötelesek közül), a lista azonban nem teljes. Ezek között voltak kis számban magyarok és németek is. A szlovákiai németség nagyobb részt a Waffen SS soraiban szolgált és nagy részük annak kötelékében esett el, vagy hunyt el hadifogságban. Sok szlovák katona, akiket még Ukrajna területén kerítettek be és estek hadifogságba, átállt és létrehozta a Szlovák Önkéntesek Ezredét. Többen részt vettek az ország felszabadításában és mint ejtőernyősök a Szlovák Nemzeti Felkelésben is. Körülbelül háromezer szlovák katonát vittek hadifogolyként gulágra.
A szlovákiai németség vezetője Franz Karmasin volt. 1938 októberében a németség önigazgatási jogokat kapott, a Kárpátnémet Párt átalakult szlovákiai Deutsche Parteijá. A Szlovák nemzeti felkelés kitörése után létrehozták a Heimatschutz fegyveres szervezetet, melynek feladata az ellenzéki törekvések elnyomása volt.
A zsidók elleni fellépés, már a kezdetekben megnyilvánult a klérofasiszta államban. 1938 novemberében kb. 7500 zsidót dél-szlovákiai táborokba deportáltak, illetve a köztes „senki földjére” toloncoltak, amely területek később, a bécsi döntés értelmében Magyarországhoz kerültek. A zsidótörvényeket a parlament a német példa alapján sorra megszavazta. 1941. szeptember 9-én elfogadták az ún. Zsidó kódexet. Ez magába foglalta emberi és állampolgári jogaik megvonását, magántulajdonuk elkobzását, munkakötelezettséget és a sárga csillag viselését. Ez alól kivételt csak az államelnök vagy a miniszter adhatott. A törvények ellen októberben a püspökök tiltakoztak, ennek azonban nem volt hatása. 1941-től gettókat létesítettek, az első Auschwitzba induló vagonok 1942. március 25-én hagyták el a poprádi állomást. Ezen eseményekre emlékeztetnek a vasútállomáson és a zsinagógán elhelyezett emléktáblák. Októberig, az első hullámban kb. 57700 zsidót deportáltak az országból német koncentrációs táborokba. Közülük legtöbben a Sobibóri megsemmisítő táborban fejezték be életüket. Ezt csak később törvényesítették, a kézfeltartásos szavazáson egyedül Esterházy János voksolt nemmel. A zsidók kikeresztelésében és bújtatásában részt vállaltak a szlovákiai magyarok is, többek között református lelkészek, mint Brányik Sándor, Puskás István és Sedivy László. A megmaradt zsidóságot 1944-ben akarták deportálni, de a politikai helyzet változásával és a Vatikán tiltakozásainak hatására, ez nem ment végbe, miközben a magyarországi transzportokat átengedték. A szlovák nemzeti felkelés kitörésével többen megszöktek a gettókból, végül a németek nyomására a cigányokkal, a politikai és hadifoglyokkal együtt 1945 márciusáig több mint 12 ezer embert deportáltak az országból. Ezen személyek után Németországnak fejenként 500 márkát fizettek. Egyes számítások szerint 71 ezer szlovákiai zsidó származású személy vesztette életét a koncentrációs táborokban, ez az akkori szlovákiai zsidóság háromnegyedét tette ki. Meghurcolásuk a háború után sem ért véget, Nagytapolcsányban 1945 szeptemberében még zsidó pogrom is volt. Ma kb. 6000 személy vallja magát zsidónak az országban, főként idősek. A szlovákiai cigány csoportokat is negatívan diszkriminálták, táborokba zárták és a porajmos során meggyilkolták, vagy német haláltáborokba deportálták őket. A német hadsereg által felügyelt gyűjtőtábor működött például Máriatölgyesen, ahol a zsúfoltság és ellátatlanság miatt sokan betegségekben, vagy alultápláltságban hunytak el, többeket pedig kivégeztek. A forrásolatlanság, illetve a források feldolgozatlansága miatt a porajmos szlovákiai cigány áldozatainak számát négyszáz és tízezer közé becsülik.

A szlovák nemzeti felkelés katonai bukása

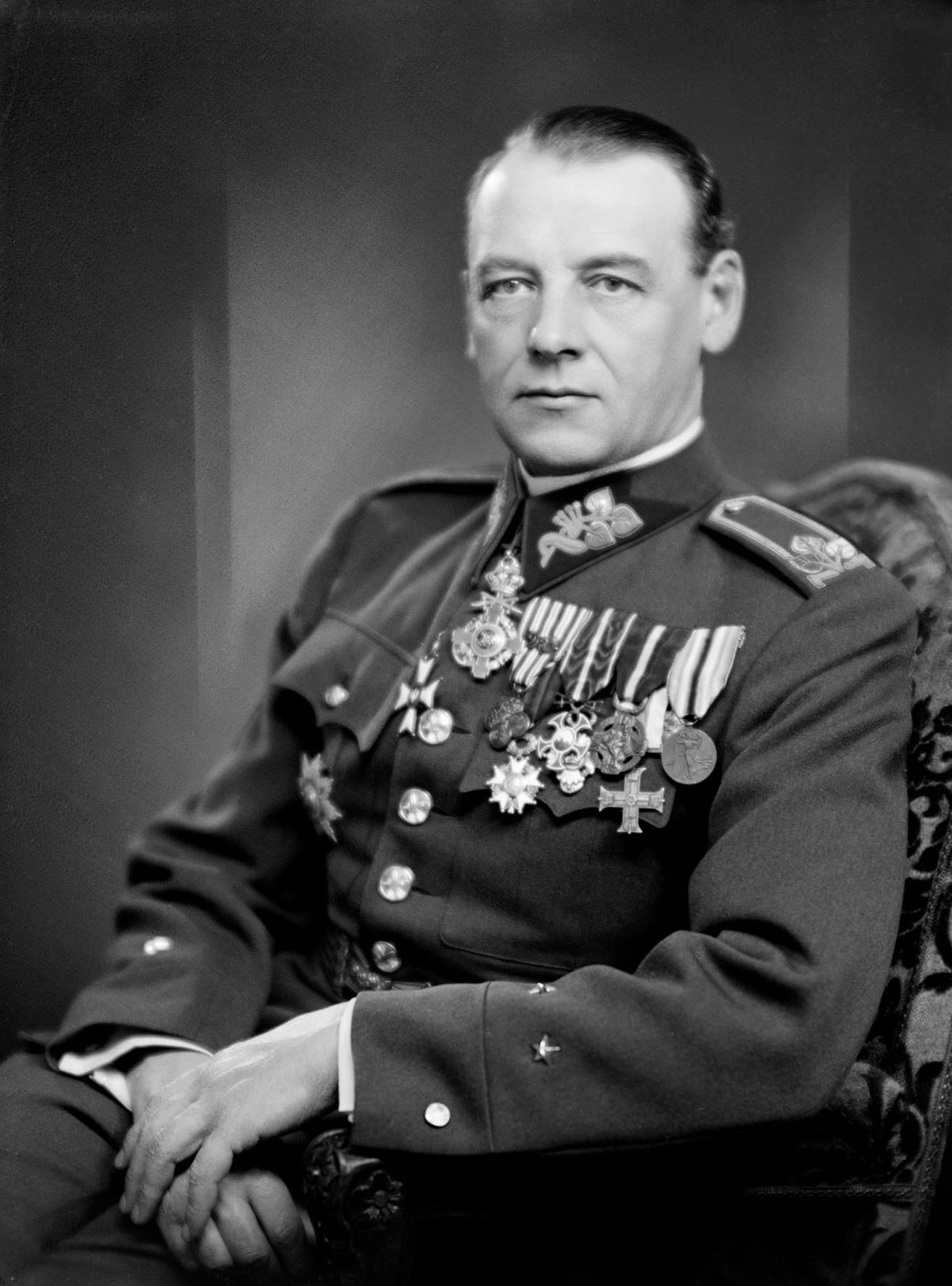
Rudolf Viest a szlovák nemzeti felkelés katonai vezetője

A háború kedvezőtlen alakulásával a politikai fordulat reménye egyre közelebb került a megvalósuláshoz. 1943 karácsonyán Pozsonyban az ellenálló erők aláírták az ún. karácsonyi egyezményt (szk. Vianočná dohoda), mely létrehozta az illegális Szlovák Nemzetgyűlést. A külföldi támogatáson (londoni csehszlovák emigráns kormány, szovjet partizánok) kívül egy nyílt felkelés bázisát legfőképpen honi hadsereg átálló egységei jelenthették. A németek a növekvő partizántevékenység (pl. Rózsahegyen) hatására döntöttek a katonai beavatkozásról, emiatt másnap 1944. augusztus 29-én Besztercebánya központtal kitört a szlovák nemzeti felkelés. Az általános mozgósítás ellenére nem reménykedhettek hosszútávú sikerekben, mivel hiány mutatkozott a felszerelésben, mind mennyiség, mind minőség terén. A kitűzött célokat (stratégiai pontok, pl. hágók elfoglalása, védelmi terület kialakítása és tartása a Vörös Hadsereg megérkeztéig) nem sikerült elérni. A szovjetekkel való koordináció lehetősége kudarcba fulladt, a nem elégséges felkészülés és Viliam Talský parancsnok elrepülése pedig a kelet-szlovákiai csapatok németek általi lefegyverzését eredményezte. A szovjet légi és ejtőernyős támogatás ellenére a felkelést német és magyar segítséggel sikerült relatíve gyorsan (kb. 1-2 hónap alatt) elfojtani, csupán néhány ellenálló partizánegység menekült meg a megtorlás elől, köszönhetően a jó helyismeretüknek. Besztercebánya október 27-ei elestével a hadsereg egységei átálltak partizán harcmodorra. Tiso kijelentése alapján, mely szerint az önként megadókat amnesztiában részesíti, többen letették a fegyvert illetve hazamentek, a kemény tél ellenére is maradtak azonban ellenálló csapatok. Később ezen egységek a front áthaladásával részt vettek az ország felszabadításában is. A megszállók több falut leromboltak, lakosaikat kivégezték illetve deportálták. A német egységek is számos helyen tartottak polgári személyeket is érintő kivégzéseket (például Alsó-Turcsek, Felsőmicsinye, Felsőtokaj, Garamnémetfalva, Keremcse, Klak völgye, Körmöcbánya, Zólyom), illetve számos települést felgyújtottak (például Kallóst). A katonai vezetőket (Rudolf Viest, Ján Golian) elfogták, elítélték és a flossenbürgi koncentrációs táborban kivégezték. A háború után ezen kiugrási kísérlet is Csehszlovákia szövetségesi oldalon való részvételét volt hivatott alátámasztani. A felkelésben részt vevő és túlélő partizánok különféle juttatásokban részesültek, rengeteg emlékművet (emlékhelyet) állítottak, illetve a felkelés napja ma államünnep. A második világháború alatt mindkét oldalon történtek háborús bűnök. 1944. szeptember 21-én csehszlovák partizánok Turócnémetin 187 német lakost mészároltak le. 1944. novemberében Nagykemence-Pásztorhegyen többek között a magyar hegyidandár 150 magát megadó (nem csak magyar nemzetiségű) honvédjét végezték ki, de más áldozatai is voltak a területen működő partizán csoportoknak. A felkelők oldalán több más nemzet mellett magyarok is részt vettek a harcokban, a Petőfi brigádnak Fábry József lett a vezetője.

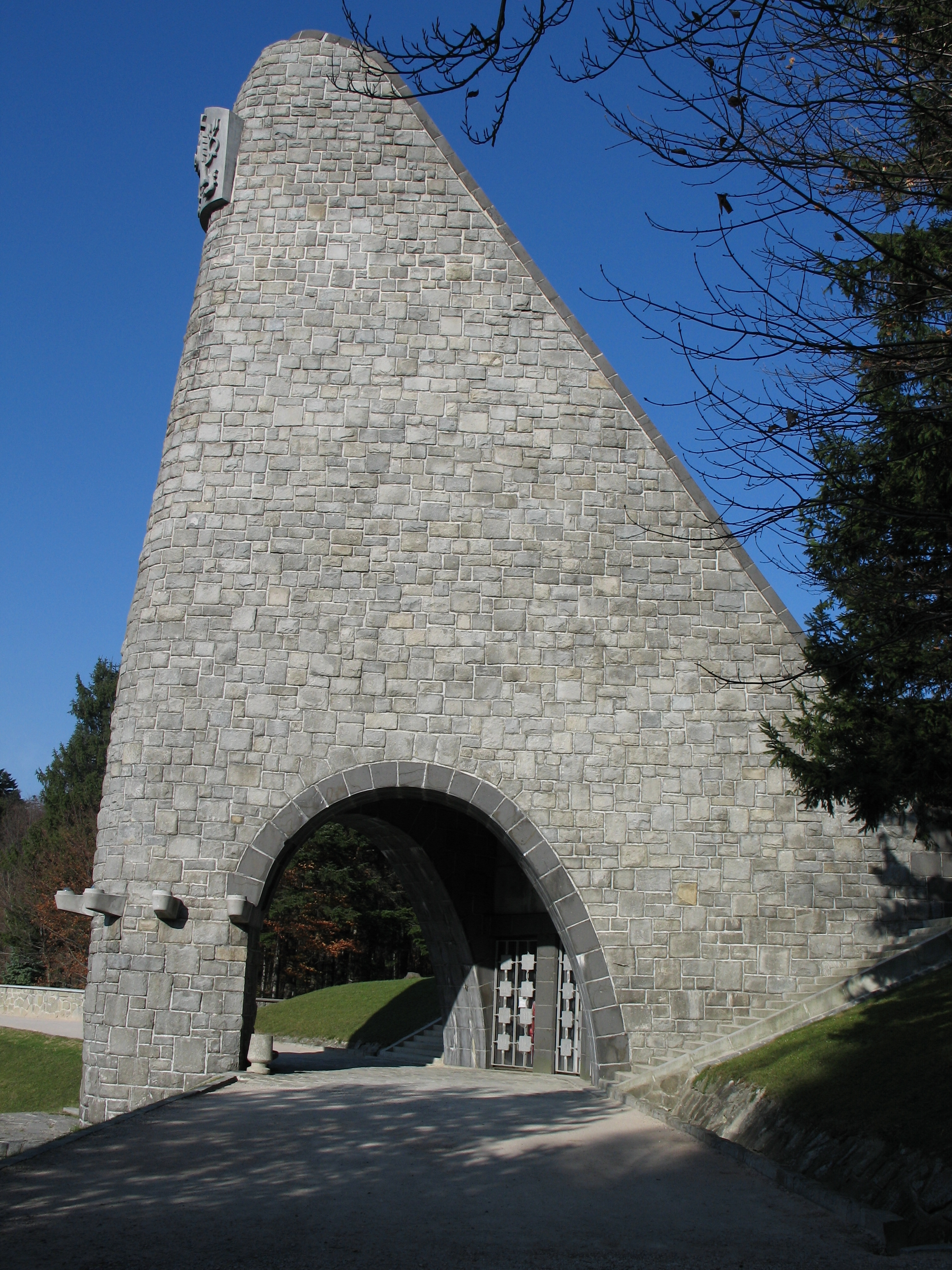
A cseh-szlovák hadsereg emlékhelye

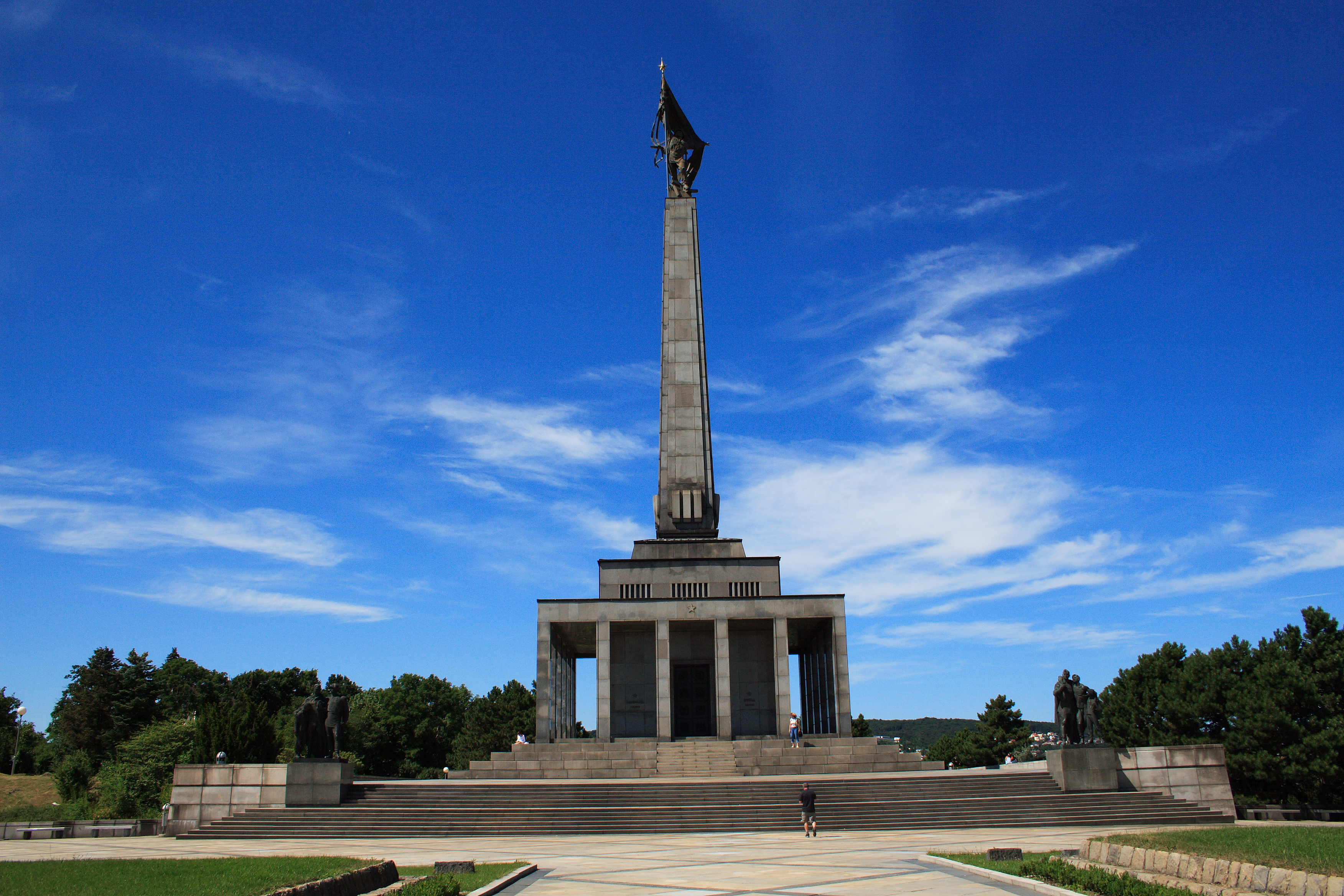
Szlavín katonai temető.
(A pozsonyi Szamár-hegyen található emlékmű sztálinista építészeti stílusban épült, a második világháborúban elesett szovjet katonák emlékére)

A felkelés megsegítésére és felmentésére indult a Kárpátok- vagy Dukla-terv, mely során a háború egyik legnagyobb hegyi csatája zajlott a Duklai-hágón és környékén. A harcokban már korábban kimerült és legyengült szovjet hadtestek és cseh-szlovák egységek is részt vettek. A heves harcok egész szeptemberben és októberben folytak. Kedvezőtlen terepviszonyok között és az őszi időjárásban mindkét fél elveszítette a páncélozott egységeinek jelentős részét. Mivel azonban a kelet-szlovákiai szlovák egységeket a németek leszerelték, a felkelést pedig leverték, ezen kampány értelmét vesztette, ezért felsőbb utasításra leállították és a szovjet egységek védekezésre rendezkedtek be. Szlovákia "felszabadítása" (hatalomváltása) ezáltal egészen 1945 áprilisáig elhúzódott. Ezen kampány legfőbb eredménye a németek erőforrásainak lekötése és ezáltal bevethetetlensége más frontokon, illetve a szlovák nemzeti felkelés egységei ellen. Az áldozatok emlékére (a két oldalon összesen több mint 140 ezer halott) monumentális emlékmű-park (temető) épült. Az Ausztriába való visszavonulást követően egyes magyar katonai egységek ellenálltak a német lefegyverzésnek. A komáromi 52-es határvadászok előbb České Budějovice térségébe, majd a magyar hegyidandár híradózászlóaljának megerősítésére Týn nad Vltavou településre mentek. Mindkét egység együttműködött a helyi ellenállókkal, s a prágai felkelést követően a visszavonuló német egységektől védték a környéket, lefegyverezve és hadifogságba ejtve őket.

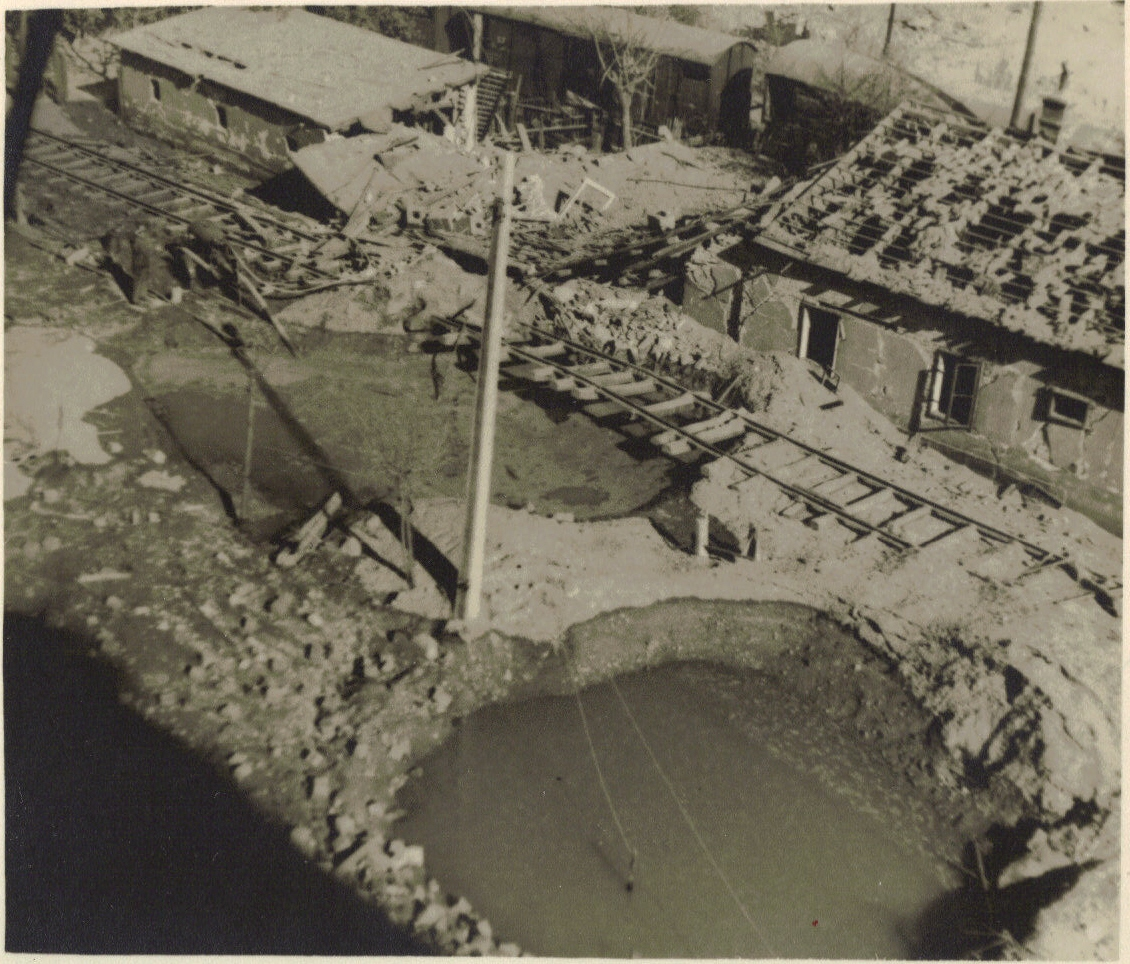
Szövetséges bombatalálatok a pozsonyi iparterületen, 1944-ben

Szövetséges részről az ország területét a 2. és 4. ukrán front, az 1. és 4. román hadsereg, illetve a Szovjetunió 1. cseh-szlovák hadserege szabadította fel. Az első felszabadított település Kalenó (1944. szeptember 21.) volt, 1945. január 19-én szabadult fel Kassa, április 4-én pedig Pozsony. Az utolsó német egységek május 1-jén tették le a fegyvert Szlovákia területén. Heves harcok folytak a Duklai-hágón kívül Liptószentmiklós, Ipolyság, Léva és Párkány térségében. Az ország felszabadításáért kb. 170 ezer szovjet katona áldozta életét. A szövetséges bombázások is jelentős veszteségeket okoztak emberéletekben (nagyobb városok; a visszacsatolt területekkel együtt Érsekújvár bombázásai kiemelkedően sok áldozattal jártak), illetve károkat az infrastruktúrában (út- és vasúthálózat, ipartelepek stb.). Az elpusztult nagy folyóhidakat a háború után nagyrészt helyreállították (például a pozsonyi Öreg hidat, a komáromi Erzsébet hidat, illetve 1954-ben a vasúti összekötő hidat), kivételt képezett ez alól az esztergomi Mária Valéria (csak 2001-ben adták át Magyarországgal közösen) és számos Ipoly-híd (határátkelők), melyek közül többet csak a jövőben terveznek újjáépíteni.

## A második világháború után

A párizsi békeszerződésben (1947) érintett területek a mai Szlovákia térképén

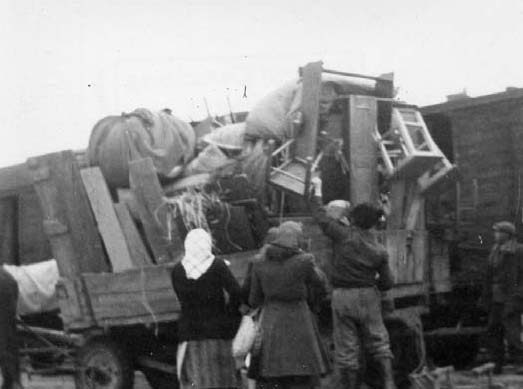
Gútaiak deportálása

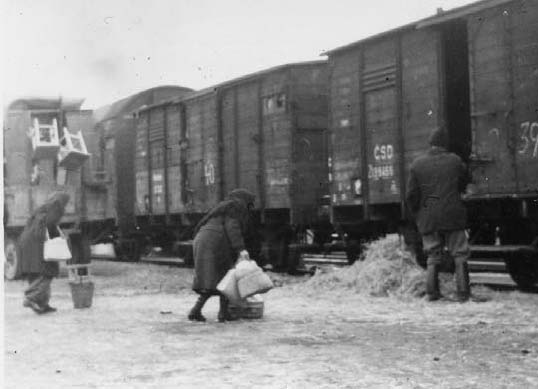
Gútaiak deportálása

A visszacsatolt területek magyarságának kálváriája újrakezdődött, még a harcok befejezése előtt. Magyarországról a nyilas terror idején körülbelül 110 ezer fiatalkorút hívtak, vagy soroztak be. Ezek közül a leventék közül minden 7. már nem tért haza élve. Szlovákia területéről több településről indultak el a fiatalok összpontosításra, illetve nyugati irányba, a teljesség igénye nélkül: Ebedről, Felsőszeliből, Komáromból, Köbölkútról, Kulcsodról, Libádról, Muzsláról, Negyedről (kb. 200 leventét), Párkányból, Nánáról. Pozsonyligetfaluban egy tömegsírjukat is megtalálták, haláluk körülményei máig tisztázatlanok. Néhol fiatal lányokat is toboroztak. A helyi magyarság nemcsak a front átvonulásától szenvedett, hanem a „partizánok" megtorló intézkedéseitől is joggal tartott. A szovjetek helyiekhez való viszonyulása eltérő, a málenkij robotra való elhurcolásoktól (például Nagybalog, Szepsi) a békés felszabadítás és a magyar vezetés visszahelyezése (a csehszlovák hatalomátvételig) között váltakozott, függetlenül a nemzetiségi arányoktól. Dél-Szlovákiából körülbelül 3500 személyt hurcoltak el málenkij robotra, hazatérésüket a csehszlovák szervek is akadályozták. A legnagyobb veszteséget a Bodrogköz és Ung-vidék falvai szenvedték el, továbbá Szepsi környéke és néhány gömöri település. 1945. április 19-én a Magyar Párt vezető tisztségviselői és pozsonyi magyar értelmiségiek emlékirattal fordultak a csehszlovák kormányhoz és a Szlovák Nemzeti Tanácshoz, amelyben a szlovákiai magyarság antifasiszta magatartására való tekintettel a magyar kisebbség alkotmányban biztosított jogainak tiszteletben tartását kérték, ez azonban válasz nélkül maradt.
A második világháború után helyreállították a bécsi döntések előtti állapotokat, hiszen a Szovjetunió már 1941 nyarán az 1937-es határaival ismerte el Csehszlovákiát. Ezt a potsdami konferencián lefektetett, 1947-es párizsi békeszerződés is biztosította. Kisebb határmódosítások történtek a pozsonyi hídfő, Árva és a Szepesség tekintetében. Kárpátalja viszont a Szovjetunióhoz (Ukrajnához) került, melynek új határait is módosították (lásd. csehszlovák–szovjet szerződés). Ezzel a Szovjetunió közvetlen szomszédos állam és Csehszlovákia a kommunista keleti blokk része lett.
A két világháború közötti szlovák politikai generáció és elit a Szlovák Állam bűnei miatt diszkreditálódott, nem maradt olyan demokratikus vezető, aki képviselhette volna az országot. A Szlovák Nemzeti Felkelés polgári demokratikus szárnyának kibontakozását pedig a háború után Beneš és a kommunisták lehetetlenítették el. Az 1946. májusi választásokon a kommunisták a szavazatok 38%-át szerezték meg, így a legerősebb párttá váltak. 1947-től fokozatosan támadták a demokratikus berendezkedés kereteit, egyben a többi pártot, melyek ellehetetlenítésére a rendőrséget is felhasználták. Az akkor még hivatalosan független Ludvík Svoboda védelmi miniszter is készen állt a kommunisták támogatására. 1948 februárjában ezért a polgári miniszterek lemondtak, amivel a kommunista Klement Gottwald miniszterelnök távozását kívánták elérni. A kommunisták tüntetéseket szerveztek, melyre ellentüntetés volt a reakció. Ezen zavaros időszakkal elérték, hogy Beneš inkább elfogadja a lemondásokat és kinevezze a kommunista kormányt.
A februári fordulat után, májusban „egypárti” választást rendeztek, melyen a Nemzeti Front szerezte meg a szavazatok 88%-át, ezzel a kommunisták hivatalosan is átvették az ország irányítását, majd új alkotmányt fogadtak el, melynek értelmében az ország neve Csehszlovák Népköztársaság lett. A szociáldemokrata pártot a kommunista párt magába olvasztotta. Ekkor a kemény sztálini vonal került hatalomra, a korszak minden visszásságát és jegyét magán hordozva. Elindult az egyházak és a civil társadalom üldözése, többek között ekkor ment végbe az államosítás, a kollektivizálás, a szerzetesrendek feloszlatása (Akcia K) és számos kirakatper, pl. Rudolf Slánsky, a „csehszlovák Rajk” pere is. A kommunista Csehszlovákiában legalább 232 politikai indíttatású justizmordot hajtottak végre, melyek közül a legismertebbek Milada Horáková, Slánsky és Clementis esetei. Az egyházi vezetők közül például 1951-ben Pavol Peter Gojdič, Michal Buzalka és Ján Vojtaššák püspököket hazaárulás és kémkedés vádjával fegyházra ítélték. Ahogy a szerzetesrendek feloszlatása úgy a szlovákiai települések átnevezési hulláma is Daniel Okáli belügyi megbízott nevéhez köthető. Ezek elsősorban a magyar és német eredetűnek vélt településnevek és a kettős településnevek megváltoztását célozták. A titkosszolgálat az élet minden területére beépült, az 1949-es jégkorong világbajnok csapattagokat például 1950-ben politikai okokból megkonstruált perben börtönre ítélték, s többeket közülük a jáchymovi uránbányában dolgoztatták. A cserkészetet is betiltották, ami így kisebb részt illegalitásba vonult, s csak 1968-1969-ben alakulhatott újjá, majd a rendszerváltást követően.
A kisebbségek helyzete a világháború után jelentősen romlott. Ekkor jutott újból hatalomra a Moszkva-barát Beneš, akit így visszahelyeztek korábbi elnöki hivatalába. A még teljesen fel sem szabadult ország vezetőjeként meghirdette a Kassai kormányprogramot, amely deklarálta a németek és magyarok kollektív háborús bűnösségét (ennek keretében kimondták hogy a korábbi magyar párt fasiszta párt lett volna). Ezen kisebbségek elveszítették állampolgárságukat, iskoláikat bezáratták, földjeiket elkobozták, emlékműveiket ismét eltávolították (lásd komáromi Jókai-szobor, rozsnyói Kossuth-szobor, a pozsonyi Petőfi-szobrot 1951-ben állították fel ismét, rimaszombati Tompa-szobor, az érsekújvári 48-as turult másodjára is). Számos személyt, tekintet nélkül a háború alatti magatartásukra, tevékenységükre és szerepükre, nagyrészt koholt vádak alapján bíróság elé állítottak, illetve bebörtönöztek, büntetőtáborba zártak. Az ún. anyásokat a csehszlovák hatóságok szinte azonnal kiutasították (például Madarász István kassai püspököt is), a magyar hivatalnokokat elbocsátották állásaikból. A kormányprogram végrehajtása a Szlovák Nemzeti Tanács által hozott törvények és az elnök által kiadott rendeletek, az ún. Beneš-dekrétumok révén történt meg.
A csehszlovákiai németek szinte egészét kitelepítették az országból, közben számos erőszakban, nyilvános megszégyenítésben és visszaélésben volt részük (brünni halálmenet; Ústí nad Labem; a přerovi vasútállomáson 1945. június 18-án német, magyar, sőt szlovák menekülteket lőttek agyon, hasonló esetek történhettek a pozsonyligetfalui internálótáborban és környékén is). A magyarságnak is hasonló sorsot szántak, az „önkéntes" menekülésen kívül ennek a következménye volt a lakosságcsere egyezmény (kitelepítés) illetve a csehországi elszigeteltségbe való deportálás is, melynek előhírnöke volt az 1945 őszi kényszermunka. Közben meghirdették a reszlovakizáció programját, amellyel a magyar kisebbség számarányának további hivatalos csökkentését akarták előidézni. A megfélemlítések és a lakosságcsere hatására ez átmenetileg a magyarság drasztikus statisztikai lecsökkenését idézte elő. Pozsony végső elszlovákosítását szintén deportálásokkal és vagyonelkobzásokkal érték el. A magyar többségű települések nagy részének, ha volt is megváltoztatták a történelmi szlovák nevét. A második világháború után a kisebbségi területeket betelepítési övezetté nyilvánították. A felvidéki magyarság korábbi vezetőjét gróf Esterházy Jánost 1945-ben kiadták a Szovjetuniónak, ahol 1949-ig volt kényszermunkán. Hazatérve halálbüntetését életfogytiglani fegyházra módosították. A megtört politikus 1957-ben halt meg a morvaországi Mírov börtönében. Máig nem rehabilitálták, mint ahogy a jogtalanságokat törvényesítő rendelkezéseket sem törölték a jogrendből.
Az elűzött kisebbségek kényszerűen hátrahagyott ingó- és ingatlanvagyonát – természetesen állami közreműködéssel – elrabolták és azóta sem kárpótolták őket. A két ország a vagyoni különbözetet azonban az egymással szemben támasztott kárpótlási követelések annullálásával rendezte, természetesen a kitelepítettek kárára is (lásd Csorba-tói egyezmény). A jogtalanságokat lezajlásuk és a kommunista politikai fordulat után, annak ellenére, hogy azoknak fő szervezői kommunista politikusok voltak, a kommunista pártvezetés a burzsoá politikai vezetés nyakába varrta. Az 1949–1960 között működú új járás- és megyerendszer-felosztást a magyar kisebbség megosztására is használták.
A szovjet és magyar kommunista politikai vezetés nyomására, némi enyhülés csupán az 1950-es évek elején történt, amikor újból megnyílhattak a magyar iskolák, igaz az iskolarendszer jelentősen megtépázódott és soha nem állt már vissza a háború előtti szintre (1938-ban 89,9 ezer tanuló volt tiszta magyar iskolában, 1950-ben az újranyitáskor 30 ezer diák tanult magyar iskolában). Megalakult a Csemadok, hagyományőrző népi együttesek (ének- és néptánccsoportok) jöttek létre. 1948-tól jelenhetett meg az Új Szó napilap, illetve 1951-től a Csemadok által kiadott Fáklya, illetve 1956-tól A Hét lapok. 1952-ben pártutasításra létrehozták a Komáromi Jókai Színház elődjét. Az állami szintű asszimilációs törekvéseket ugyan hivatalosan tagadták, azonban az iskolarendszer elsorvasztásán kívül a nemzetiségi arányok megváltoztatását adminisztrációs eszközökkel is sürgették. Ilyen módszer volt a vegyes területeken a szlovák és magyar falvak egyesítése (például Nyitra-vidéken: Menyhe, Béd és Szalakusz, Nyitracsehi és Kiscétény, Kis- és Nagyhind, Vicsápapáti és Lajosfalu, Királyi és Mocsonok, Nyitragerencsér és Alsócsitár Nyitrához, Felsőaha Verebélyhez való csatolása. Ezen falvak nagyobb része csak a rendszerváltás után nyerte vissza önállóságát). A kisebbségi érdekek védelmezőit, a tevékeny személyeket különböző eszközökkel próbálták megtörni, 1953-ban a kommunista vezetés ezen személyeket is osztályellenségnek nyilvánította és bebörtönözte, vagy (fegyvertelen) katonai munkaszolgálatra rendelte. Számos kisebbségi értelmiségit is tiltólistára helyeztek, akiket személyes szabadságukban korlátoztak, munkájukat ellehetetlenítették. Ők ekkoriban külföldön, vagy álnéven próbáltak meg publikálni. 
Az ország 1945-ben alapító tagja az ENSZ-nek. A hidegháború korában létrejött NATO ellensúlyozására 1955-ben aláírták a Varsói Szerződést (VSZ). Ennek a katonai rendszernek az eredménye volt több forradalom és demokratizáló törekvés, köztük a prágai tavasz elfojtása is. A gazdaság tekintetében meghatározó volt az 1949-ben létrejött KGST. Csehszlovákiában például a dél-szlovákiai élelmiszeripar színvonala azonban elmaradt az akkori egészségügyi normáktól is, ezt azonban a rendszerváltásig sem sikerült minden esetben orvosolni. A KGST többi országából behozott élelmiszer minősége sem volt teljesen kifogástalan. 1953-ban létrehozták a Szlovák Tudományos Akadémiát.
1956-ban a magyarországi forradalmat hivatalosan ugyan elítélték, de az egyszerű magyar emberek szimpatizáltak vele. Ezt csak szimbolikus tettekkel fejezhették ki, mint pl. 1945 után először énekelték el nyilvánosan több dél-szlovákiai településen a magyar himnuszt, megkoszorúzták a világháborús hősi halottak emlékműveit, a diákok pedig több helyen is fekete gyászszalag kitűzésével fejezték ki az együttérzésüket. A magyarországi fejleményekről elsősorban a magyar rádióból értesülhettek, a csehszlovák vezetés azonban már korán kemény ellenpropagandába kezdett. A csehszlovák rendőrség azonban minden nyilvános fellépést keményen megtorolt, és több tucat szlovákiai magyart letartóztattak, illetve meghurcoltak. Ennek hatására a csehszlovák vezetés további intézkedéseket foganatosított Magyarország és a szlovákiai magyarság közti kapcsolatok megnehezítésére, köztük a magyar sajtó elérhetőségét, és a határátkelést is akadályozták. Több magyar kommunista keresett menedéket az országban, de csehszlovákiai alakulatok bevetésére nem került sor. A forradalom leverése erősítette a csehszlovákiai magyarságban a nemzeti öntudatot. Ugyan a cenzúra erősödött, de ezen eseményeket követően indult útjára több magyar irodalmi és közéleti folyóirat (például az Irodalmi Szemle). Az 1956-os forradalom és szabadságharcnak több felvidéki születésű mártírja is volt, például Gulyás Lajos református lelkész, vagy Holmann Gábor.

Szlovákia címere 1960-1990 között

1960-ban új alkotmányt fogadtak el, melynek során újból megváltozott az ország hivatalos megnevezése (Csehszlovák Szocialista Köztársaság) és a címerből kihagyták a történelmi szlovák címert. 1965-ben a Duna márciustól kezdődő magas vízállása miatt június 15-én gátszakadás történt Pat közelében, ami miatt a Vágtól keletre eső területeket elöntötte az árvíz. Ezt követően június 17-én Kulcsod és Csicsó között is átszakadt a gát, ami az alsó-Csallóköz elárasztását eredményezte. Az árvízvédelmi munkálatok júliusban véget értek, megkezdődött az evakuáltak visszatérése és az újjáépítés.

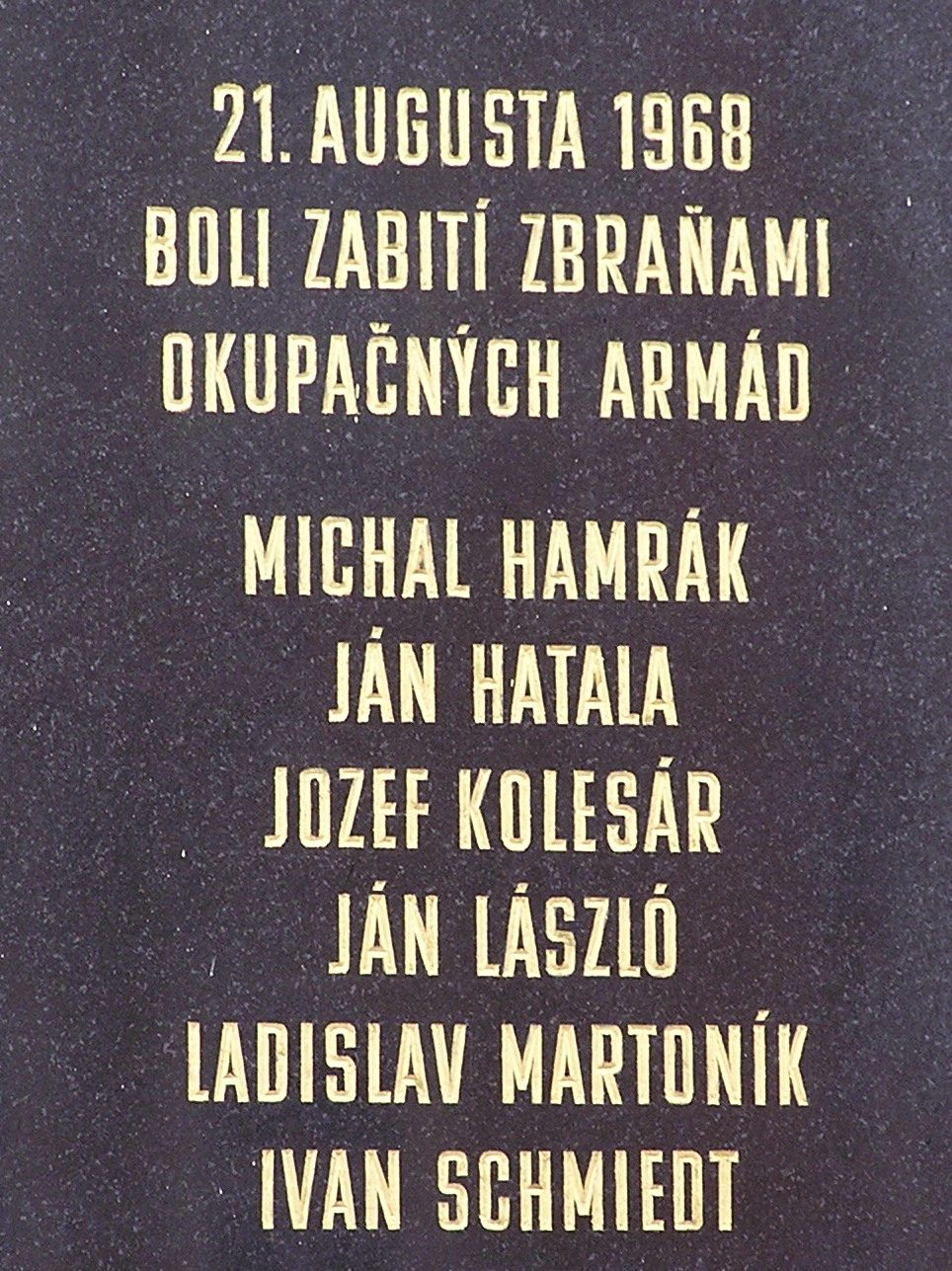
Emléktábla kassai Tuzexnél meggyilkolt áldozatok névsorával

1968-ban Csehszlovákia Kommunista Pártjának élére (Antonín Novotný helyére) a szlovák Alexander Dubček került. Az új első titkár a reformkommunisták táborához tartozott. Vezetésével a Pozsonyban kezdődő enyhülés után elindult a „prágai tavaszként” ismert időszak, mely annak a szovjet csapatok beavatkozása által történt, augusztus 21-ei elfojtásához vezetett. A katonai intervenció eredménye 72 polgári áldozat, több mint 700 sebesült és kb. 300 ezer emigráns lett a szenvedő fél részéről, de a megszálló katonaságnak is voltak halálos áldozatai, főként balesetek következtében. A Varsói Szerződés megszálló csapatai között volt Magyarország is, ami a magyarellenesség újabb felerősödéséhez vezetett Csehszlovákiában. A magyar kisebbség is nagymértékben kiállt a reformtörekvések mellett, illetve számos módon és helyen (lásd például Nyitrai rezolúció) próbálták a kisebbségek helyzetére is ráirányítani a figyelmet, ennek javítását szerették volna elérni, de kevés eredménnyel jártak.
Dubček helyére a szintén szlovák Gustáv Husák került, aki később államfő is lett. Ő Brezsnyev szövetségeseként a korábbi „rendszer” híve maradt, de később a bársonyos forradalom békés lefolyásában is szerepe volt. Az ún. normalizációban részt vett a reformkommunisták által megválasztott Ludvík Svoboda (korábban a keleti fronton a németek ellen harcoló 1. cseh-szlovák csapatok parancsnoka, tábornok) államelnök is.

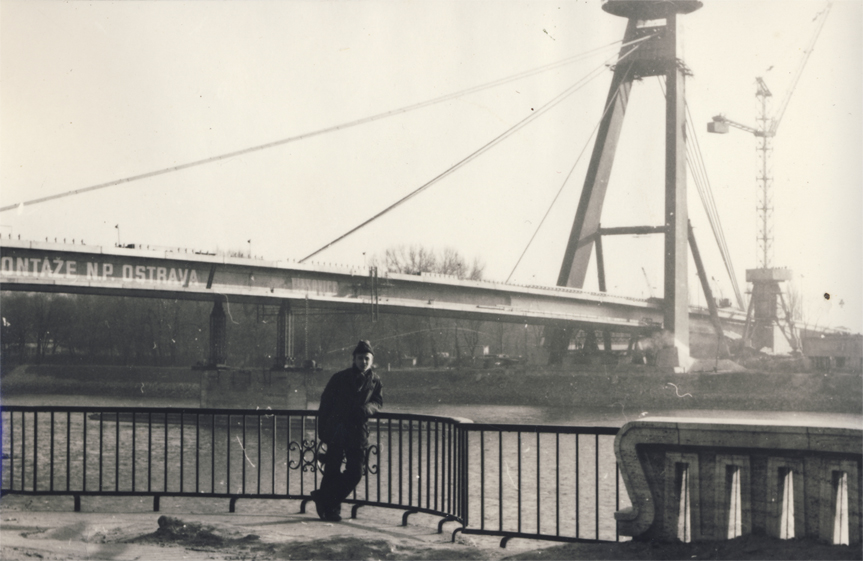
A pozsonyi Új-híd az építésekor 1972-ben

1969. január 1-jén létrejön az ország föderalizációja, melynek során az állam két szocialista ország uniójává válik. Az 1970-ben elfogadott új központosító alkotmány azonban megakadályoz minden reális lehetőséget a föderalista törekvések megvalósítására. Érvénybe lépett az új kisebbségi törvény, mely a magyar, német, lengyel és ukrán (ruszin) kisebbségek védelmét hivatott szavatolni. A gyakorlatban azonban az 1968-ban részt vállaló és kiálló kisebbségi vezetőket is félreállították.
1969-ben létrehozták a Kassai Thália Színház elődjét a Vox humanát. Az elnyomás ellen ezen időszakban több akció is létrejött. A hatalom azonban több jogvédőt bebörtönzött, köztük Duray Miklóst is. Sikeresnek mondható a Charta ’77 ellenzéki „mozgalom”, illetve a pozsonyi Gyertyás tüntetés, melyek rávilágítottak a rendszer visszásságaira és végül a keleti blokk szétesésével a kommunista hatalom bukásához vezettek. 1989-ben a diáktüntetések hatására végbement a bársonyos forradalom (rendszerváltás) során az ország irányítását demokratizálták.

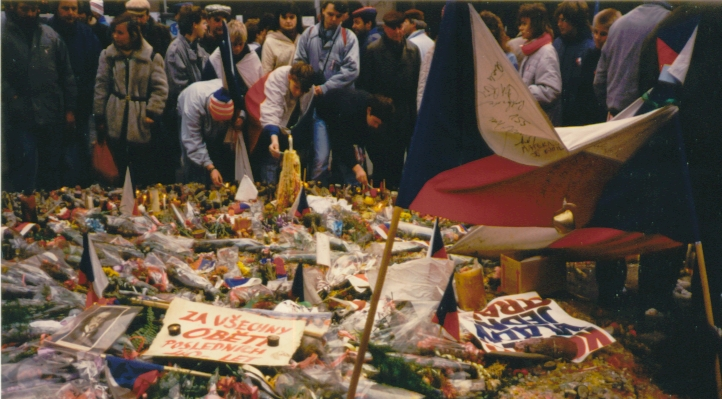
Bársonyos forradalom, Prága, 1989

1989-ben új kormányt neveztek ki, melynek elsődleges feladata az első szabad választások előkészítése volt, amit 1990-ben tartottak meg. Ezek után elkezdődött a gazdaság helyreállítása, melynek során rengeteg állami céget privatizáltak. A szovjet hadsereget 1991 közepéig kivonták az országból, július 1-jén pedig megszűnt a Varsói Szerződés. 1991-ben Csehszlovákia is aláírta a Visegrádi Együttműködést, aminek máig ható pozitív hatásai vannak Szlovákia és szomszédai kapcsolatára is.
A köztársasági elnök a kommunista időben börtönben is ült Václav Havel író lett. 1990-ben az ország nevét Csehszlovák Föderatív Köztársaságra változtatták (lásd. Kötőjelvita), majd új alkotmányt fogadtak el, amelyben a még közös állam nevét Cseh és Szlovák Föderatív Köztársaságra módosították, valamint a nemzeti szimbólumokat is megváltoztatták. A szlovák miniszterelnök Vladimír Mečiar lett, akit 1991-ben visszahívtak, majd új pártot alapított. Újból felerősödtek a szlovák önállósulási törekvések, melynek betetőzése a két ország szétválása lett. Ennek hatására a köztársasági elnök lemondott. Az új szlovák alkotmányt 1992 szeptemberében fogadták el. Mindezen változások békésen zajlottak le, a szétválást azonban nem erősítette meg népszavazás.

## Az önálló független Szlovákia és az Európai Unió

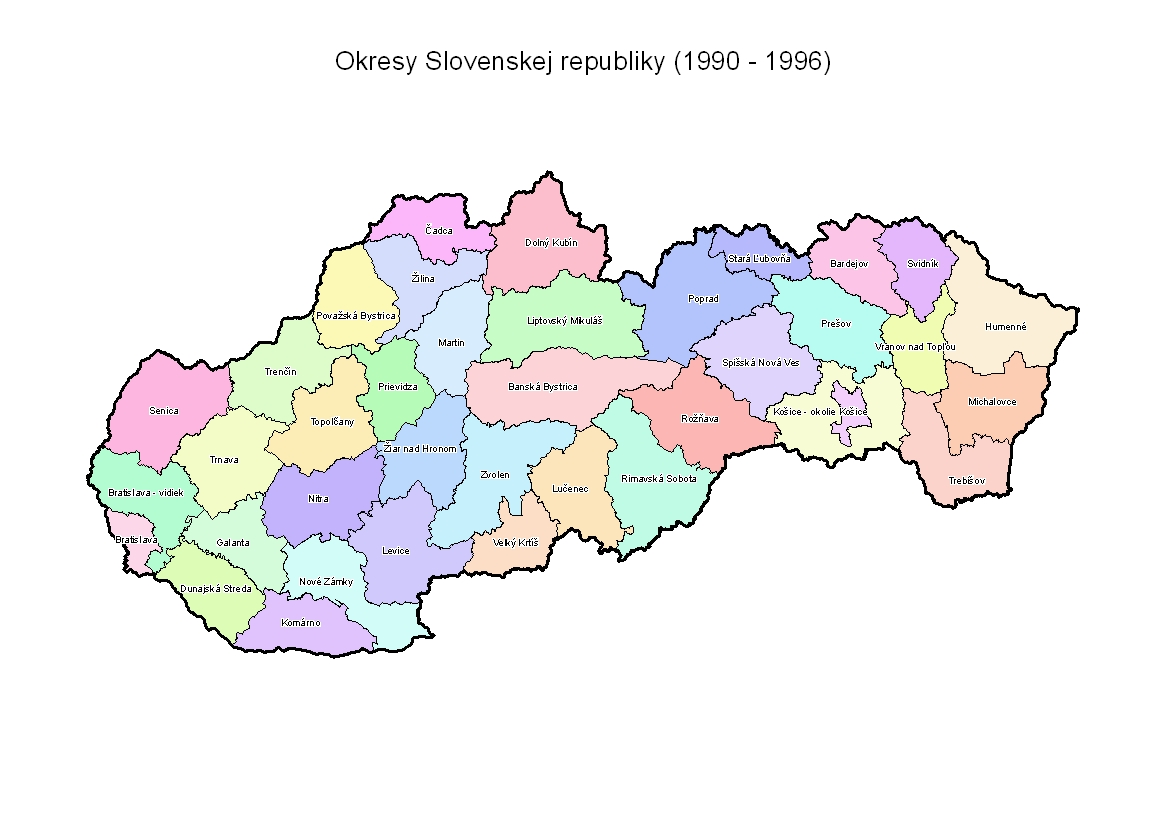
Szlovákia közigazgatási felosztása 1991-96 között

Szlovákia közigazgatási felosztása 1996 óta

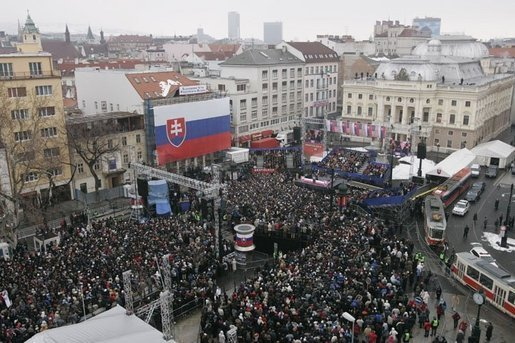
George W. Busht és Mikuláš Dzurindát több ezer ember üdvözli a pozsonyi Séta-téren

1993. január 1-jén Csehszlovákia felbomlott. Mindkét országban a hivatalos pénznem neve a korona maradt. A független ország első elnöke Michal Kováč lett, a miniszterelnök azonban Vladimír Mečiar maradt. 1994-ben újból Mečiar nyerte meg a választásokat. Ezen időszakban a kormányzást autoritatív módszerek és nacionalista retorika jellemezte. Több esetben is bűntények árnyéka vetült és vetül ma is a politikai elit képviselőire (például Michal Kováč elnök fiának elrablása 1995-ben, Róbert Remiáš rendőrnyomozó meggyilkolása 1996 áprilisában, és amnesztia az ügyben érintetteknek, illetve a Szlovák Titkosszolgálat embereinek 1998 márciusában). Az ország politikailag nemzetközi szinten fokozatosan elszigetelődött. Az 1996-ban életbe lépett közigazgatási reform hátrányosan érinti a magyar kisebbséget a megyei képviselet terén. A kormányzati visszalépés ellenére csak Párkányban tartották meg a NATO-csatlakozásról és a közvetlen elnökválasztásról szóló népszavazást.
Az 1998-as választások után Mikuláš Dzurinda került a miniszterelnöki székbe. A kormány számos gazdasági reformot hajtott végre. 2004. március 29-én az ország belépett a NATO-ba, május 1-jétől pedig az Európai Unió tagja. Az ország ugyan kikerült a nemzetközi elszigeteltségből, de a népszerűtlen intézkedések következményeként a jobboldali kormányzást 2006-ban baloldali váltotta fel, Robert Fico miniszterelnök vezetésével. Az új kormányban helyet kapott a ĽS-HZDS (Néppárt – Demokratikus Szlovákiáért Mozgalom) és az SNS (Szlovák Nemzeti Párt), ami a nacionalista felhangok felerősödéséhez vezetett, ami már korábban is tettenérhető volt (lásd. Daniel Tupý meggyilkolását). A szlovák-magyar viszony állami szinten mélypontra került. 2005-ben nyilvánosságra hozták az egykori ŠtB ismert ügynöklistáit, melyeken több magyar közéleti személyiség neve is szerepelt.
2006. január 19-én lezuhant a magyar-szlovák határ közelében, Magyarország területén a Koszovóból hazatérő katonákat szállító An-24 típusú gép, amelyen 42 személy vesztette életét. 2007. március 2-án Nyitranovákon történt az ország legnagyobb ipari katasztrófája. A megsemmisítésre váró hadianyag felrobbanása 8 ember halálát okozta. 2009. augusztus 10-én Nyitrabányán történt az ország eddigi legnagyobb bányaszerencsétlensége, melyben összesen 20 bányász és bányamentő vesztette életét.
2008-ban a katolikus egyházmegye-rendszer átszervezése során a Nagyszombati egyházmegyét a megyerendszerhez hasonlatosan észak-déli irányban osztották szét, ami hátrányosan érinti a katolikus magyar hívők érdekeit. Ennek hatására a hívek és magyar civil szervezetek tiltakozásul a Szlovák Püspökkari Konferenciához nyílt levelet juttattak el. Mára több szlovákiai püspökségben létezik kisebbségi pasztorációval megbízott egyházi hivatal. 2009. január 1-jén a hivatalos pénznem az euró lett, amivel az ország egyben belépett az eurózónába.
2011 nyarán a görögöknek nyújtandó segélycsomagról szóló szavazást Iveta Radičová miniszterelnöknő (korábbi elnökjelölt) kormánybizalmi szavazással kötötte egybe. Mivel az addig is széthúzó koalíció, nem tartott ki mellette, előrehozott választásokat írtak ki a következő évre. 2011 végén kirobbant az ún. Gorilla-botrány, mely érintette a szlovákiai politikai elit résztvevőit és több tüntetést provokált. A megmozdulások azonban eredmény nélküliek maradtak, a politikai életben az amúgy is erőtlen kormánykoalíció teljesen szétforgácsolódott. 2012. márciusi előrehozott választásokon újra a baloldali SMER párt nyert, míg az SDKÚ nagyot bukott és a Szlovák Nemzeti Párt ezúttal kiesett a törvényhozásból. A Magyar Koalíció Pártjának ismét nem sikerült bejutnia a parlamentbe. A választások napján leégett a krasznahorkai vár és Pereden eredményesen zárult a község szlovák nevéről szóló népszavazás. 2012-ben Robert Fico abszolút többséget szerezve egypárti kormányt alakított. 2012-ben a korábbi igazságügyminiszter, majd 2009-től a legfelsőbb bíróság elnöke Štefan Harabin, akinek korábbi kapcsolatai az alvilággal mára bebizonyosodtak, elmozdítása meghiúsult és az elnöki tisztét továbbra is betöltheti. A 2014-es elnökválasztás második fordulójában Fico alulmaradt Andrej Kiska független jelölttel szemben.
2016-ban a parlamenti választásokat ismét a SMER nyerte meg, s köszönhetően az újból bekerülő SNS-nek és a MOST, illetve a Sieť pártoknak ismét felállhatott a Fico-féle kormány, melyben a SMER megtartotta kulcspozícióit a jelentősebb minisztériumok élén. A Sieť párt szétesése után a kormánykoalíció átrendezte a hatalmat.
2018-ban Ján Kuciak újságíró és menyasszonya meggyilkolása tüntetéshullámot indított el országszerte. A társadalom változást akart, a gyilkosságok független kivizsgálását és a korrupciós ügyek felderítését. Ez késztette a politikai elitet arra, hogy hatalmát átmentse és előidézte Robert Fico kormányfő, Robert Kaliňák belügyminiszter és Tibor Gašpar rendőrfőkapitány távozását posztjaikról.
2019. márciusában a második fordulót is megnyerve Zuzana Čaputovát választották köztársasági elnöknek, aki június 15-én foglalta el hivatalát. A 2020-as szlovákiai parlamenti választásokon megbuktatták a 2012-től újból kormányon lévő Irány – Szociáldemokrácia pártot és szövetségeseiket.
A 2020-as COVID–19-koronavírus-járvány március 6-án ütötte fel fejét Pozsony közelében. Az első igazolt fertőzött a velencei karnevált meglátogató fiától kaphatta el a vírust. A kormány azonnal elrendelte a határellenőrzést, illetve egyes intézmények látogatásának tilalmát, hasonlóan a külföldi kiutazásokat is korlátozni szándékoztak. Március 12-től bezáratták az iskolákat és egyéb szórakoztató, illetve kulturális létesítményeket, elrendelték az általános határellenőrzést, a külföldről érkezők kötelező karanténba vonulását, a repterek bezárását. Március 15-től krízishelyzetet hirdettek, a nem létfontosságú üzleteket bezárták. Egyes cégek felfüggesztették a termelést. A március 21-én hivatalba lépő új Matovič-kormány folyamatosan további megszorításokat volt kénytelen életbe léptetni. A tesztelések száma csak lassan emelkedett, a cigánytelepeket mint potenciális gócpontokat csak áprilisban kezdték el vizsgálni. Március 18-án volt az első igazolt gyógyulás. Az első halálesetet hivatalosan március 31-én jelentették. Szeptemberben elérte az országot a járvány második hulláma is, majd október 1-én veszélyhelyzetet hirdettek, október 13-tól gyülekezési korlátozást, a hónap végén pedig kijárási tilalmat rendeltek el. A járvány megfékezésére előbb részleges, majd október 31-én és november 1-én országos tesztelést tartottak. Az esetszámok azonban folyamatosan romlottak és 2021. január 1-jétől újabb megszorításokat vezettek be. Az iskolákat 2021 februárjától fokozatosan nyitották újra. Előbb fokozatosan majd 2021 tavaszától már mindenkinek hozzáférhetővé tették az oltásokat. 2021 őszén elérte az országot a negyedik hullám. Szlovákiában 2021 novemberéig 14 ezer személy hunyt el a fertőzésben, s a várható statisztikai élettartam 2,2 évvel rövidült országosan.
2021. szeptember 12-én a budapesti 52. Nemzetközi Eucharisztikus Kongresszust követően Ferenc pápa ellátogatott Pozsony, Kassa és Eperjes városába, illetve Sasvárra. Szlovákia a segélyeken és a menekültek befogadásán kívül több hadieszközzel támogatta az ukrán haderőt a 2022-ben kirobbant orosz-ukrán háborúban. 2023-ban ismét Robert Fico alakíthatott kormányt, akit 2024. május 15-én, Nyitrabányán egy magányos merénylő meglőtt.

### Kisebbségi politika és a magyarság helyzete

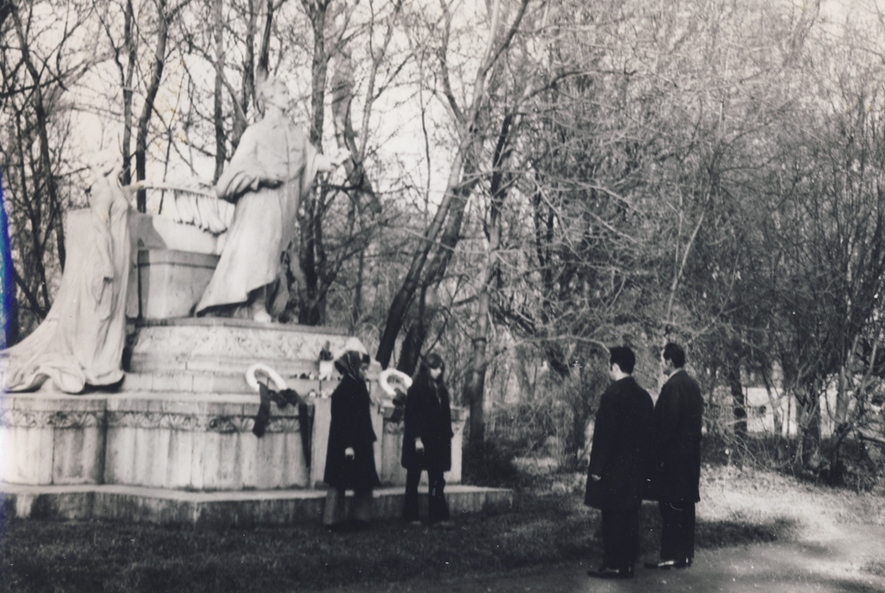
A Petőfi szobor "eredeti" helyén Pozsonyligetfalun (1956-2002)

A kisebbségek szempontjából is bizonyos javulást hozott a bársonyos forradalom. Az első párt a Független Magyar Kezdeményezés volt. A két ország szétválása után a kisebbségi képviselet is nagyobb hangsúlyt kapott. 1994 januárjában nagygyűlést tartottak Révkomáromban. 1994-ben a parlamenti választásokon a később alakult három szlovákiai magyar párt, a Magyar Kereszténydemokrata Mozgalom, az Együttélés Politikai Mozgalom és a Magyar Polgári Párt koalíciót alkotott, majd 1998. június 21-én a 2021-ig önálló Magyar Koalíció Pártja néven tömörült. Az új közös párt a Dzurinda vezette kormány tagja lett. A Szlovák Köztársaság és a Magyar Köztársaság közti jó szomszédságról és baráti együttműködésről szóló szerződést 1995. március 19-én írták alá Párizsban (Horn Gyula és Vladimír Mečiar miniszterelnökök). Az alapszerződés 1996. május 16-án a ratifikációs iratok cseréjét követően lépett hatályba.
Az önálló állam létrejötte óta a választásokat megelőző kampányok során gyakran előfordul az úgynevezett magyar kártya előhúzása, ami a magyar kisebbséggel rendszeresen manipulációs céllal riogatja a szlovák közvéleményt. A független Szlovákia kikiáltása után a Mečiari-éra (1993-1998) időszakára a demokratikus jogok háttérbe szorítása és a kisebbségi jogok semmibevétele volt a jellemző. 2001-ben átadták az újjáépített Párkányt Esztergommal összekötő Mária Valéria hidat, 2004-ben pedig létrejött a magyar nyelvű komáromi Selye János Egyetem is. Ennek akkreditációja azonban időről-időre napirendre kerül.
2006-2010 között a politikát a populista és a nacionalista felhangok uralták. Ennek a Robert Fico nevével fémjelzett kormánynak is „köszönhető” a magyar–szlovák kapcsolatok erőteljes romlása (többek között Malina Hedvig ügyére való politikai ráhatás, a dunaszerdahelyi focimeccsen való rendőri beavatkozás (2008), a szlovák nyelvtörvény módosítása, kettőskeresztek felállítása a magyar határ mentén, Trianon emlékművek elhelyezése Pozsonyban és Komáromban, a Beneš-dekrétumok ismételt törvényesítése, a választási körzetek magyarságra hátrányos újbóli módosítása 2008-ban, a szlovák állampolgárság elvesztése kettős állampolgárság esetén, illetve egyéb magyarellenes kijelentések, sértések és atrocitások). Helyzeten nem javítottak a 2008-as királyhelmeci események sem, de a kapcsolatok javítására is megindult a párbeszéd.
2009. július 11-én az MKP-ból kilépő képviselők létrehozták a Most–Híd pártját, amely a 2010. június 12-ei választásokon egyedüli „kisebbségi” pártként került be a törvényhozásba. 2012-ben a kisebbségi pártok közül ismét csak a Most–Híd került be a parlamentbe. Esterházy János felvidéki politikust máig nem rehabilitálták, mindeközben 1989 után számos háborús bűnösnek állítottak emléket az országban. 2012-ben a magyar országgyűlés április 12-ét országgyűlési emléknappá nyilvánította a kitelepített magyarok emlékére. Közben felerősödtek a polgári kezdeményezések, melyek a kisebbségi társadalom problémáira is koncentrálnak. A kisebbségi vizuális nyelvhasználat problémáit helyezve előtérbe vándorkiállítás, illetve polgári "engedetlenségi" akciók indultak. Utóbbi során Pered szlovák helységnevéről szóló népszavazásnak kívántak érvényt szerezni, illetve több helyen vasúti és közlekedési táblák kiegészítésével hívták fel a figyelmet. Ezeket a kormányzati és a rendvédelmi szervek részéről folyamatosan akadályozzák. A szlovákiai magyar egyetemisták legnagyobb nyári művelődési táborai a Gombaszögi Nyári Tábor és a Martosi Szabadegyetem.
A cigányság helyzete az országban a bársonyos forradalom és Csehszlovákia szétválása után csak részben javult a demokratikus változások hatására. A diszkrimináció, részben a szlovák politikai elit hibájából is, ma is jelentős probléma a társadalomban és alig látható fejlődés. A cigányság társadalmi problémai (gazdasági, szociális, nyelvi) ma sem megoldottak és a szegregálódás, illetve nagy tömegeinek mélyszegénysége ma sem mutat jó irányba. 2004-ben Kelet-Szlovákiában ún. éhséglázadás tört ki, amelyet csak a hadsereg bevetésével tudtak megfékezni. A cigányság nagy többségének körében alacsony az életszínvonal és a várható élettartam, miközben magasabb a születési ráta a többségi társadalom átlagához képest. A szociálisan érzékenyebb csoportokban magasabb a bűnözési ráta és a börtönviseltek aránya is.
2013-ban a megyei választásokból ismét a „baloldali" populista SMER került ki győztesen, egyedül Pozsony megyében lett eltérő eredmény, illetve került jobboldali a megye vezetői székébe. Ezen kívül Besztercebánya megyében a jobboldali radikálisok vezére került hatalomra. Mindeközben a kormánytöbbség vezette parlament, megszavazta a kisiskolák elsorvasztását szorgalmazó törvényt „takarékosság" címén.

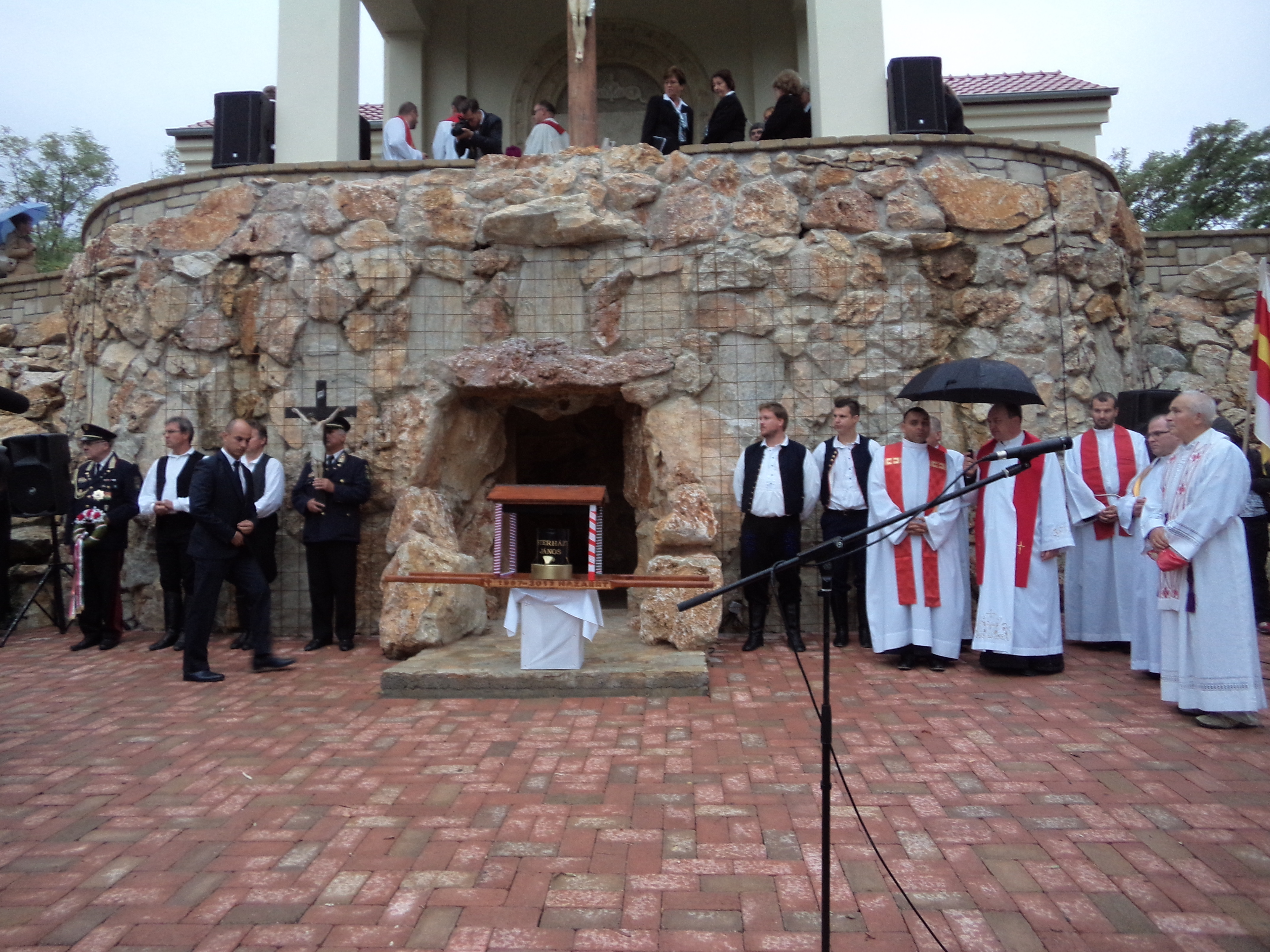
Esterházy hamvainak elhelyezése a kápolna kriptájában

2015-ben emléktáblát avattak Pozsonyligetfalun a második világháborút követő mészárlások egyik tömegsírjánál. 2015-ben megkezdték és befejezték végül a Kenyhecet Abaújvárral összekötő Hernád-hidat. Esterházy János mártír politikus hamvait 2017. szeptember 16-án az alsóbodoki Szent Kereszt Felmagasztalása kápolnában helyezték örök nyugalomra. 2018-ban megkezdődött és 2020-ban befejeződött a komáromi új közúti híd építése, illetve magyarországi támogatásból fontos óvodafejlesztési program indult. 2023-ban átadták a Helemba és Ipolydamásd közötti hidat.
2019-ben, készülődve a következő évi parlamenti választásokra, sem sikerült a két nagy magyar politikai irányvonal közti összefogás. Mindamellett, hogy 4 politikai párt és 1 mozgalom is küzdött a magyar szavazatokért, további magyar részlegei alakultak az induló szlovákiai pártoknak, illetve külön gazda párt is alakult. Magyar párt nem jutott a parlamentbe. Július 30-án Gombaszögön tartottak nyilvános közéleti beszélgetést. Augusztus 7-én az egységes magyar érdekképviselet érdekében egy közös párt kialakításáról egyeztek meg, majd augusztus 20-án Komáromban három párt szándéknyilatkozatot írt alá. 2021. október 2-án tartották az új Szövetség nevű párt alakuló közgyűlését.